# معالم المسجد الأقصى
معالم المسجد الأقصى هي المصليات والمآذن والقباب والأبواب والمدارس والأروقة والبوائك والمنابر والمصاطب والمحاريب والأسبلة ومعالم أخرى، ويتضمن المسجد الأقصى من المصليات المسقوفة سبعة مساجد هي: الجامع القِبلي، والمصلى المرواني، مصلى الأقصى القديم، ومسجد قبّة الصخرة، ومسجد البراق، مسجد المغاربة، وجامع النساء.

## معالم المسجد الأقصى

### المصليات
يتكون المسجد الأقصى من سبع مصليات أو مساجد معمدة مع عدة قاعات صغيرة إضافية من الجهة الغربية والشرقية من الجزء الجنوبي من المسجد. وقد كان يوجد 121 نافذة من الزجاج الملون في المسجد من عصور الخلافة العباسية والفاطمية. تم استعادة حوالي ربعهم في عام 1924.

#### الجامع القِبلي

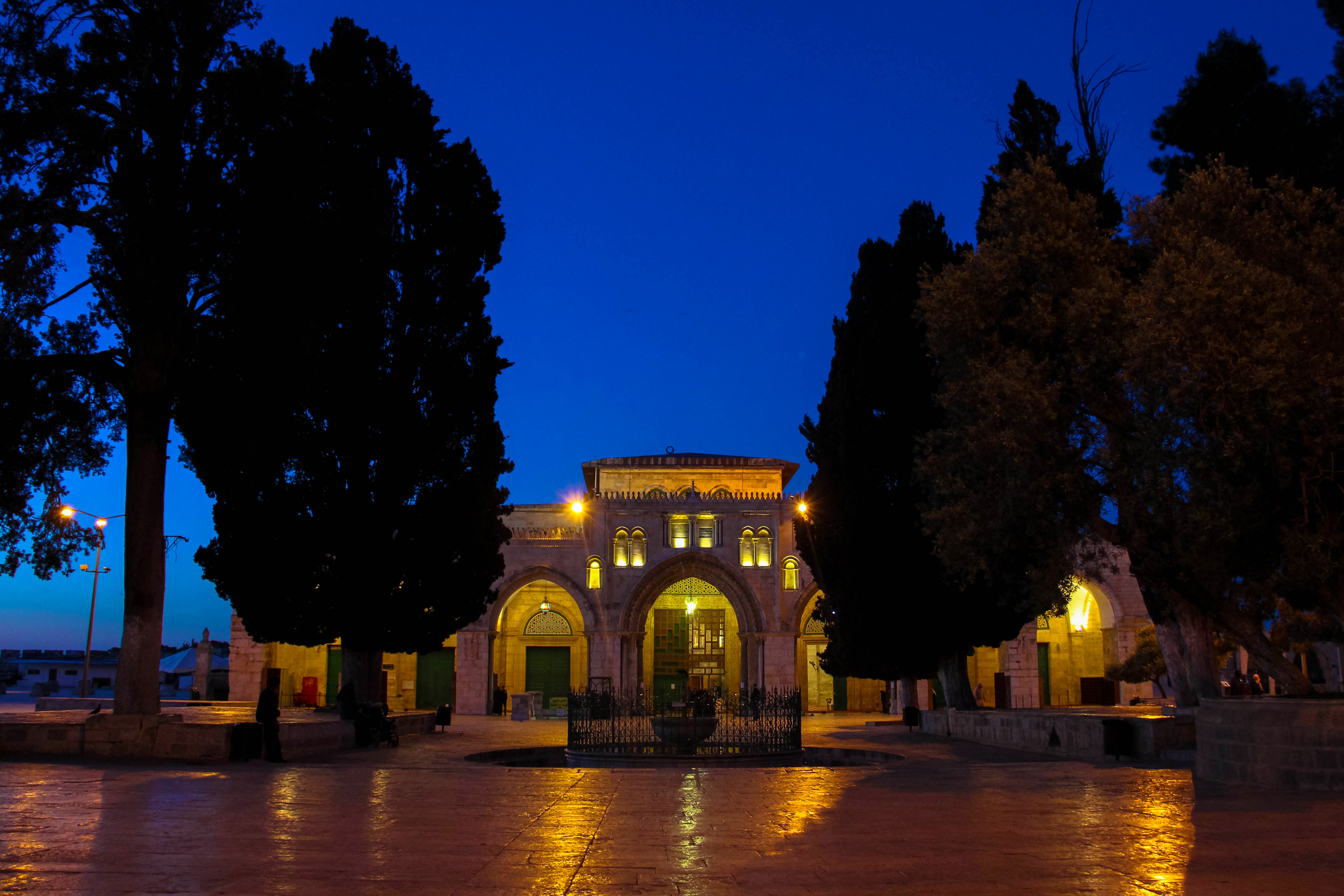
الجّامِعُ القبليّ، أحد أهمّ معالم المسجد الأقصى المُبارك.

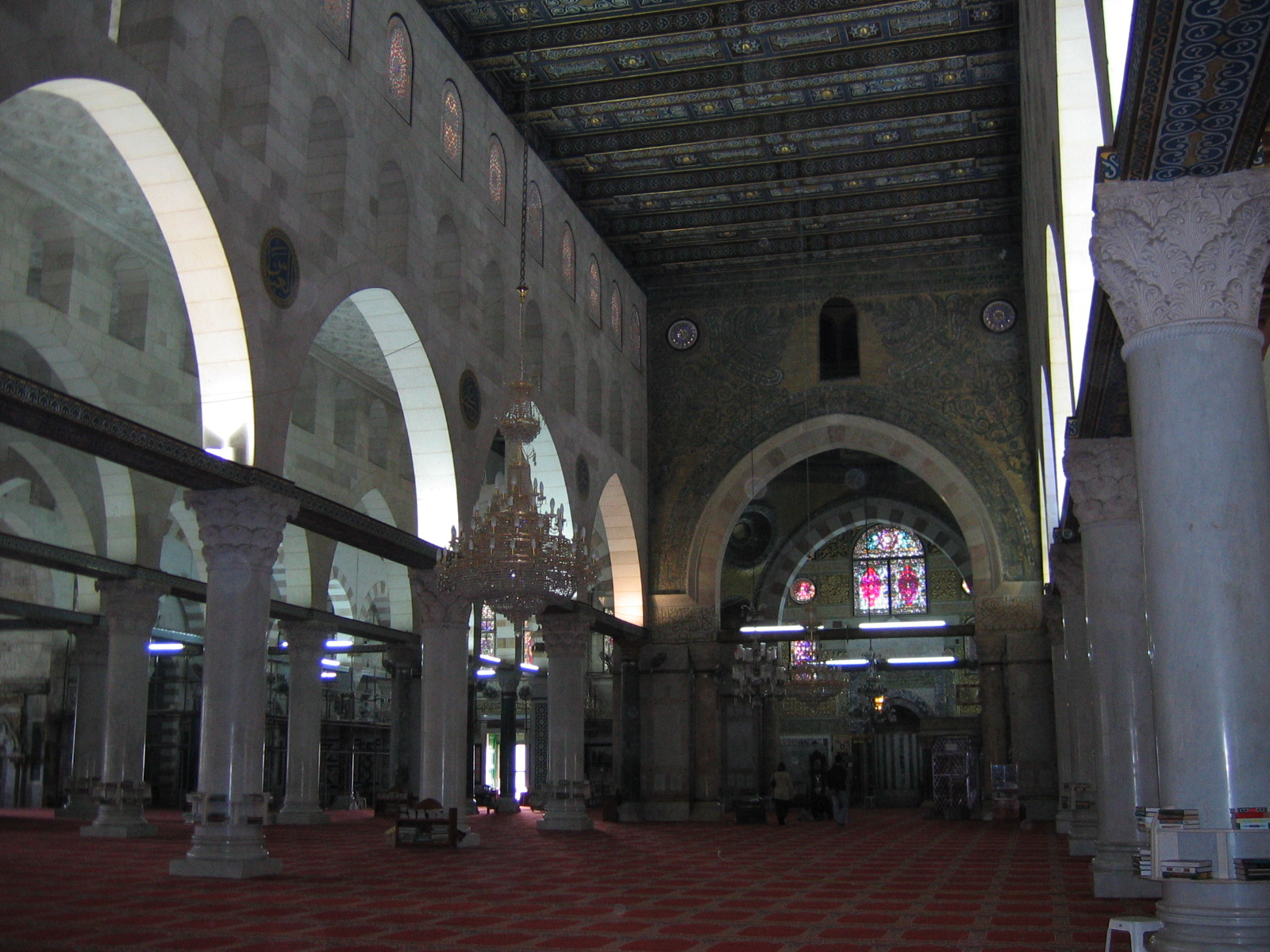
المصلى القبلي من الداخل.

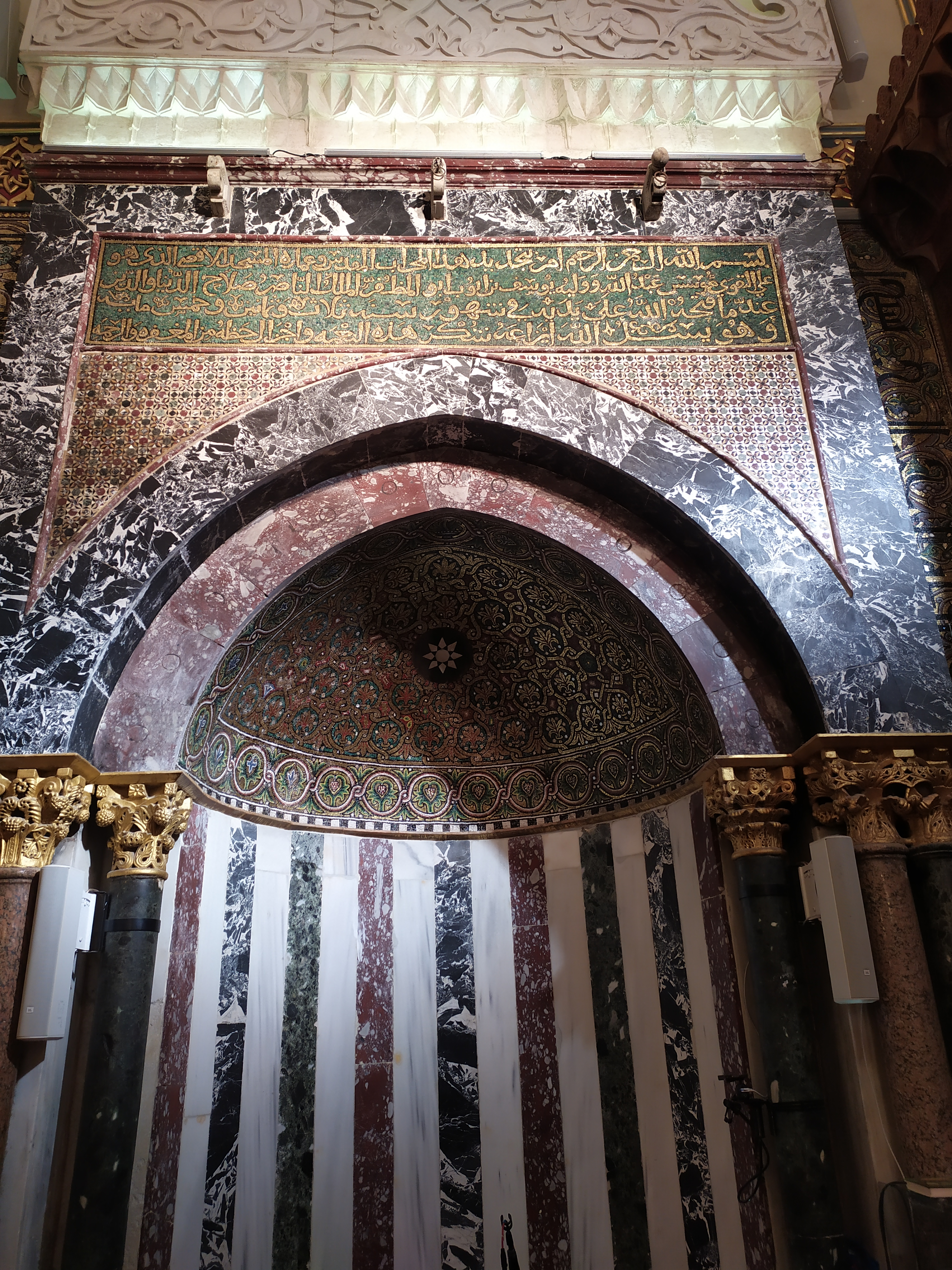
محراب المصلى القبلي في المسجد الأقصى

وهو الجامع المسقوف الذي تعلوه قبّة رصاصية، والواقع في جنوبيّ المسجد الأقصى في جهة القِبلة، ومن هنا جاءت تسميته بـ «القِبلي». ويُعتبر هذا الجامع المصلّى الرئيس الذي يخطب فيه الخطيب في صلاة الجمعة، كما أنّه يُعتبر المصلّى الرئيس للرجال داخل المسجد الأقصى حيث يقف الإمام، وحيث يوجد المحراب والمنبر الرئيسان. والبناء الحالي يعود للعصر الأموي، حيث بَدأ العمل على تجديد بناءه الخليفة عبد الملك بن مروان، وأتمّه ابنه الخليفة الوليد بن عبد الملك بين عامي 86 هـ-96 هـ الموافق 705-714م، وكان في الأصل مكونًا من 15 رواقًا، ثم أًعيد ترميمه بعد تعرّضه لزلازل أدّت لتصدّعه، واختُصِرت أروقته في عصر الخليفة الفاطمي الظاهر لإعزاز دين الله إلى 7 أروقة، وفي وقتنا الحالي يتكوّن من رواق كبير في الوسط و3 أروقة في كل جانب. وللجامع قبّة مرتفعة داخلية مصنوعة من الخشب، تعلوها القبّة الرئيسة الخارجيّة والمُغطّاة بألواح الرصاص. وتبلغ مساحة الجامع حوالي 4 دونمات، طوله 80م وعرضه 55م، على اختلاف يسير بين طول ضلعه الشرقي والغربي، وله 11 بابًا، ويتّسع إلى حوالي 5500 مصلّ.
وكان أوّل من بناه هو عمر بن الخطاب عند الفتح الإسلامي عام 15 هـ، وذلك بعد أن استشار كعب الأحبار في مكان بناء المسجد، فأشار عليه في مكان الصخرة، فرفض ذلك عمر وقال: «بل نجعل قبلته صدره كما جعل رسول الله صَلَّى الله عَلَيْهِ وَسَلَّمَ قبلة مساجدنا صدورنا»، وكان بناؤه من الخشب، وكان يتّسع حوالي 1000 مصلّ، ثمّ جدّده الخليفة معاوية بن أبي سفيان، فصار يتّسع حوالي 3000 مصلّ. وعندما سيطر الصليبيون على القدس قسّموا الجامع القبلي إلى ثلاثة أقسام: أحدها تحوّل إلى مكاتب، والآخر إلى سكن لفرسان المعبد، والثالث إلى كنيسة، وبقي الأمر كذلك حتى عهد صلاح الدين الأيوبي فرمّم المسجد عام 538 هـ الموافق 1187، ثم توالت الترميمات في عصر الدولة المملوكية والدولة العثمانية لاحقًا. وفي العصر الحديث، وبعد احتلال اليهود لفلسطين، بقي الجامع القبلي تحت تهديد اليهود، فعمدوا إلى أعمال حفر تحت أغلب الجدار الجنوبي للمسجد وتحت أساسات الجامع القبلي كلها مما هدّدت أساساته، كما تعرّض الجامع القبلي لحريق مفتعل وذلك يوم 21 أغسطس 1969 على يد مايكل دينس روهن، فاحترق منبر نور الدين زنكي، وامتد الحريق ليشمل أغلب الأروقة الثلاثة الشرقية، بالإضافة إلى سقفه الخشبي.
وفي يناير 2007، ذكر عدنان الحسيني – رئيس دائرة الأوقاف الإسلامية والمسؤول عن كتائب شهداء – أنه سيتم تركيب المنبر جديد؛ وقد تم تثبيته في في فبراير 2007. كما أن تصميم المنبر الجديد هو من تصميم جمال بدران استناداً إلى نسخة طبق الأصل من منبر صلاح الدين الأيوبي، وقد عمل عليه بدران مدة خمس سنوات. المنبر نفسه تم بناؤه في الأردن في مدة أربع سنوات، واستخدم الحرفيين أساليب النجارة القديمة لبنائه، وأستعمل قطع من أوتاد بدلاً من المسامير لتثبيته.

#### المصلى المرواني

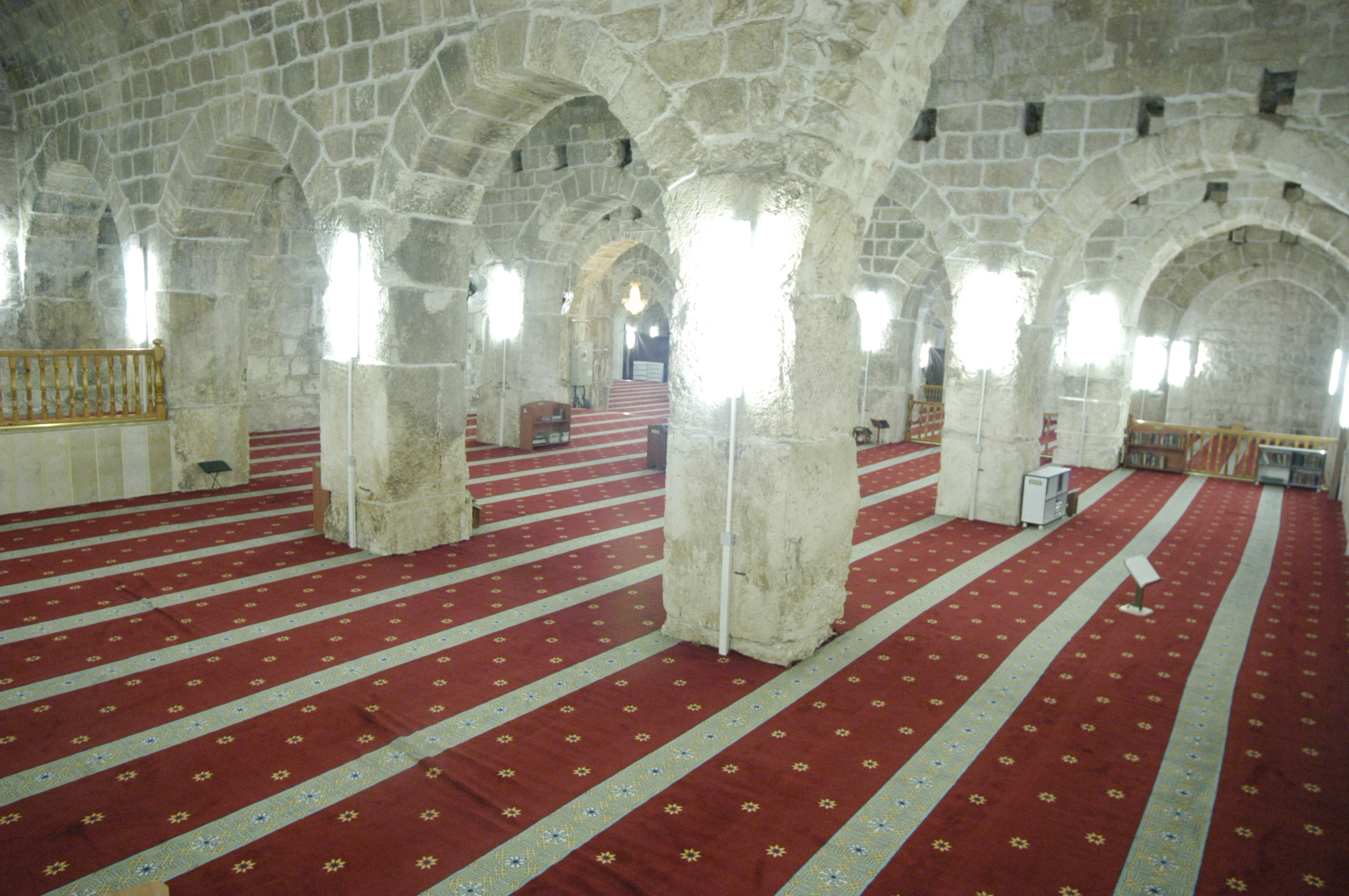
المصلى المرواني في المسجد الأقصى.

يقع المصلى المرواني في أسفل الزاوية الجنوبية الشرقية للمسجد الأقصى، وكان يُعرَف قديمًا «بالتسوية الشرقية»، وقد بناه الأمويون كتسوية معمارية لهضبة بيت المقدس الأصلية المنحدرة جهة الجنوب، حتى يتسنّى البناء فوق قسمها الجنوبيّ. ويتكوّن المصلّى المرواني من 16 رواقًا، وتبلغ مساحته الإجمالية أكثر من 4000 مترًا مربعًا، وهي أكبر مساحة مُغطاة للصلاة في المسجد الأقصى. عندما سيطر الصليبيون على المسجد الأقصى، قاموا بتحويل المصلّى المرواني إلى إسطبلات للخيول، وسمّوه «إسطبلات سليمان»، وهي تسميّة توراتية نسبةً إلى النبي سليمان. وبعد تحرير المسجد الأقصى في عهد صلاح الدين الأيوبي، أعاد المصلى المرواني إلى استعماله السابق باعتباره تسويةً ومخزنًا. وبقي الأمر كذلك حتى عام 1996، حيث تم افتتاحه كمُصلّى وسُمي يومئذٍ بالمُصلّى المرواني نسبةً إلى عبد الملك بن مروان. وكان سبب افتتاحه كمُصلّى هو تسريب وثيقة سريّة لتقسيم المسجد الأقصى باعتبار ما تحت الأرض لليهود وما فوق الأرض للمسلمين وذلك في عام 1995، بعد ذلك قررت عدة هيئات إسلامية البدء بالعمل على فتح المصلّى المرواني، فبدأت بتنظيف المكان، ومدّ الكهرباء إليه وإضاءته، ثم تبليط المصلّى، وتبرعت مصر بفرش المصلّى، وتم فتح عدّة أبواب له. وكان هذا العمل الذي تم هو السبب المُعلَن للزيارة التي قام بها أرئيل شارون للمسجد يوم الخميس 28 سبتمبر 2000، والتي أدّت لانطلاق انتفاضة الأقصى والتي استمرت 5 سنوات.

#### مصلى الأقصى القديم

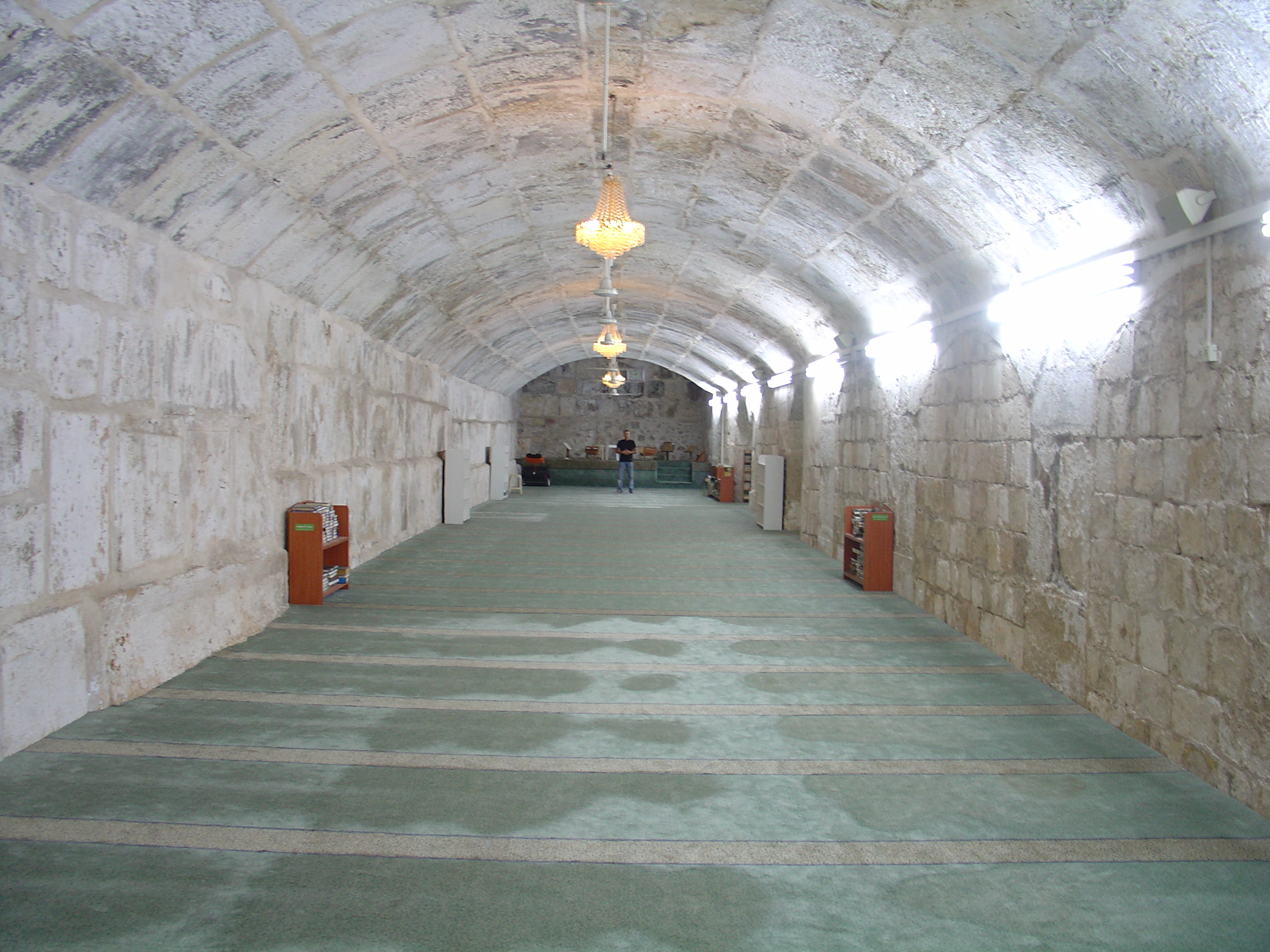
مصلى الأقصى القديم.

يقع مصلّى الأقصى القديم تحت الجامع القبلي، يدخل إليه عبر درج يقع قرب الرواق الأوسط في الجهة الشمالية للجامع القبلي، وهو عبارة عن ممر يتكون من رواقين باتجاه الجنوب بناه الأمويون ليكون مدخلاً ملكيًا إلى المسجد الأقصى من القصور الأموية التي تقع خارج حدود الأقصى من الجهة الجنوبية. ويوجد عند المدخل الشمالي منه غرفة صغيرة كانت تستخدم للحرس، كما يوجد غرفة أكبر تقع عند بقايا الباب المزدوج عند المدخل الجنوبي للمصلّى والتي كانت تستخدم للحرس أيضًا، وهي تحتوي على محراب في مدخلها، ويوجد بئر عميق ومغلق الآن. ومن العناصر المعمارية المميزة فيه وجود قبّتان أمويتان مسطحتان تقومان فوق مدخله الجنوبي، وعندهما يوجد أعمدة حجرية ضخمة تشكل الأساس الذي تقوم عليه منطقة قبة الجامع القبلي، وقد رُممت عام 1927. بتمويل من الملك فاروق من مصر، وقد كان هذا المصلّى مغلقًا لا يُفتح إلا في حالات الضروري حتى عام 1998، حيث تم تنظيفه وإعداده ليكون مكانًا ملائمًا للصلاة، وهو يتّسع لحوالي 1000 مصلّ.

#### مسجد قبّة الصخرة

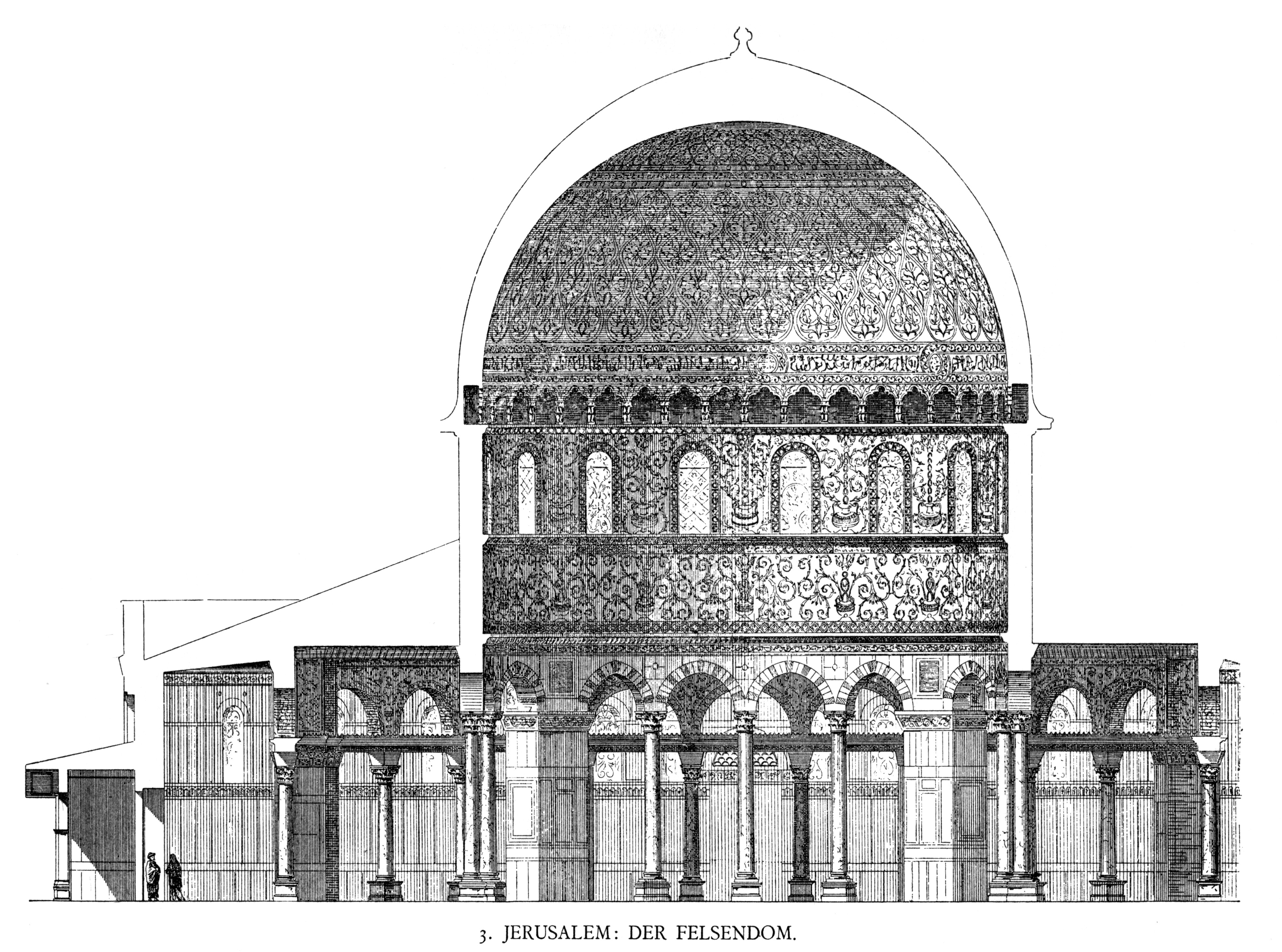
مقطع في مسجد قبة الصخرة.

تعتبر قبّة مسجد الصخرة إحدى أهم وأبرز المعالم المعمارية الإسلامي، وأقدم بناء إسلامي بقي محافطًا على شكله وزخرفته في الأغلب. بنى هذه القبّة الخليفة عبد الملك بن مروان، حيث بدأ في بنائها عام 66 هـ الموافق 685، وانتهى منها عام 72 هـ الموافق 691، وأشرف على بنائها المهندسان رجاء بن حيوة الكندي، وهو من التابعين المعروفين، ويزيد بن سلام مولى عبد الملك بن مروان. وقبّة الصخرة عبارة عن بناء مثمن الأضلاع له أربعة أبواب، وفي داخله تثمينة أخرى تقوم على دعامات وأعمدة أسطوانية، في داخلها دائرة تتوسطها «الصخرة المشرفة» التي يعتقد المسلمون بأن النبي محمد صعد منها إلى السماء في رحلة الإسراء والمعراج، وترتفع هذه الصخرة نحو 1,5 مترًا عن أرضية البناء، وهي غير منتظمة الشكل يتراوح قطرها بين 13 و18 مترًا، وتوجد مغارة تُسمّى «مغارة الأرواح» أسفل جزء منها تعلوها فتحة، وتعلو الصخرة في الوسط قبّة دائرة بقطر حوالي 20 مترًا، مطلية من الخارج بألواح الذهب، ارتفاعها 35م، يعلوها هلال بارتفاع 5م. ويعتقد بعض الباحثين أن بناتها خططوا لجعلها قبة للمسجد الأقصى كاملاً.

#### مسجد البراق

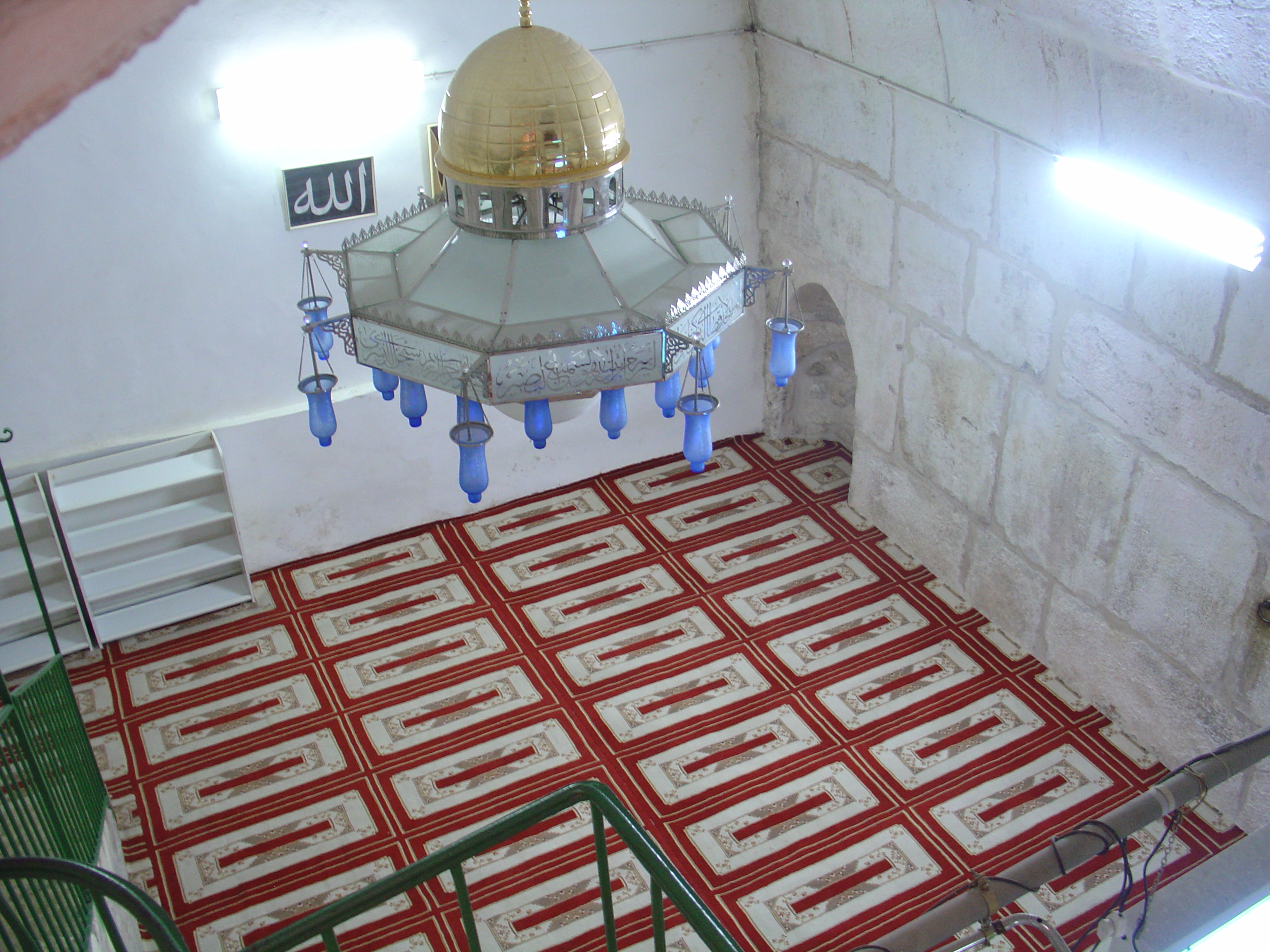
مصلى البراق.

يقع مسجد البراق في الناحية الجنوبية الغربية من المسجد الأقصى، وسُمّي بذلك نسبةً إلى المكان الذي ربط فيه النبي محمد دابته البراق في رحلة الإسراء والمعراج، وفيه حلقة عثمانية يُقال أنّها وُضعت في مكان الحلقة التي رُبط عندها البراق. كما يحتوي المسجد على محراب أموي، وكان يوجد في جهته الغربية باب قديم يُسمّى «باب البراق» وقد اُغلق بعد العهد الأموي، والذي كان يصل مباشرة إلى ساحة البراق خارج المسجد الأقصى، وينزل إلى مصلّى البراق حاليًا من خلال الرواق الغربي للأقصى بدرجات حجرية، والذي يُفتح كل يوم جمعة للزيارة.

#### مسجدالمغاربة
يقع مسجد المغاربة في الزاوية الجنوبية الغربية من المسجد الأقصى جنوبي حائط البراق، وله بابان، واحد مُغلق في الجهة الشمالية، وآخر مفتوح في الجهة الشرقية. ويُستعمل اليوم كقاعة عرض لأغراض المتحف الإسلامي الذي نُقل من الرباط المنصوري إلى هذا المسجد وذلك في عام 1348 هـ الموافق 1929. وقد قيل أنّ أوّل من بناه هو صلاح الدين الأيوبي سنة 590 هـ الموافق 1193، وكانت تُقام فيه الصلاة على المذهب المالكي.

#### جامع النساء
يقع جامع النساء داخل المسجد الأقصى، ويمثّل الجزء الجنوبي الغربي منه، حيث يمتد بمحاذاة حائطه الجنوبي بدءًا من الجدار الغربي للجامع القِبلي وحتى الحائط الغربي للمسجد. وهو اليوم مُقسّم إلى ثلاثة أقسام: أولها غربي ملحق بالمتحف الإسلامي، وثانيها في الوسط وبه توجد مكتبة الأقصى الرئيسية، وثالثها شرقي ملاصق للجامع القبلي، ويُستعمل الآن كمستودع. وجامع النساء عبارة عن بناء كبير واسع مرتفع عن مستوى الجامع القبلي، ويرى باحثون بأن بناءه يعود إلى العهد الصليبي، حيث بُني ككنيسة، ليعيده صلاح الدين الأيوبي لمُصلّى خُصّص للنساء ولكن تحول إلى مكتبة الاقصى.

## واجهة المسجد والشرفة

### الواجهة

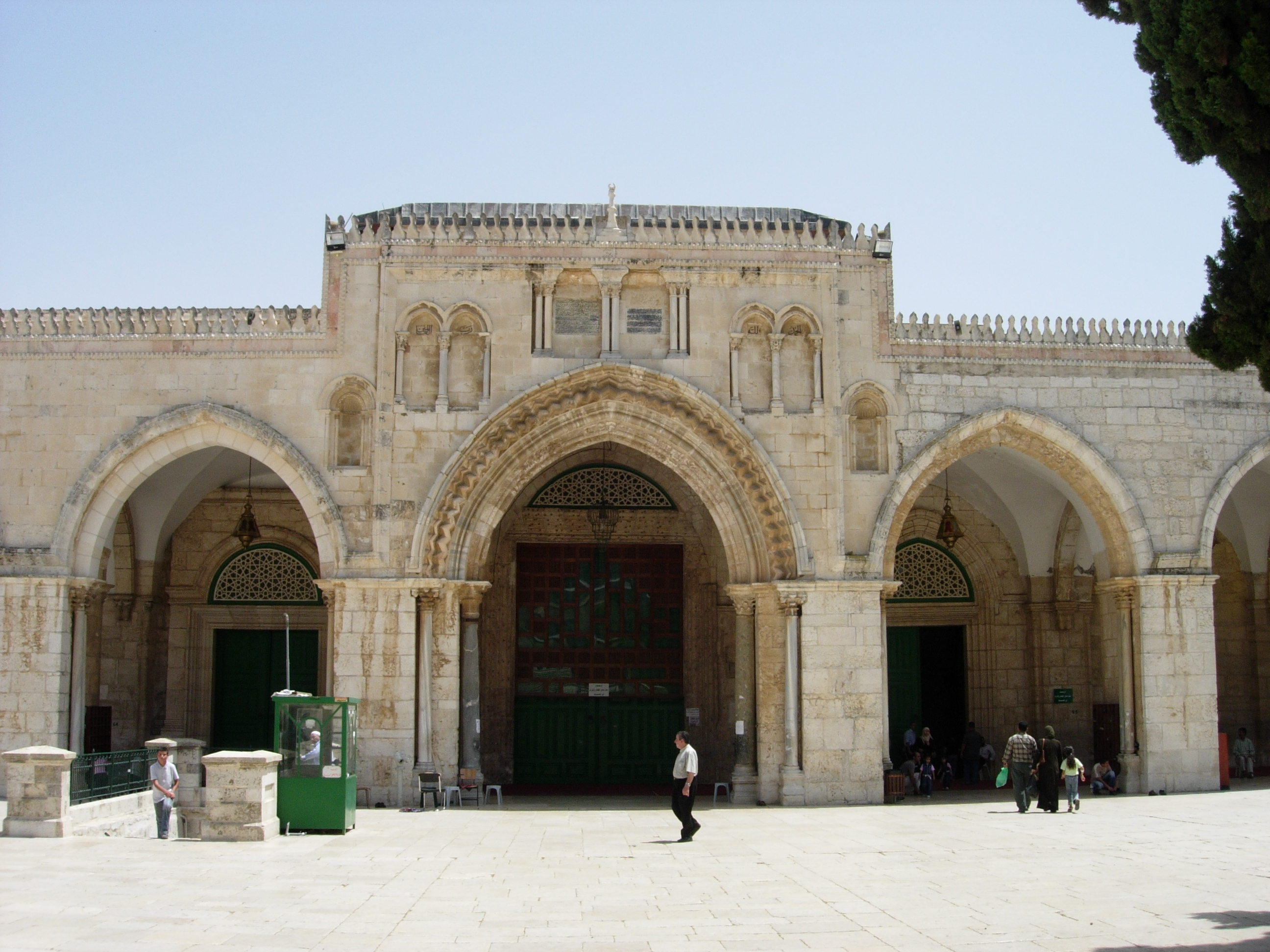
واجهة المسجد القبلي. شيدت في العهد الفاطمي، وتم ترميمها في العهد الأيوبي والمملوكي

تم بناء واجهة المسجد في عام 1065م، بناء على تعليمات من الخليفة الفاطمي المستنصر بالله. مع درابزين (بهو) يتكون من ممرات وأعمدة الصغيرة. وقد تضررت الواجهة خلال الحقبة الصليبية خلال حكمهم لفلسطين، ولكن تم ترميمها وتجديدها في العهد الأيوبي. بالإضافة إلى ذلك تم تغطية الواجهة بالبلاط. أما المواد المستعملة في أقواس الواجهة فهي مواد زينة منحوتة أخذت من الهياكل الصليبية في القدس. كما يوجد أربعة عشر قوس حجري على طول الواجهة معظمها من نمط العمارة الرومانسكية، أما الأقواس الخارجية التي أضيفت في العهد المملوكي فقد اتبعت نفس التصميم العام. كما يوجد قوس مركزي عند مدخل واجهة المسجد.

### الشرفة
الشرفة تقع في الجزء العلوي من الواجهة. والخلجان المركزية من الشرفة فهي تعود لفترة فرسان الهيكل أثناء الحملة الصليبية الأولى، أما الشرفة نفسها فقد أمر ببنائها المعظم ابن العادل أبو بكر بن أيوب أخ صلاح الدين الأيوبي وذلك عام 1217م.

## القباب
يحتوي المسجد الأقصى عدة قباب جميلة تعد من أبرز معالمه وإحدى التحف الإسلامية الخالدة، وأجملها كما أنها تضفي عليه جواً قدسياً، خاصة درتها قبة الصخرة المشرفة الواقعة في قلب المسجد الأقصى المبارك. والمعلوم أن المسجد الأقصى يحتوي على خمسة عشرة قبة وهي:

### قبة الصخرة

قبة الصخرة ثلاثية الأبعاد

قبة الصخرة هي المبنى المثمن ذو القبة الذهبية، وموقعها بالنسبة للمسجد الأقصى ككل كموقع القلب من جسد الإنسان أي أنها تقع في وسطه إلى اليسار قليلاً. وهذه القبة تعتبر هي قبة المسجد ككل، وهي من أقدم وأعظم المعالم الإسلامية المتميزة. ويعود تاريخ تاشييدها إلى العهد الأموي عام 72هـ (692م)، وسميت بهذا الاسم نسبة إلى الصخرة التي تقع داخل المبنى والتي عرج منها النبي النبي محمد إلى السماء في ليلة الإسراء والمعراج على أرجح الأقوال لأن الصخرة هي أعلى بقعة في المسجد الأقصى. وقبة الصخرة هي حالياً مصلى النساء في المسجد الأقصى. والصخرة غير معلقة كما يعتقد عامة الناس، لكنه يوجد أسفلها مغارة صغيرة.

### قبة السلسلة

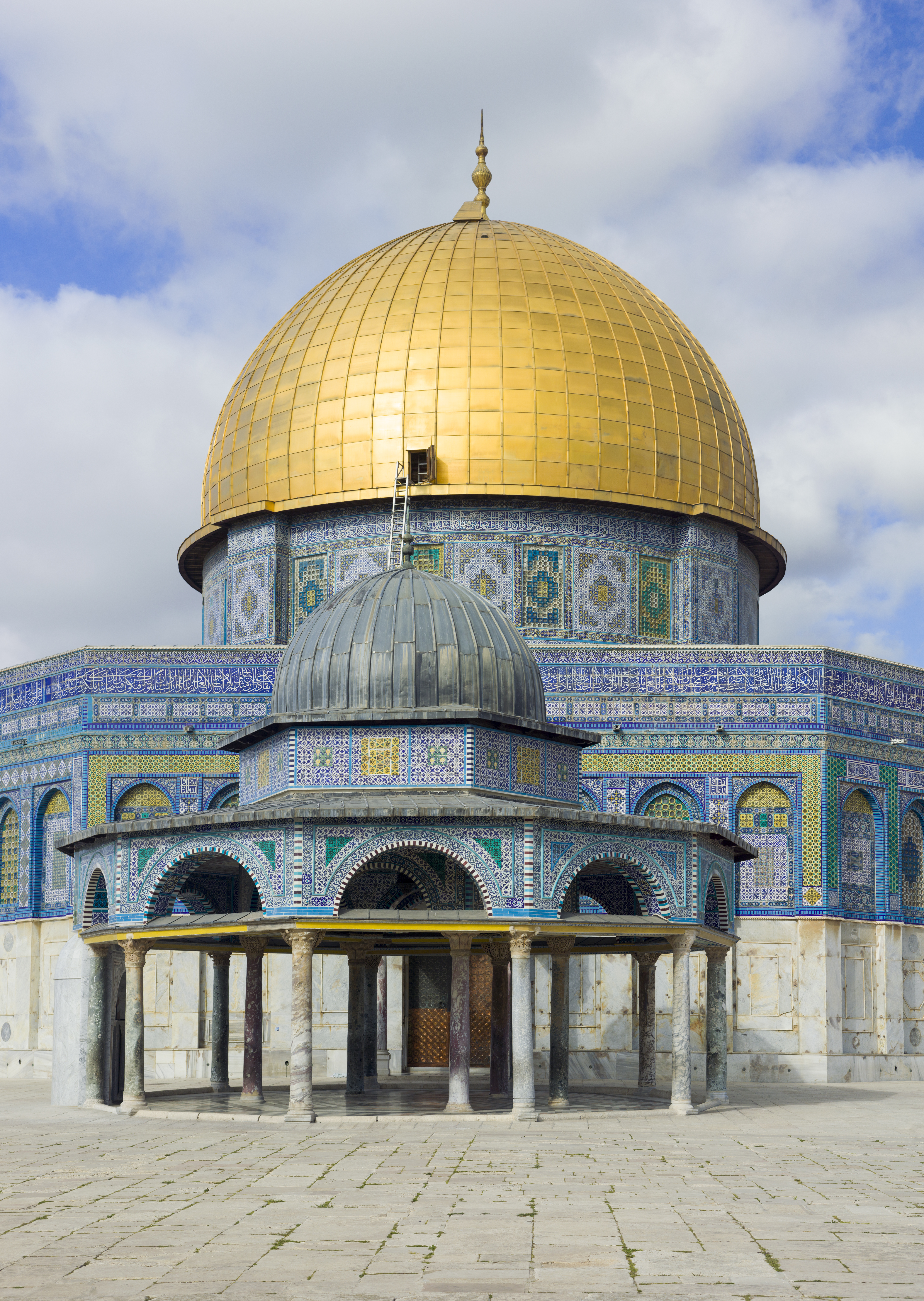
قبة السلسلة ومن خلفها قبة الصخرة.

تقع قبة السلسلة داخل المسجد الأقصى المبارك شرقي قبة الصخرة، وتم تشييدها بناء على أوامر الخليفة الأموي عبد الملك بن مروان عام 72هـ (692م)، ويشير ابن عبد ربه مؤلف كتاب العقد الفريد، أن سبب تسميتها بقبة السلسلة أنه كانت توجد بها سلسلة يمسها المتقاضون وأن هذه السلسلة حليف كل صديق في القول وأنها تبتعد عن كل من يكذب وتربط هذه الروايات بين هذه السلسلة وتلك التي كان يتخذها النبي داود لحسم النزاع بين الخصوم في مجلس القضاء، وهذا لاشك من الخزعبلات غير المقبولة.
ومن المعروف أن هذه القبة قد تعرضت للانتهاك أثناء الحملات الصليبية وأعيد تجديدها عدة مرات منذ استرداد صلاح الدين الأيوبي بيت المقدس وقد أوقفت سلطات الاحتلال الصهيوني عمليات الترميم التي كانت جارية بها في عام 1970م، ثم استكملت في التسعينات من القرن الماضي.
وقبة السلسلة هي على شكل سداسي يحملها مضلع مسدس مؤلف داخلياً من ستة أعمدة، تحمل تحمل بدورها العقود التي يرتكز عليها عامود القبة، وخارجها أحد عشر عموداً تحمل عقوداً مماثلة وقد سد فيما بعد بين اثنين من هذه الأعمدة لإنشاء المحراب الموجود بها وعلى ذلك فإن لهذه القبة سبعة عشر عموداً، وقد كسيت هذه القبة ببلاطات من القاشاني التركي عند ترميمها في عهد السلطان سليمان القانوني في القرن 16م.

### قبة النحوية

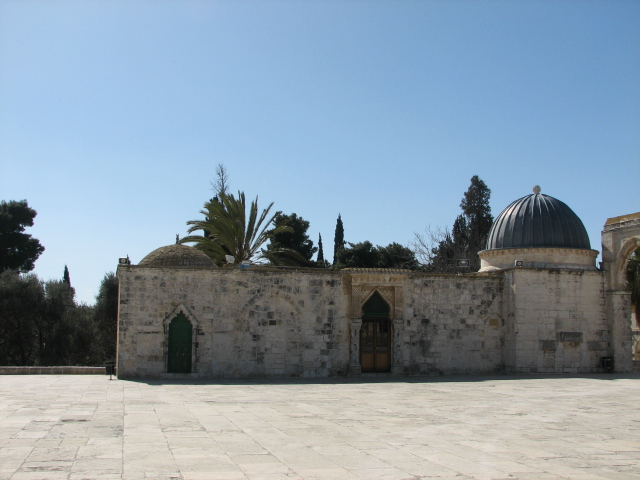
القبة النحوية

تقع القبة النحوية في الطرف الجنوب الغربي لساحة قبة الصخرة، ويعود تاريخ تشييدها إلى العهد الأيوبي عام 1207 على يد الأمير حسام الدين أبي معد قمباز في عهد الملك شرف الدين أبو المنصور عيسى الأيوبي، لتكون مدرسة متخصصة لتعليم العلوم اللغوية من صرف ونحو داخل المسجد الأقصى المبارك، فعرفت بالقبة النحوية، وأيضا المدرسة النحوية.
تتكون القبة من ثلاث غرف متصلة، حيث تقوم قبتها الكبرى فوق الغرفة الغربية، بينما توجد قبة أخرى أقل ارتفاعا فوق الغرفة الشرقية، ولها مدخل رّئيسي يقع في واجهتها الشّمالية.
تحولت القبة النحوية إلى مكتبة في عهد الاحتلال البريطاني، وتستعمل اليوم كمقر لمحكمة الاستئناف الشرعية (وهو جزء من المحكمة الشرعية في القدس، والذي يتبع بدوره للأردن)، واسمها الدقيق الآن هو: مكتب القائم بأعمال قاضي القضاة، ومن تحتها أرشيف المحكمة.
وقد حماها هذا الاستعمال هو من أخطار الاحتلال، حيث إنها تشرف بشكل واضح على حائط البراق من داخل الأقصى المبارك، كما تشرف على بابي المغاربة وباب السلسلة. ولذلك تعتبر نقطةً ساخنةً عند وقوع اعتداءات صهيونية على المسجد الأقصى المبارك، كما حدث في انتفاضة الأقصىعام 2000م، حيث اقتحم الصهاينة الأقصى من باب السلسلة، وسيطروا على القبة النحوية، ومن ثم سيطروا على الجهة الجنوبية الغربية من المسجد الأقصى المبارك، وقتلوا شهيدا عند باب المغاربة، وقد استشهد 5 مصلين برصاص الاحتلال في ذلك اليوم، فضلا عن إصابة العشرات.

### قبة الأرواح

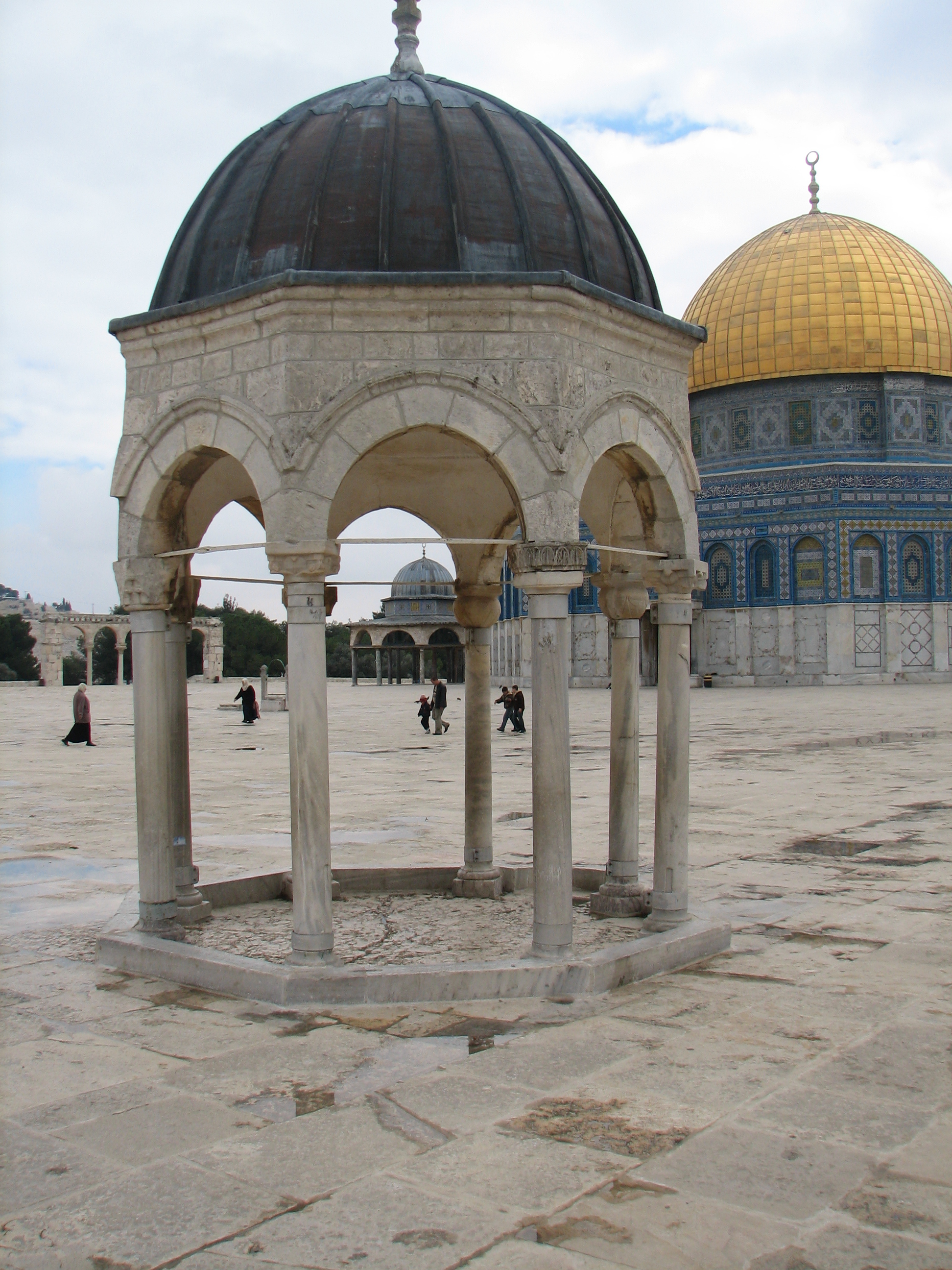
قبة الآرواح

تقع قبة الأرواح داخل المسجد الأقصى المبارك بالقرب من قبة المعراج، ويعود تاريخ تشييدها إلى العهد العثماني في منتصف القرن 16م. وقد شيدت هذه القبة على مضلع مثمن الأضلاع يتألف من ثمانية أعمدة رخامية تحمل ثمانية عقود حجرية وهي قبة قليلة الارتفاع بعض الشيء.

### قبة النبي سليمان

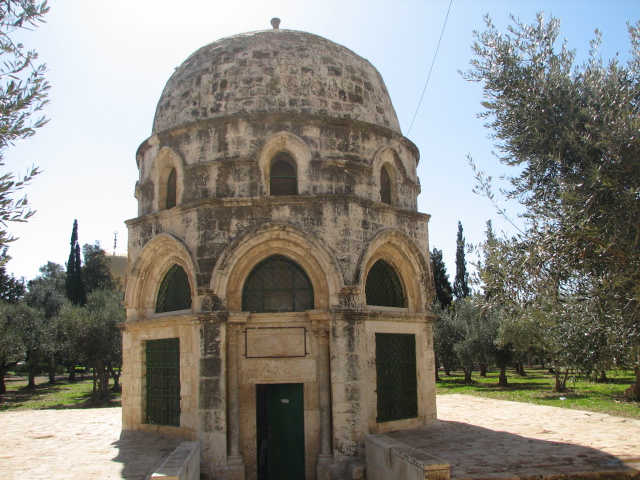
قبة النبي سليمان عليه السلام

تقع قبة النبي سليمان داخل المسجد الأقصى المبارك من الجهة الشمالية ويعود تاريخ تشييدها إلى العهد الأموي وعلى الأرجح في عهد الخليفة سليمان بن عبد الملك.
وتقوم هذه القبة أيضا على بناء مثمن يبدأ بأربعة من الرخام وتم تخصيص واحدة منها لباب الدخول يواجه المحراب، وفوق المثمن تم تشييد عامود أسطواني وقد فتحت به ثمانية نوافذ معقودة للإضاءة، وفوق هذا العامود خوذة القبة وهي حجرية متينة البنيان وبداخل هذه القبة توجد صخرة صغيرة.

### قبة النبي الخضر

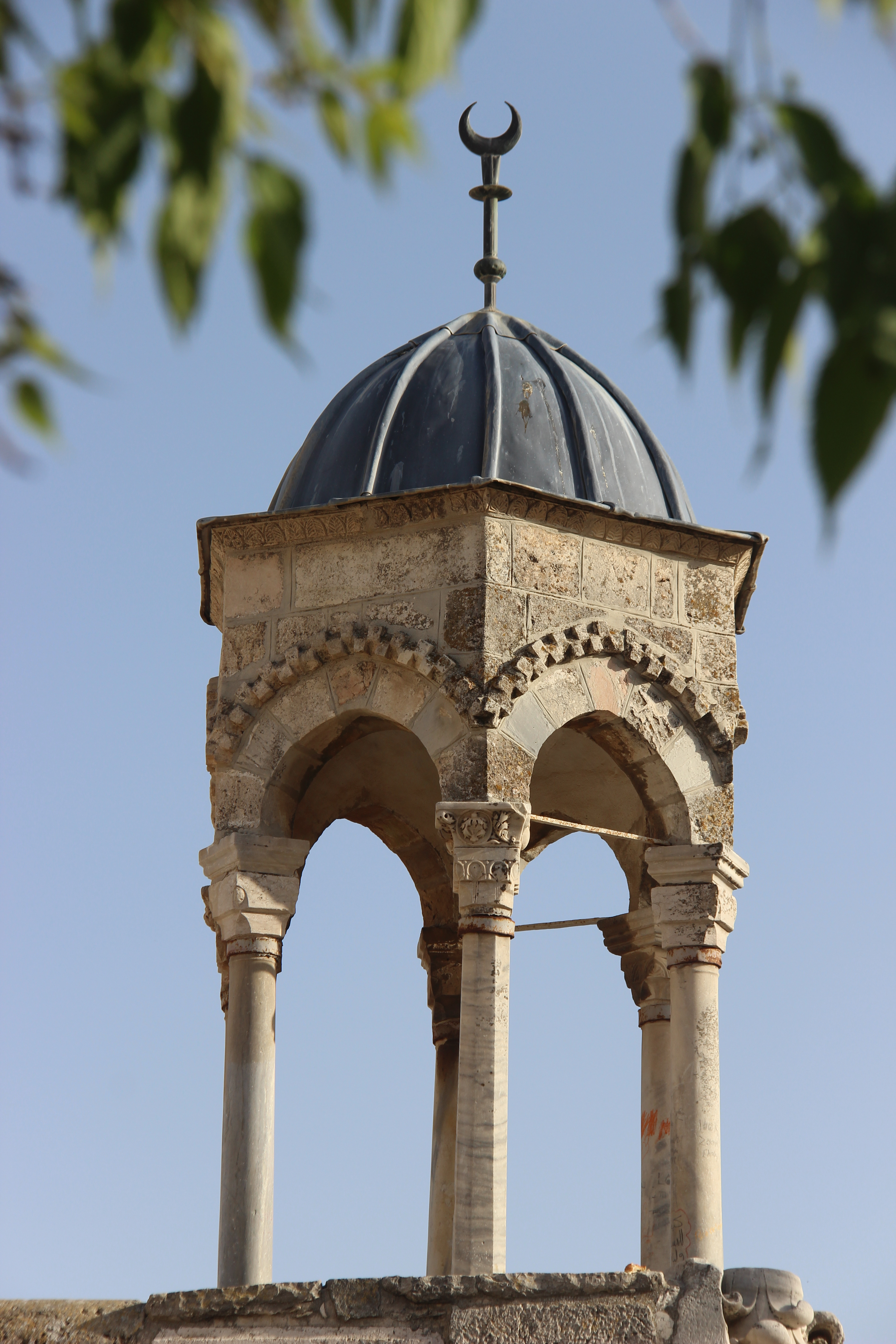
قبة النبي الخضر عليه السلام

تقع قبة الخضر داخل المسجد الأقصى المبارك في الزاوية الشمالية الغربية لساحة قبة الصخرة، ويعود تاريخ تشييدها إلى الفترة العثمانية، وتقوم هذه القبة على ستة أعمدة رخامية رشيقة وتحمل هذه الأعمدة عقودا حجرية مدببة ومزخرفة.

### قبة المعراج
تقع قبة المعراج داخل المسجد الأقصى المبارك إلى الشمال الغربي من قبة الصخرة. وشيدت عام 1200م بأمر من الأمير عز الدين الزنجلي والي القدس في عهد السلطان العادل أبو بكر بن أيوب. وتم تشييدها لتخليد ذكرى المعراج، وتذكر بعض المصادر أن هذه القبة بنيت مكان قبة أخرى قديمة تعود إلى عهد عبد الملك بن مروان، وقد أشار إلى وجودها الرحالة ناصر بن خسرو قبل استيلاء الصليبيين على المدينة وهدمهم لها.

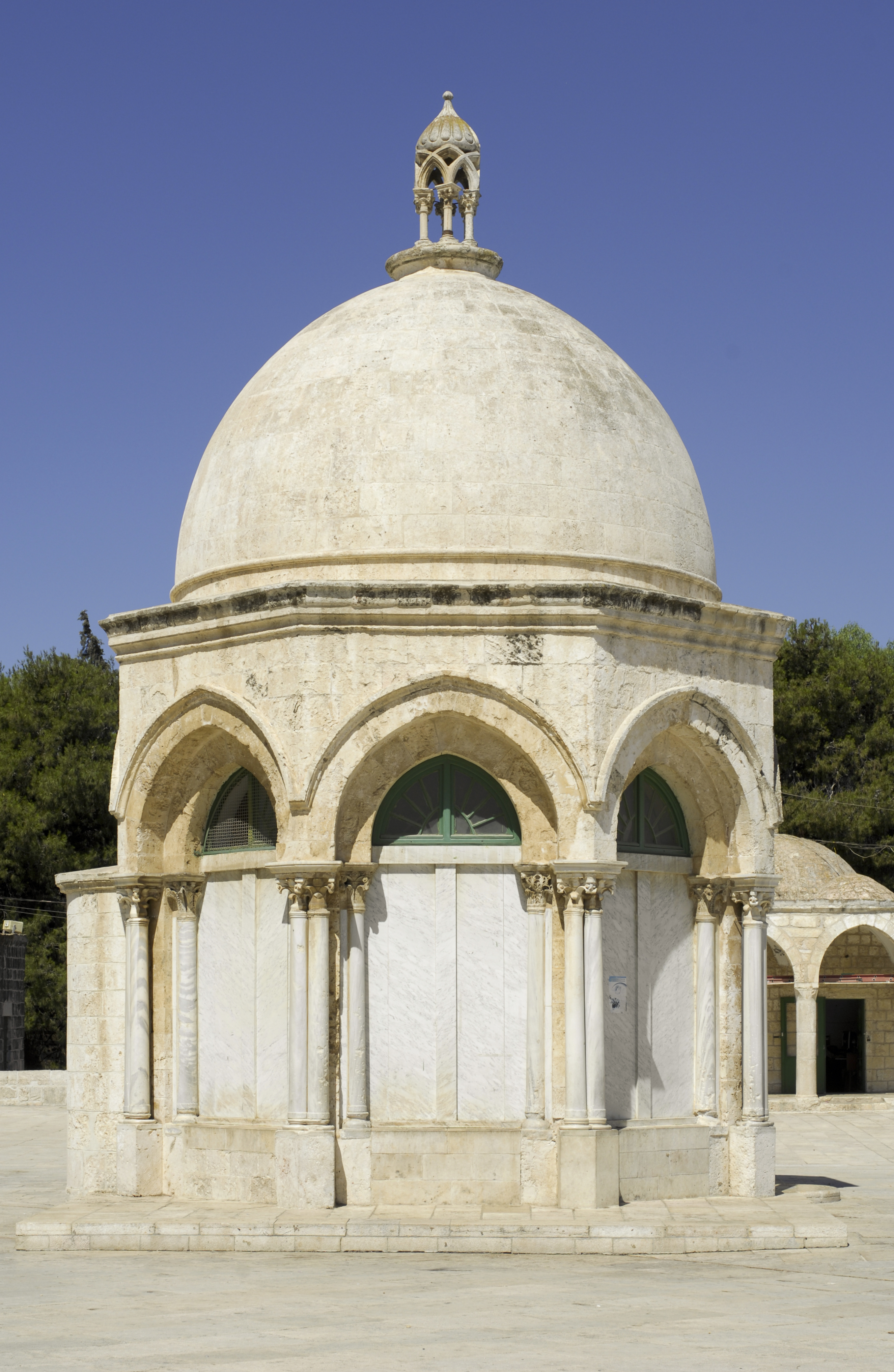
قبة المعراج

ويعتبر التصميم المعماري للقبة فريد من نوعه وهو مثمن الشكل مثل قبة الصخرة المجاورة له،  ونجد في كل ركن من أركان المثمن أربعة أعمدة مدمجة إلا الجهة الجنوبية التي بها عمودان ليصبح مجموع الأعمدة ثلاثين عمودا،  وتحمل الأعمدة ثمانية عقود مدببة سدت فتحاتها بالرخام فيما عدا ضلع واحد يقع في الناحية الجنوبية،  وقد شيد به محراب حجري تبرز حنيته من الخارج،  ويقابله ضلع آخر في الناحية الشمالية فتح به باب الدخول إلى القبة،  وقد شيدت خوذة القبة بعد تحويل أعلى المثمن إلى دائرة،  وتتميز هذه القبة بوجود قبة أخرى صغيرة فوقها، بما يشبه التاج فوق رأسها. والقبة تستخدم اليوم من قبل لجنة الإعمار في المسجد الأقصى المبارك.

### قبة الميزان

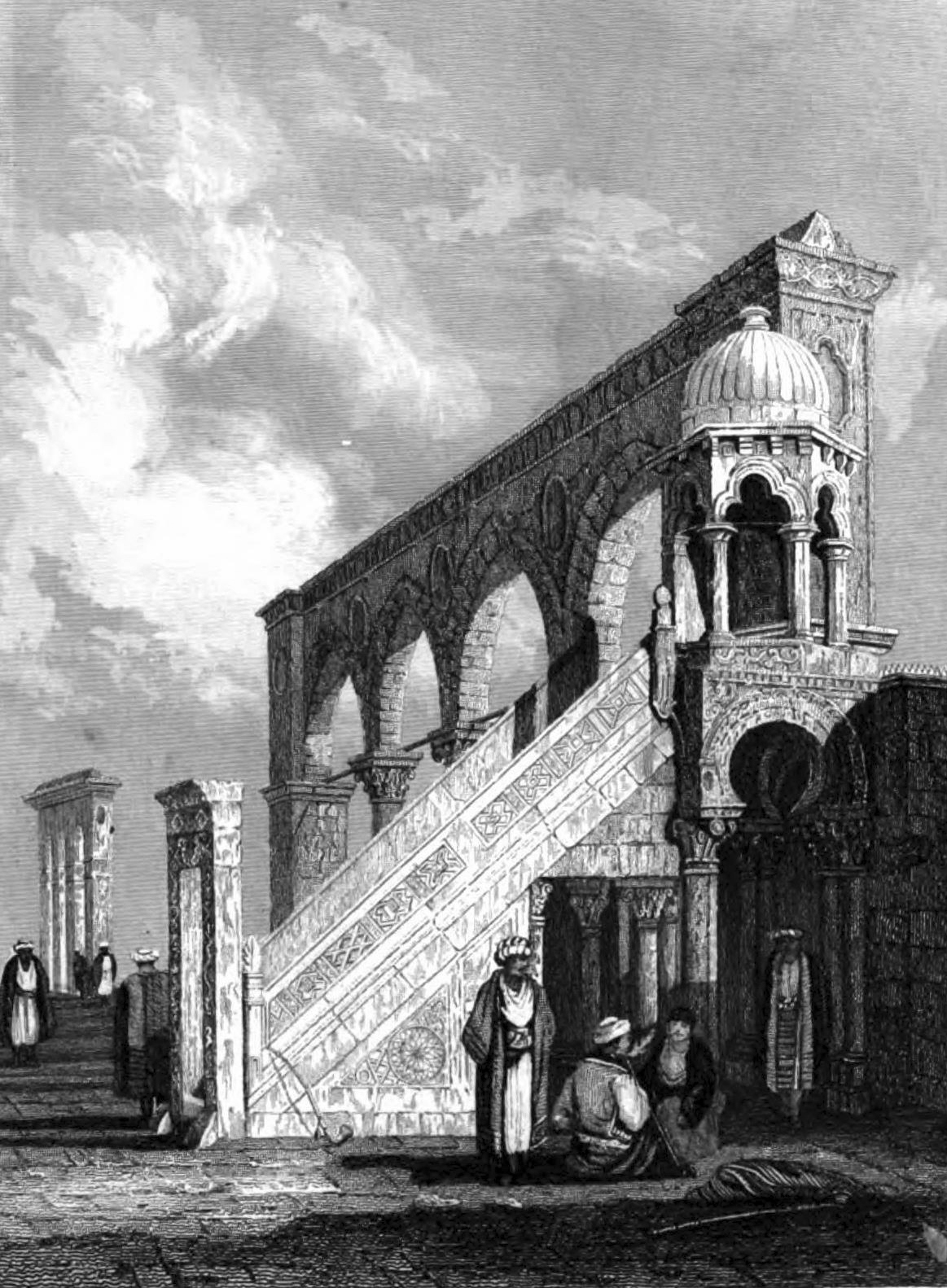
قبة الميزان المعروفة أيضا بمنبر برهان في عام 1837

تقع قبة الميزان في الركن الجنوبي من صحن الصخرة المشرفة، ملاصقة للبائكة الجنوبية، والمعلوم أن بوائك الأقصى تعرف أيضا بالموازيين، ومنه جاءت تسمية القبة باسم قبة الميزان. ويعود تاريخ تشييدها إلى الفترة المملوكية على يد قاضي القضاة برهان الدين بن جماعة الذي أنشأها عام 1388م، قبة الميزان وتعرف أيضا بمنبر برهان الدين وذلك لأنها على هيئة منبر فوقه قبة.
وقد ذكر بعض المؤرخين أن المنبر في بداية عهده كان عبارة عن منبر خشبي جميل في شكله، وفي عام 1388م أعيد بناء المنبر بالكامل من الحجر على النمط الهندسي الذي تشتهر به المنابر المملوكية المعروفة بنقشها وجمالها.
ويتكون هذا المنبر من بناء حجري، وله مدخل يقوم في أعلاه عقد يرتكز على عمودين صغيرين من الرخام. ويُصعد منه إلى درجات قليلة تؤدي إلى دكة حجرية معدة لجلوس الخطيب، وتقوم فوقها قبة لطيفة صغيرة، وقد أقيمت على أعمدة رخامية جميلة الشكل.
وقدد جُدّد المنبر مرتين الأولى في عهد السلطان العثماني عبد المجيد بن محمود الثاني عام 1843م، والثانية في أواخر سنة 2000م، على يد مجموعة من الطلبة الإيطاليين، وذلك عن طريق دائرة الأوقاف الإسلامية.

### قبة يوسف آغا

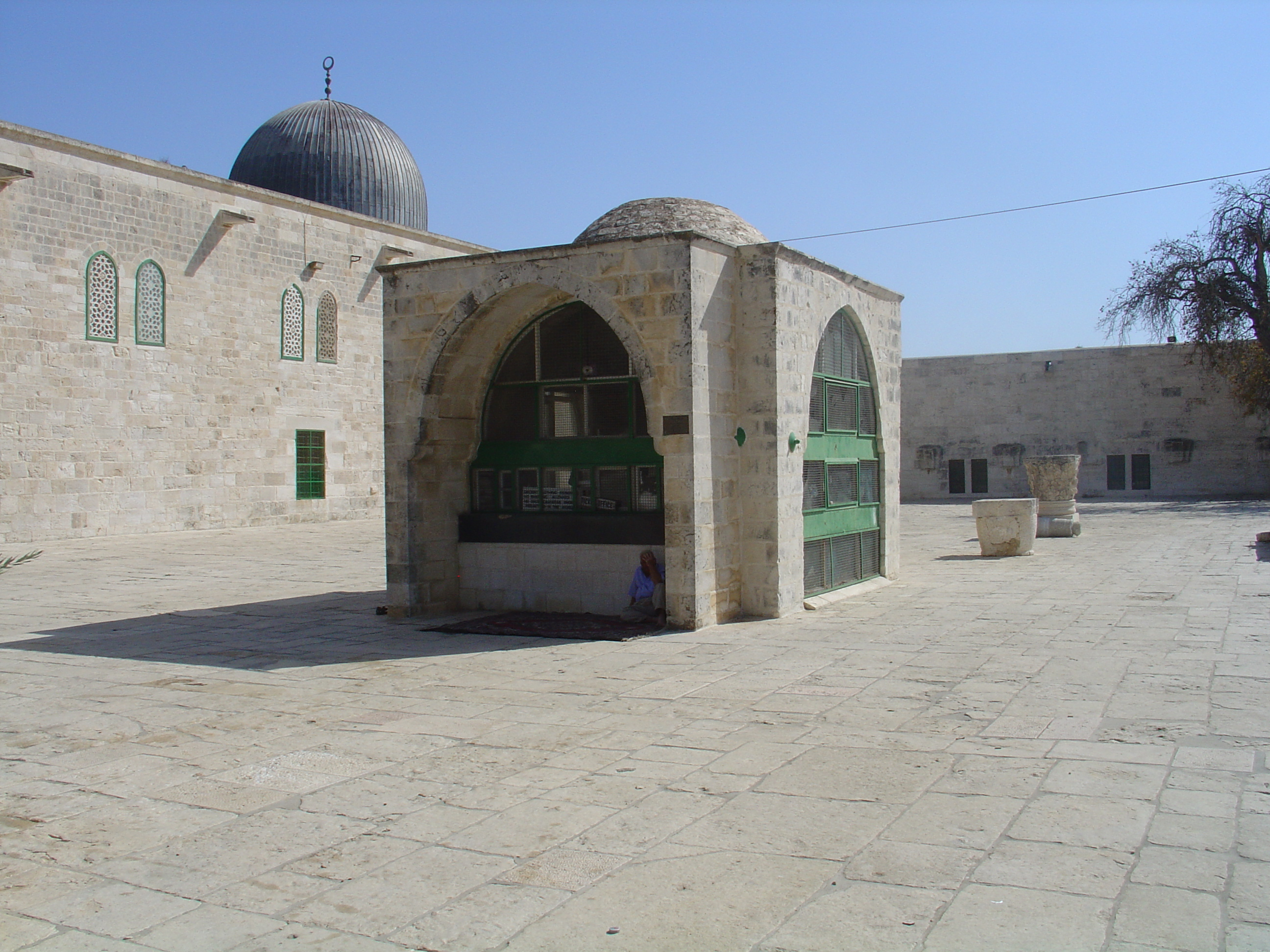
قبة يوسف آغا

تقع قبة يوسف آغا داخل المسجد الأقصى المبارك على الجانب الغربي من الجامع القبلي، وتم تشييدها عام 1092هـ (1681م) بأمر من يوسف آغا الوالي العثماني على القدس، وقد كانت على ما يبدو مخصصة للعبادة على مقربة من الجامع القبلي. وهي تغطي هذه القبة مساحة مربعة شيدت بمداميك من الأحجار المشذبة وقد فتحت ثلاثة جدران بكاملها تقريباً على ساحة المسجد الأقصى المبارك، وذلك باستخدام عقود مدببة بينما شيد المحراب في الجدار الجنوبي، وهو محراب مجوف بسيط.

### قبة النبي موسى

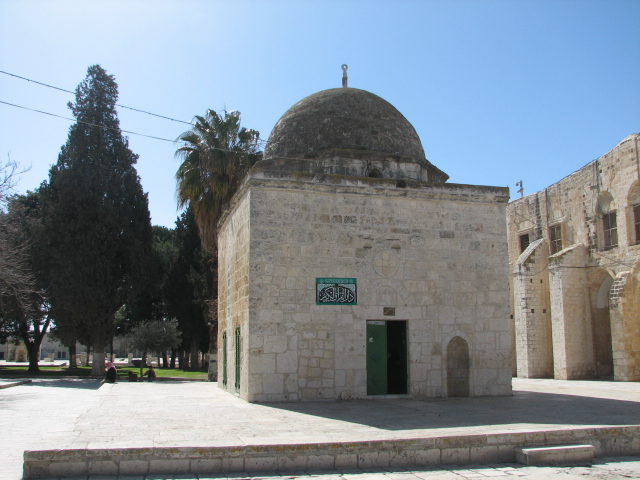
قبة النبي موسى عليه السلام

تقع قبة النبي موسى داخل المسجد الأقصى المبارك على بالقرب من البائكة الجنوبية الغربية، ويعود تاريخ تشييدها إلى عام 1250م في عهد الملك الصالح نجم الدين أيوب بن الملك الكامل الأيوبي، ويبدو من تصميمها أنها كانت مخصصة لتعبد أمراء الأيوبيين عند زيارتهم للقدس أو لبعض المشاهير والشيوخ بعد ذلك.
والقبة هي مربعة الجدران فتحت بها نوافذ للإضاءة ، ويقع المدخل في الضلع الشمالي المواجه لجدار القبة ومن ناحية الشكل فقد تم تحويل المربع إلى مثمن، وقد فتحت في أضلاع المثمن نوافذ للإضاءة ، وبعد ذلك تم تشييد خوذة القبة المثمنة.

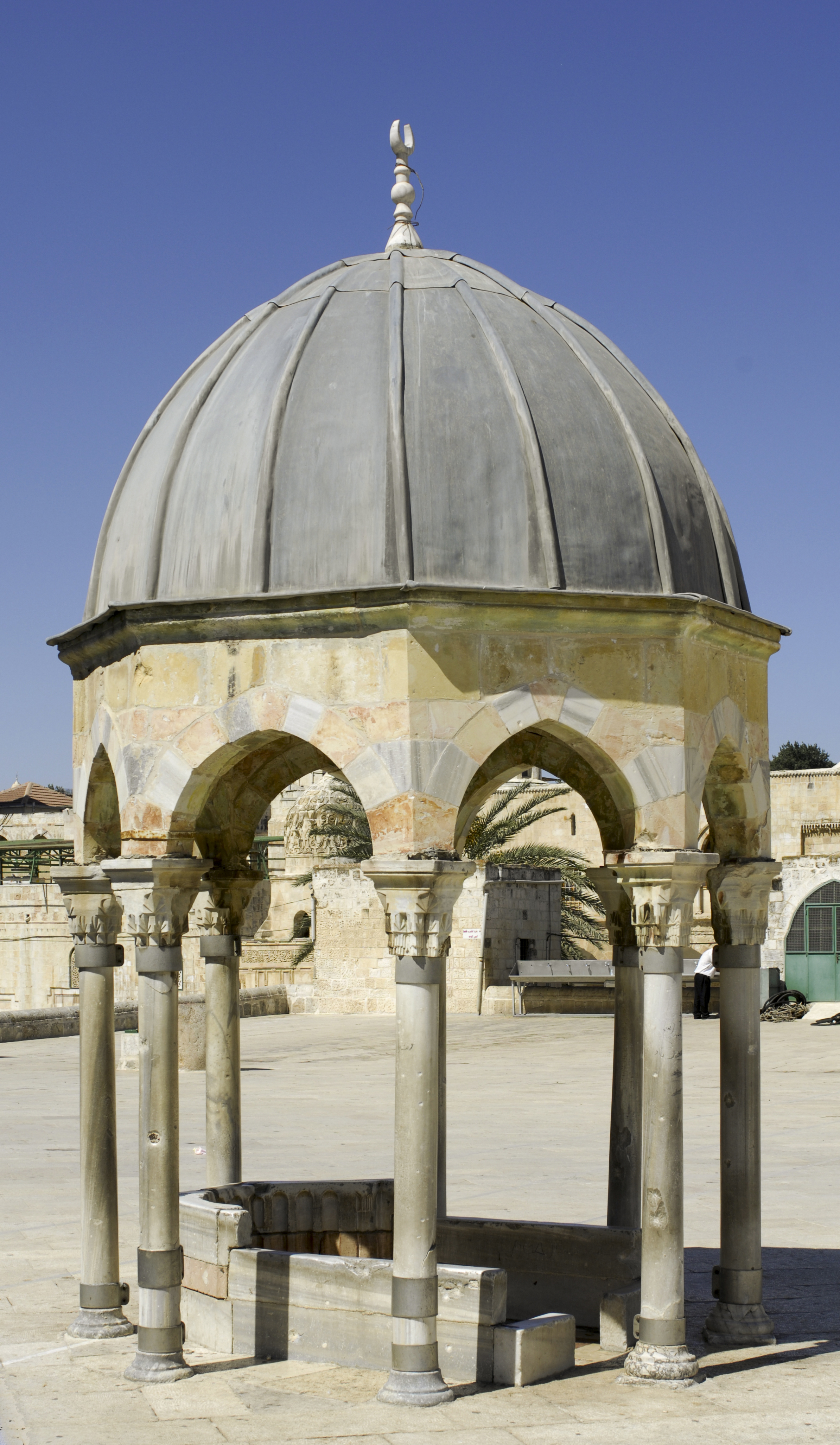
قبة محراب النبي عليه الصلاة والسلام

### قبة النبي
تقع قبة النبي داخل المسجد الأقصى المبارك غرب قبة الصخرة، بجوار قبة المعراج ويعود تاريخ تشييدها إلى عام 1538 بأمر من محمد بك والي غزة والقدس الشريف ثم أعاد تشييدها السلطان العثماني عبد المجيد الأول عام 1845، أما عن سبب تسميتها فيعتقد بعض المؤرخين أنها بنيت في المكان الذي صلى فيه النبي محمد ﷺ إماما بالأنبياء والملائكة في ليلة الإسراء، حيث تشير بعض النصوص إلى أنّ المعراج كان على يمين الصخرة، ويقول الباحثون إن هذا سبب تعدد القباب على يمين قبة الصخرة.
كما يعتبر محراب النبي هو أول ما تم تشييده في هذه القبة، وقد أمر بتشييدها محمد بك والي غزة والقدس الشريف في عهد السلطان العثماني سليمان القانوني في عام 1538م، والمحراب هو على هيئة مستطيل رخامي لا يرتفع عن الأرض كثيراً، وفي نهايته شكل ثلاثي الأضلاع أكثر ارتفاعاً من بقية المستطيل.
وفي عام 1845م، قام السلطان عبد المجيد الثاني بتشييد قبة فوق هذا المحراب ومنها جاءت تسميتها، وهي مثمنة الشكل قاعدتها من ثمانية أعمدة رخامية رشيقة تحمل ثمانية من العقود الحجرية المدببة.

### قبة يوسف

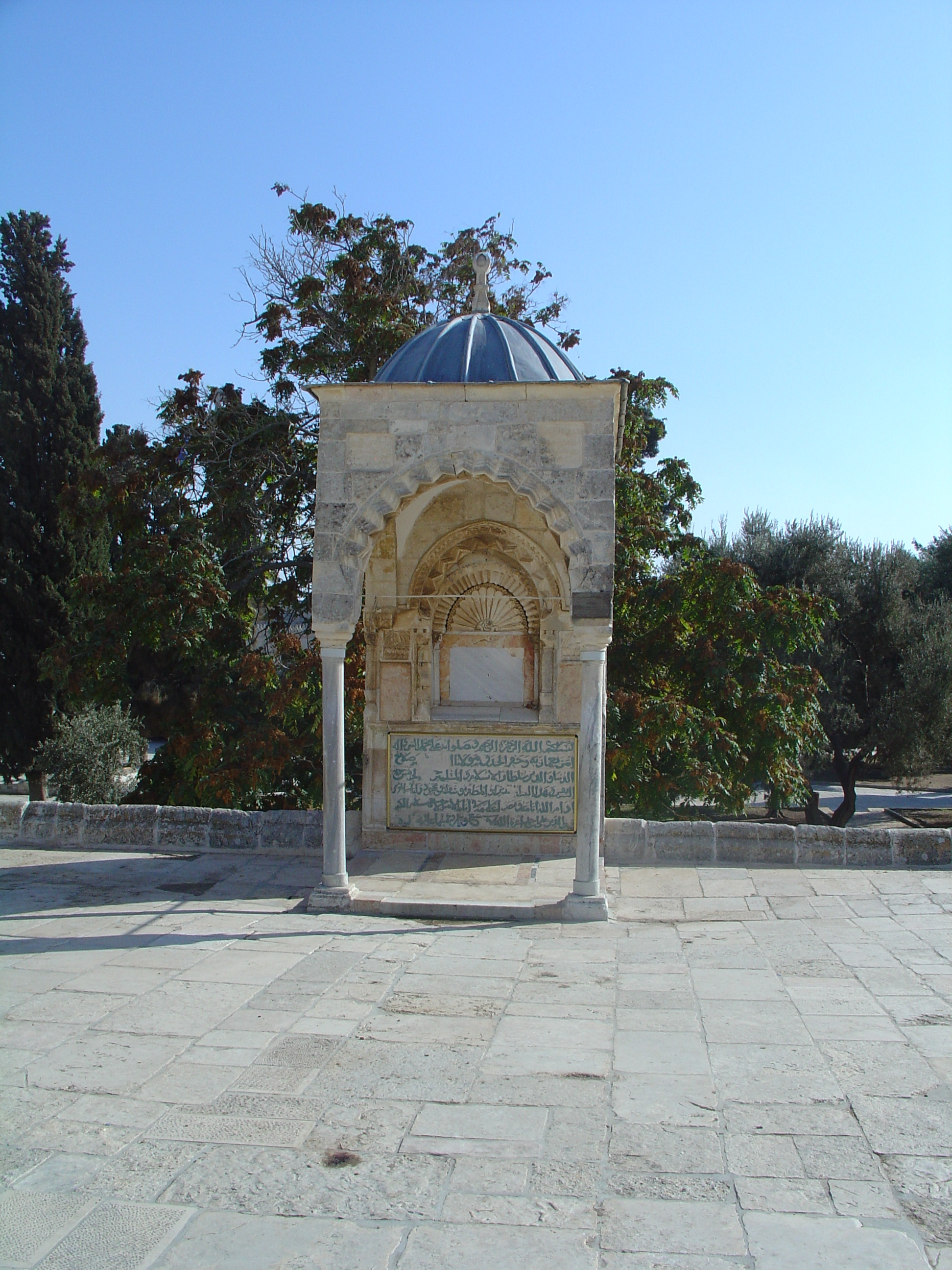
قبة يوسف بن أيوب المعروف بصلاح الدين الأيوبي

تقع قبة يوسف داخل المسجد الأقصى المبارك جنوب قبة الصخرة، ويعود تشييدها إلى العهد العثماني عام 1681 م. وسميت القبة بقبة يوسف تيمناً وتذكاراً بيوسف بن أيوب المعروف بالناصر صلاح الدين الأيوبي. وتقوم هذه القبة على بناء مربع تتألف قاعدته من عمودين رخاميين رشيقين وجدار في ناحية القِبلة، ومن ثم فهي عبارة عن ثلاثة عقود مفتوحة وجدار مسدود وبوسط هذا الجدار حنية صغيرة تشبه المحاريب المجوفة وبداخلها نص على لوح يحمل اسم صلاح الدين الأيوبي، وهذا اللوح مأخوذ من برج بناه السلطان صلاح الدين على سور المدينة عند الخندق. وخلف هذا النص من الخارج يوجد نص أخر يبين أعمال البناء التي أجريت في العهد العثماني، واسم المشرف على البناء وهو علي أغا يوسف أغا .

### قبة عشاق النبي

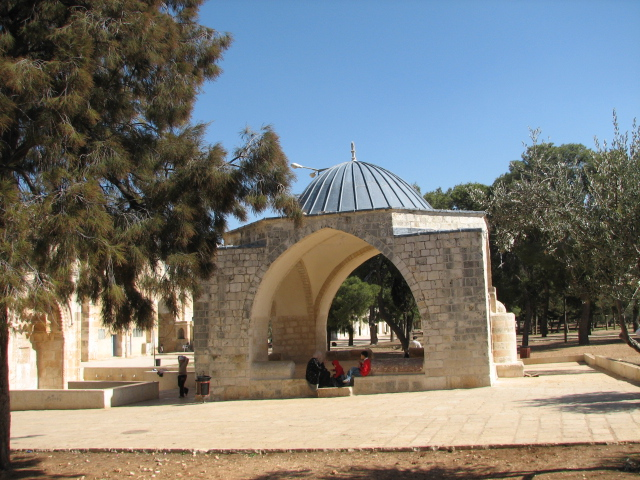
قبة عشاق النبي عليه الصلاة والسلام

تقع قبة عشاق النبي صلى الله عليه وسلم داخل المسجد الأقصى المبارك، في الركن الجنوب الشرقي من باب العتم، ويعود تاريخ تشييدها إلى عام 1817م في عهد السلطان العثماني محمود الثاني، ولهذا السبب تعرف باسم إيوان السلطان محمود الثاني. وأما اسمها الحالي فمصدره اعتياد بعض شيوخ الصوفية الاجتماع للذكر تحتها.
وهي عبارة عن مبنـى مربع الشكل طول ضلعه 7 أمتار، قائم على أربع دعائم ركنيّة تعلوها أربعة عقود مدببة تعلوها قبـة ضحلة. والمبنى مفتوح الجوانب، وبه محراب حجري مجوف جميل أضيف في فترة لاحقة في وسط الجهة الجنوبيّة. ويصعد إلـى صحن هذه القبة من خلال ثلاث درجات من الجهتين الغربية والشرقيّة، وأرضيتها مبلّطة بالحجر، وعلى حافتها من الجهة الشمالية عمودان نائمان يبدو أنّهما وضعا في زمن متأخّر كدربزين

### قبة الشيخ الخليلي

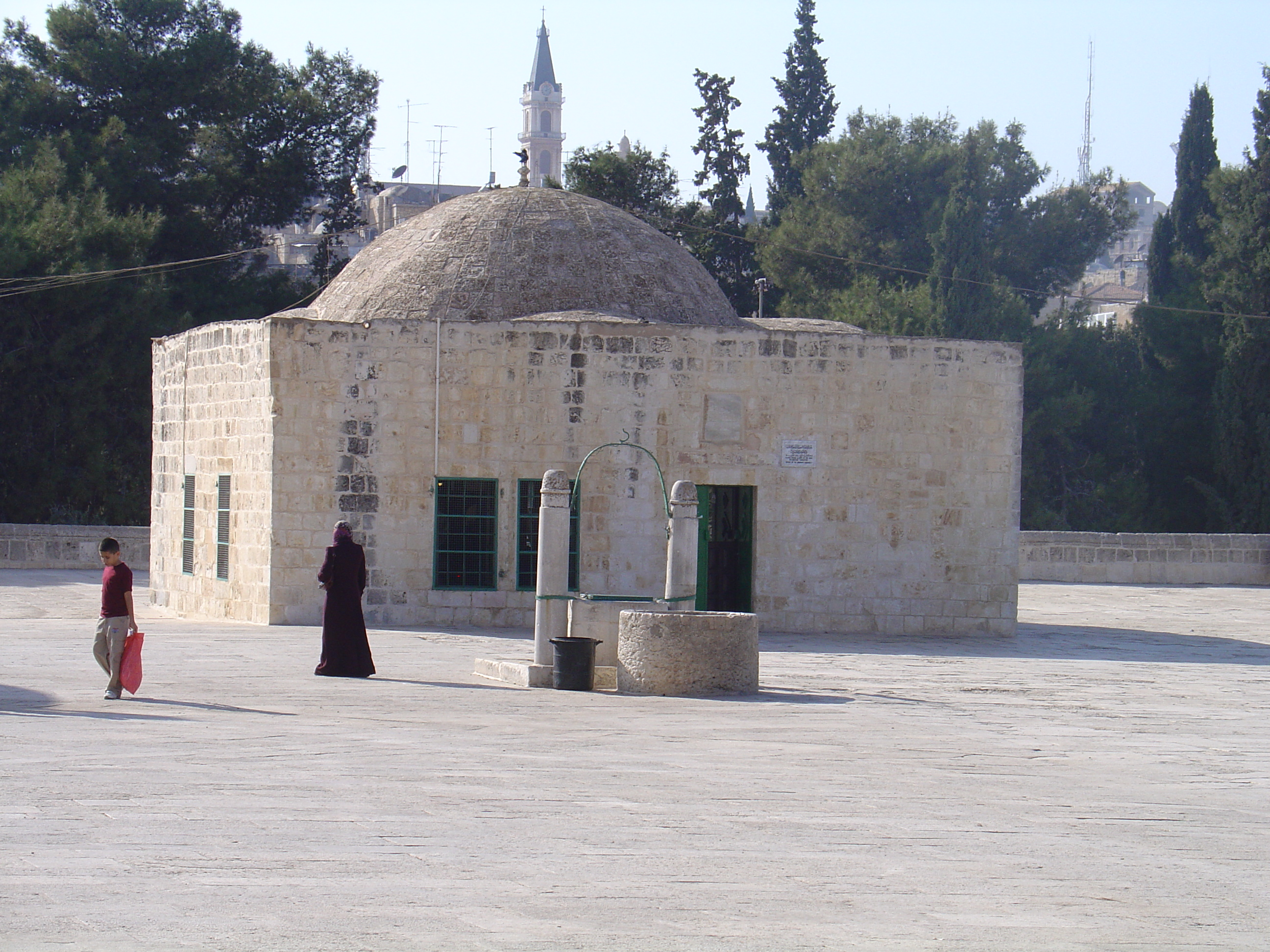
قبة الشيخ الخليلي

تقع قبة الشيخ الخليلي في صحن الصخرة، في جزء الشمال الغربي من قبة الصخرة، وتفصل بينهما قبتا النبي والمعراج. ويعود تاريخ تشييدها إلى العهد العثماني عام 1700م، وعرفت باسم شيخ صوفي كان يؤمها ويتعبد فيها، وتعرف كذلك بقبة بخ بخ، ومصلى الخضر، ومسجد النبي.
والقبة هي عبارة عن مبنى مربّع مقام على أربعة أركان، تعلوه قبّة ضحلة على الطراز العثماني، وفي الجهات الأربع ثماني نوافذ مستطيلة الشكل. حيث يقع في واجهة المبنى الشرقيّة باب صغير يعلوه نقش يحمل اسم وتاريخ المبنى. ويوجد بداخل هذه القبة من جهة القبلة محراب من حجر كلسي ملكي فيه حنية حجريّة، وتحت مبنى قبة الخليلي يوجد مبنى سفلي يسمى مغارة الأرواح، يتوصل إليه من خلال سلم حجري مقطوع من الصخر، وهذا الكهف قليل التهوية عديم النور ولا يستعمل. وتستعمل القبة اليوم كمكتب للجنة إعمار المسجد الأقصى المبارك.

### قبة النبي عيسى (مهد النبي عيسى)
تقع قبة النبي عيسى والمسماة أيضا مهد النبي عيسى عند الزاوية الجنوبية الشرقية لسور القدس وسور المسجد الأقصى، وتم تشييده لتخليد ذكرى النبي عيسى، ورغم التجديدات التي لحقت به على مر العصور فهو يحتفظ بطابعه الأصلي والأساسي والذي ورد في أوصاف المؤرخين والرحالة الذين عاينوا هذا المكان المعروف باسم مهد النبي عيسى ومسجده. وجددت القبة في العهد العثماني على نفس طرازها القديم وهي محمولة على أربعة عقود مدببة تستند بدورها على أربعة أعمدة رخامية رشيقة، وتحت هذه القبة يوجد حوض حجري يسمى مهد النبي عيسى، وأمام هذا الحوض يوجد محراب حجري مجوف.

## الماَذن
للمسجد أربع مآذن وهي:

### مئذنة باب المغاربة/ المئذنة الفخارية

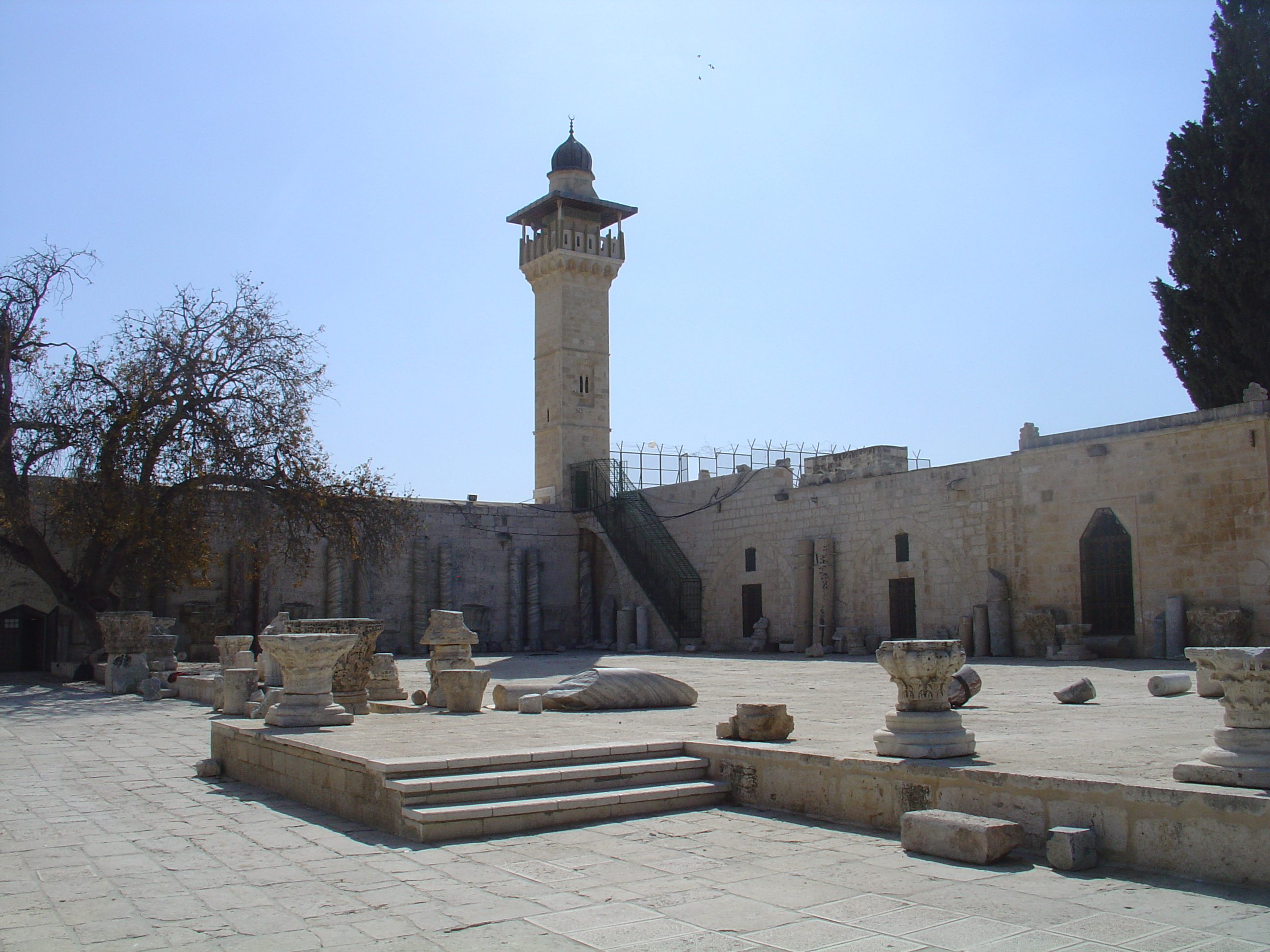
المئذنة الفخارية، إحدى مآذن المسجد الأقصى الأربع

تعتبر مئذنة المغاربة وتسمى أيضا المئذنة الفخارية أول مئذنة تشيد في المسجد في عام 1278م، وتقع على الزاوية الجنوبية الغربية من المسجد الأقصى، وهي قريبة من باب المغاربة وتحديدا فوق الطرف الشمالي الغربي لجامع النساء الواقع داخل المسجد الأقصى المبارك، بناء على أوامر من السلطان المملوكي لاجين. وسميت بالفخارية نسبة إلى فخر الدين الخليلي، والد القاضي شرف الدين عبد الرحمن الذي أشرف على بناء المبنى. وتم بناء المئذنة على الطراز السوري التقليدي، مع وجود قاعدة مربعة الشكل وعامود، مقسوم إلى ثلاثة طوابق ويقع فوق الطابقين الأولين شرفة المؤذن. ويحيط الشرفة غرفة مربعة التي تنتهي بدورها إلى قبة حجرية مغطاة بالرصاص.

### مئذنة باب الغوانمة

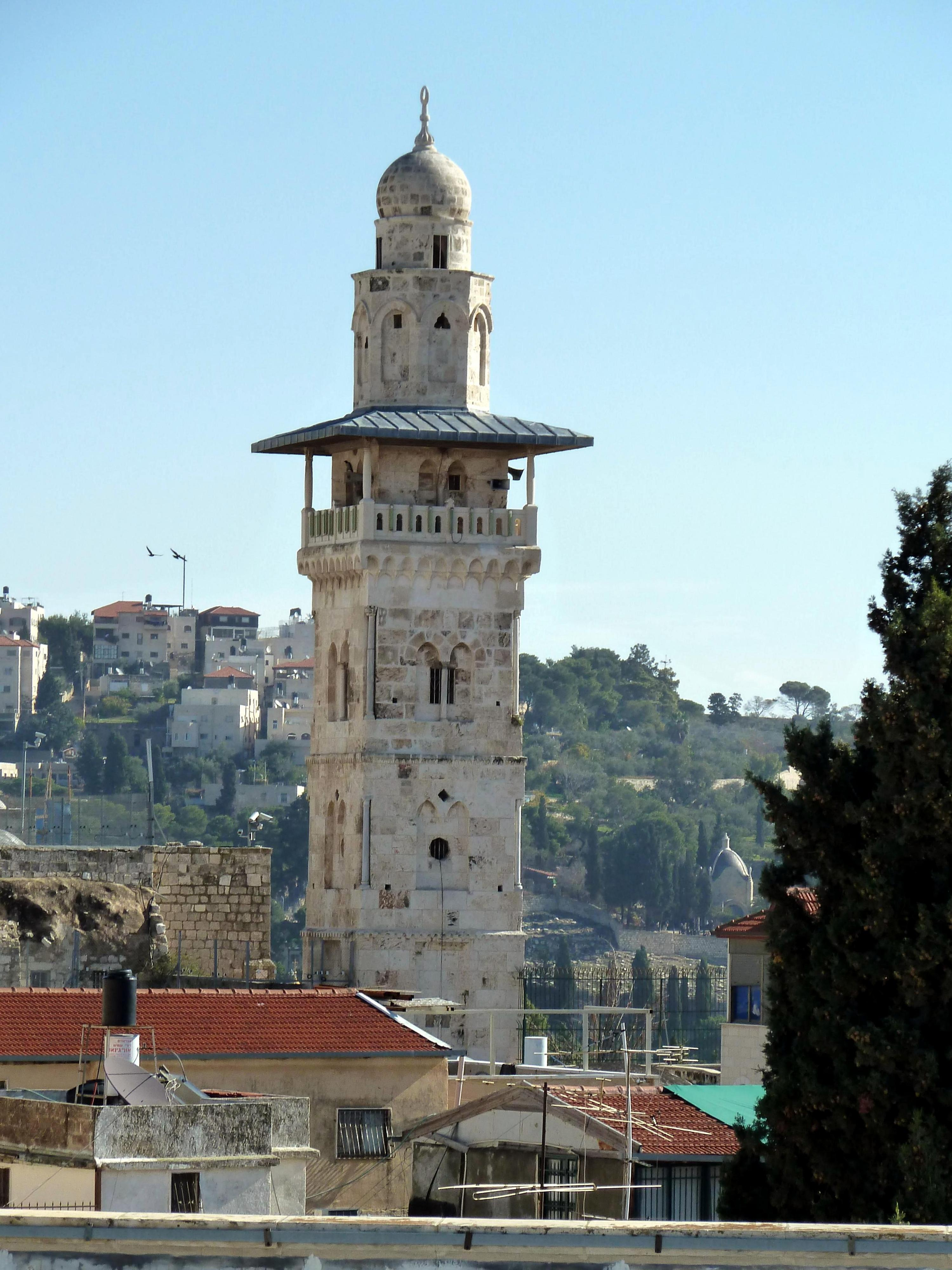
مأذنة باب الغوانمة

تعد مئذنة الغوانمة المئذنة الثانية التي تشيد في المسجد، وقد بناها المهندس المعماري القاضي شرف الدين الخليلي مابين 1297–98م،  وهي أيضا بناء على الأوامر من بناء على أوامر من السلطان المملوكي لاجين، وتقع في الركن الشمالي الغربي من الحرم القدسي الشريف بالقرب من باب الغوانمة. وتتكون من ستة طوابق عالية ونوازل، وهي أطول مئذنة في الحرم القدسي. وبرج المئذنة كلياً هو مصنوع من الحجر تقريبا، بصرف النظر عن القبة الخشبية التي تقع على شرفة المؤذن، وبقيت مئذنة باب الغوانمة تقريبا بمنأى عن الهزات الأرضية بسبب هيكلها الراسخ. والمئذنة تنقسم إلى عدة طوابق مشكلة من الحجارة .ويعتبر الطابقين الأولين أوسع من بقية الطوابق، ويشكلا قاعدة البرج. ويعلو كلا من أربعة الطوابق الباقية عمود أسطواني وقبة بصلية الشكل (منتفخة). أما الدرج فهو يقع خارج الطابقين الأول والثاني، ولكنه يصبح على شكل لولبي داخل الطابق الثالث حتى تصل إلى شرفة المؤذن.

### مئذنة باب السلسلة

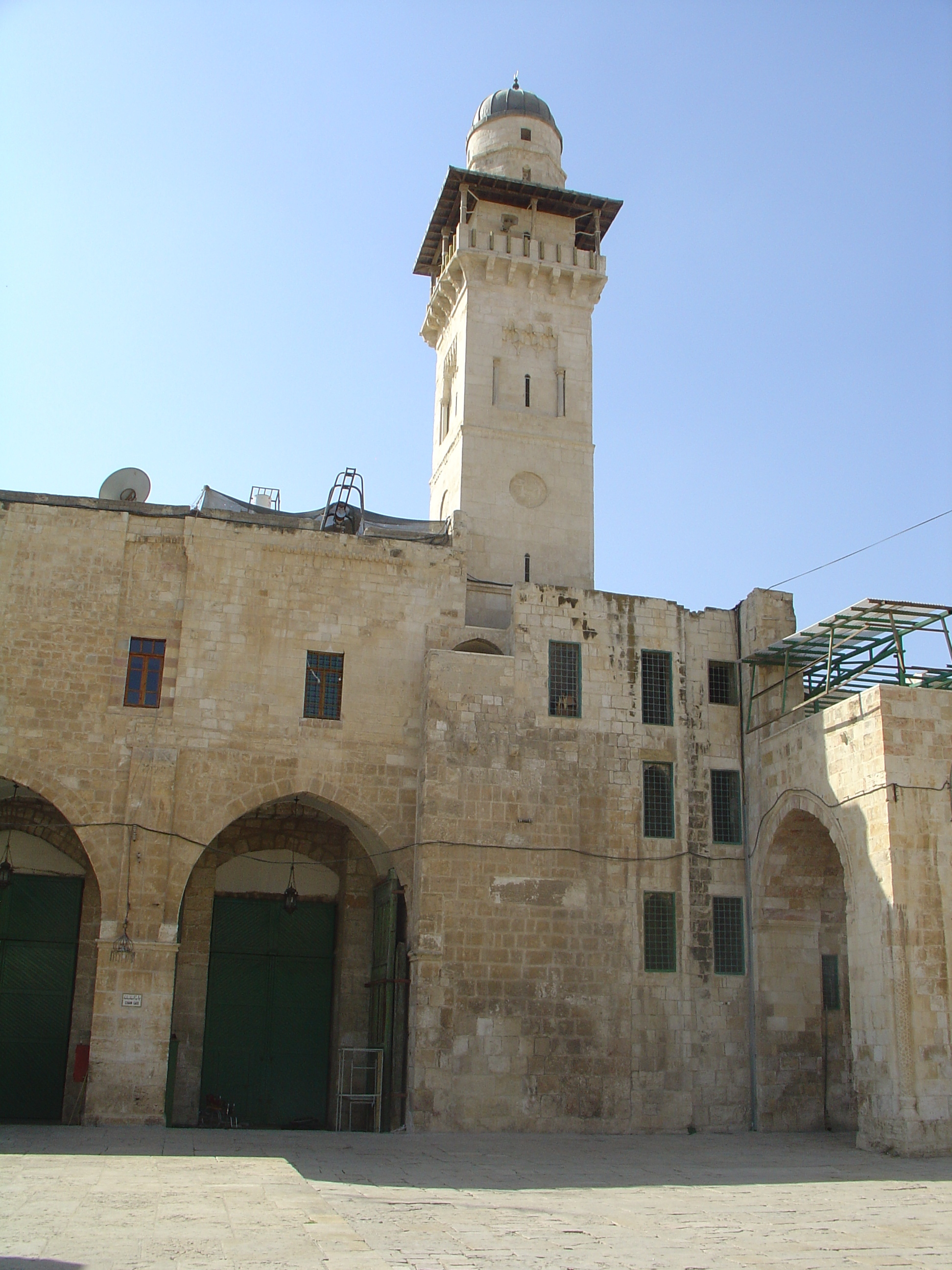
مئذنة باب السلسلة

تعتبر مئذنة السلسلة المئذنة الثالثة التي تشيد في المسجد وذلك في عام 1329 م بناء على أوامر الأمير سيف الدين تنكز الناصري الحاكم المملوكي على الشام، في عهد السلطان الناصر محمد بن قلاوون وذلك وفق ما جاء بالنقش التذكاري الموجود في الجهة الشرقية من قاعدة المئذنة:
وتقع مئذنة باب السلسلة على الحدود الغربية من المسجد الأقصى شمال باب السلسلة وتسمى أيضا بمنارة المحكمة. وربما تكون هذه المئذنة حلت محل المئذنة الأموية في وقت سابق، ومبنى البرج هو مربع الشكل ومصنوع بالكامل من الحجارة. ومنذ القرن 16، فقد كان التقليد المتبع هو اختيار أفضل مؤذن في المدينة وتم تعيينه في هذه المئذنة للنداء إلى كل من الصلوات الخمس، ويتم رفع الآذان من هذه المئذنة أولا، لإعطاء الإشارة لمؤذني المساجد الأخرى في جميع أنحاء القدس على أن تحذو حذوها.

### مئذنة باب الأسباط (مئذنة الصلاحية)

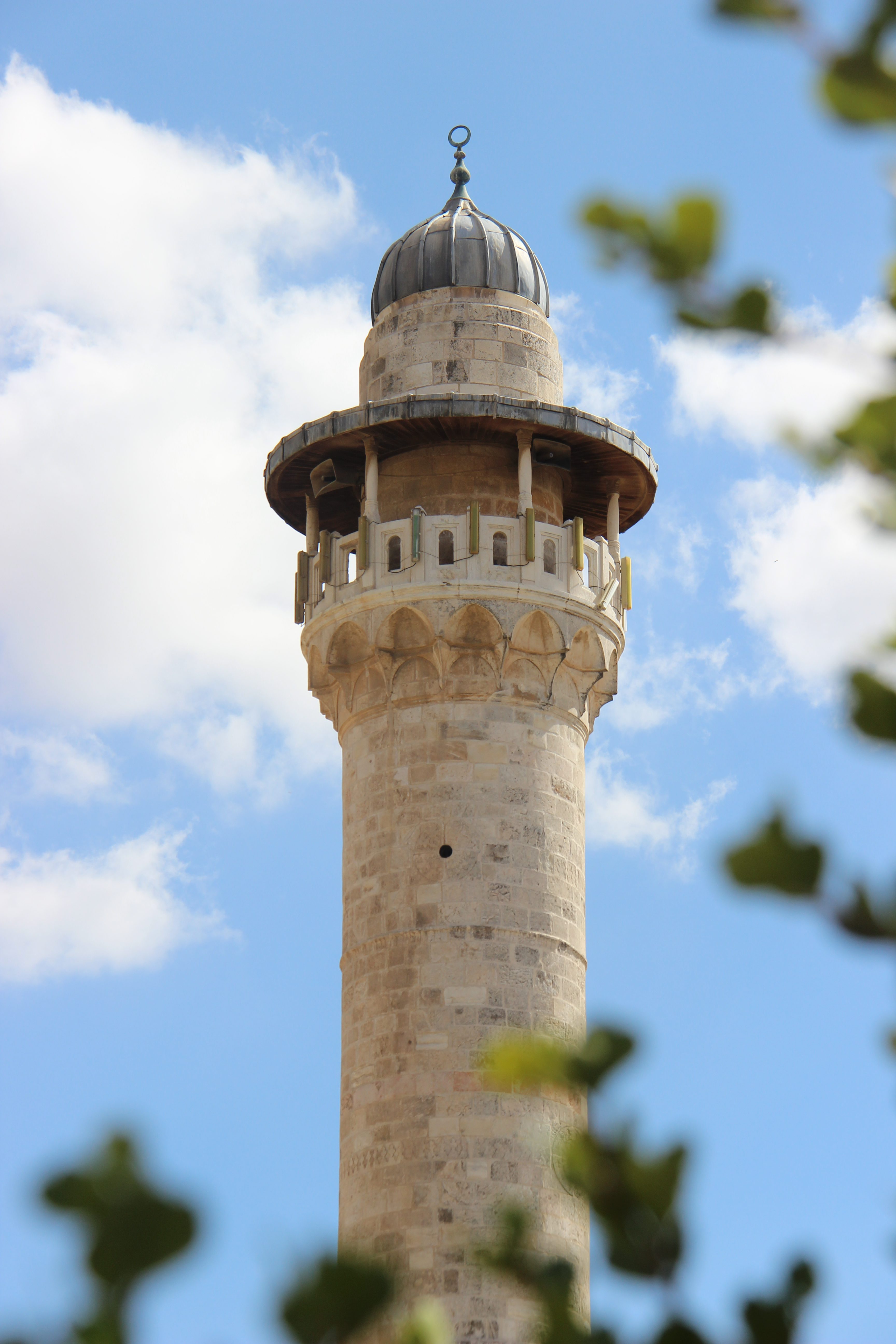
مئذنة باب الأسباط

تعتبر مئذنة باب الأسباط المئذنة الرابعة للمسجد وآخر مئذنة تشيده عليه وذلك في سنة 1367 كما أنها تسمى أيضا بمئذنة الصلاحية لكونها واقعة في جهة المدرسة الصلاحية الواقعة خارج المسجد الأقصى المبارك،  وتقع هذه المئذنة في الجهة الشمالية للحرم القدسي الشريف، بين باب حطة وباب الأسباط، وقد تم بناؤها بأمر من الأمير سيف الدين قطلوبغا وهو ناظر الحرمين الشريفين في عهد السلطان المملوكي الأشرف شعبان، وذلك وفقاً للنقش التذكاري الذي كان موجوداً عليها:
ومئذنة الأسباط هي عبارة برج حجر أسطواني (بني في وقت لاحق في العهد العثمانيين) وليست مربعة المآذن الأخرى، ويبدأ برج المئذنة صعودا من قاعدة مستطيلة تعود للعهد المملوكي. ويضيق فوق شرفة المؤذن، وتنتشر فيه نوافذ دائرية، وتنتهي بقبة بصلية الشكل (منتفخة). وقد أعيد بناء القبة بعد وقوع زلزال وادي الأردن عام 1927.
ومن الجدير للذكر أنه لا وجود للمآذن في الجزء الشرقي من المسجد الآقصى المبارك. ومع ذلك، أعلن عبد الله الثاني ملك الأردن في عام 2006 عن نيته لبناء المئذنة الخامسة لتطل على جبل الزيتون. ومن المقرر أن تحمل المئذنة اسم حسين ملك الأردن كما أنها سيكون أطول مبنى في البلدة القديمة من القدس.

## أبواب المسجد الأقصى
يحتوي المسجد الأقصى على خمسة عشر باب منها ما هو مستعمل (مفتوح) في أيامنا هذه وعددها عشرة، والبقية مغلقة منذ زمن بعيد لأسباب عديدة،: وتقع جميع الأبواب المفتوحة في الجهة الشمالية والغربية من المسجد، وهي في الوقت نفسه تقع ضمن أسوار المسجد الأقصى.
أبواب المسجد الأقصى تشترك جميعها في أنها أبواب خشبية مكونة من دفة أو دفتين، وتشتمل على خوخة «فتحة» لتنظيم المرور استعملت لمرور المتأخرين بعد إغلاق الأبواب عند الغروب.
وقد برع المسلمون في الأعمال الخشبية وتفننوا في زخرفتها وإظهار تفصيلاتها والعناية بدقائقها كالمزاليج والمفاتيح والمفاصل وغيرها من الأمور التي تؤكد.

### الأبواب المفتوحة

#### باب الأسباط «باب الأُسود»

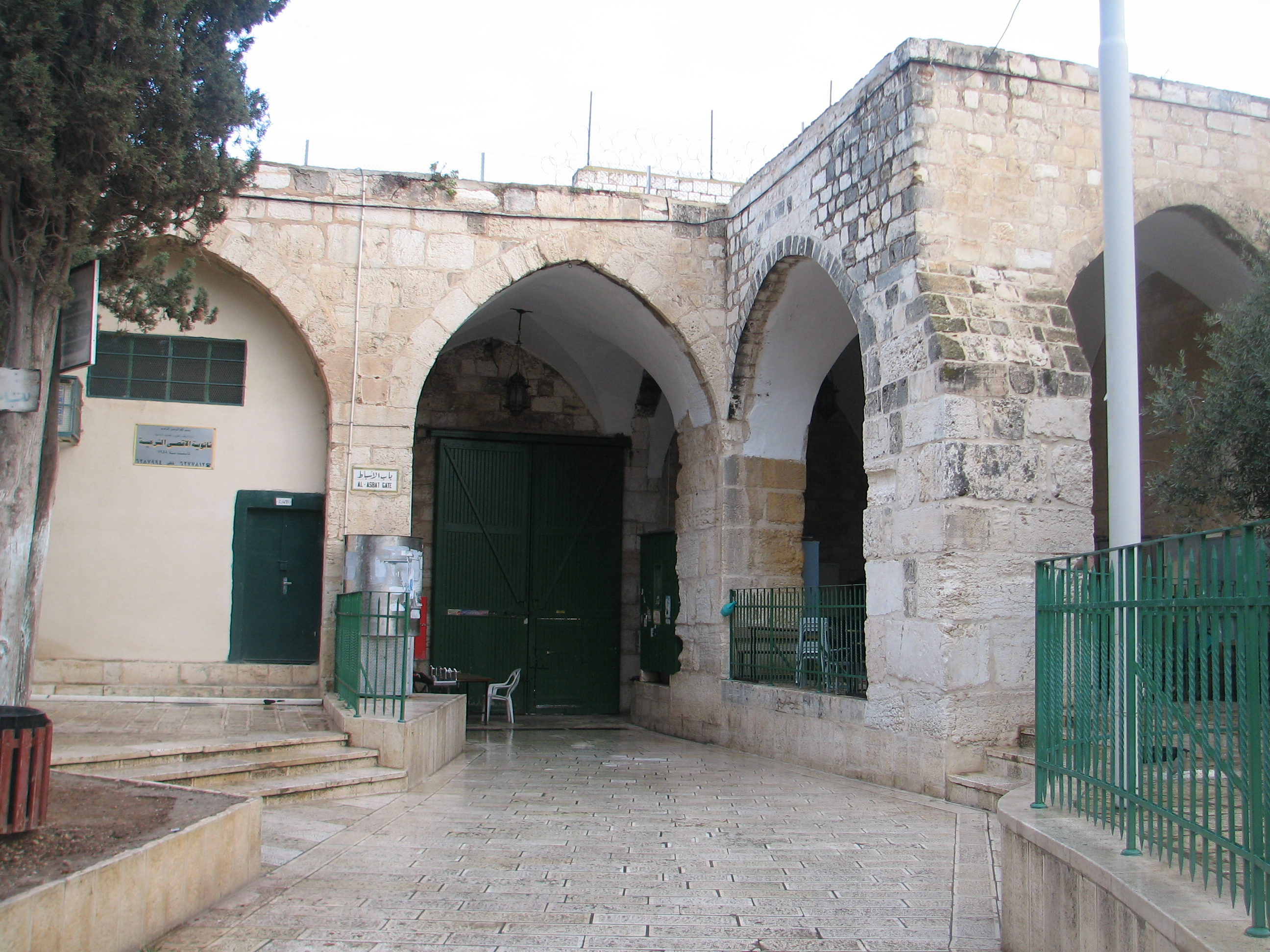
باب الأسباط

باب الأسباط هو إحدى أبواب المسجد الأقصى المفتوحة ويسمى أيضا باب الأًسود نسبة للأسدين المنحوتين على جانبي الباب ، ويقع في الزاوية الشمالية الشرقية للمسجد الأقصى، ويعود تاريخ تجديد بنائه إلى الفترة الأيوبية، كما تم تجديد الباب في الفترة المملوكية في 1367م.
والواجهة الجنوبية لهذا الباب هي مدخل بارتفاع 4 أمتار تقريباً وفتحة مستطيلة بعقد مدبب، وفي زاوية المدخل توجد دركاة مربعة الشكل تعد جزءاً من الرواق الشمالي، وللباب دفتان من الخشب يبدو أنهما حديثتا العهد، ويوجد في أحد الدفتين خوخة (مدخل صغير) تسمح بدخول شخص واحد فقط، ويعد مدخل الدركاة أحد أقواس الرواق الشمالي الضخمة المدببة. أما الواجهة الشمالية للباب فهي فتحة مستطيلة لقوس مدبب عرضه 2 متر تقريباً وارتفاعه 4 أمتار كما أن المدخل مسقوف بقنطرة مدببة عرضها حوالي 1 متر.

#### باب حطة

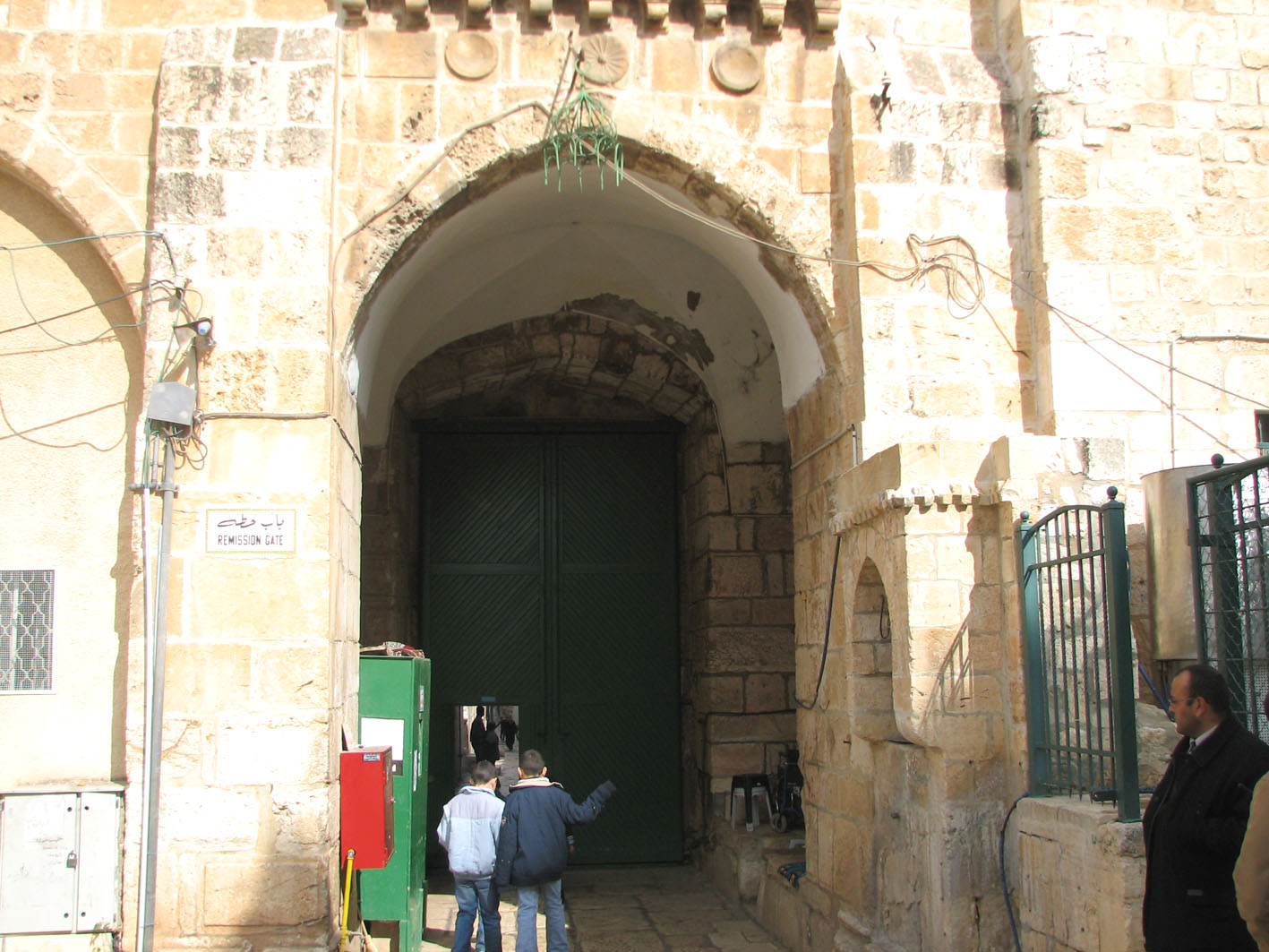
باب حطة

باب حطة هو إحدى أبواب المسجد الأقصى المفتوحة، ويقع في الواجهة الشمالية للمسجد الأقصى وتحديدا ضمن الرواق الشمالي للمسجد الشمالي. وقد تم تجديده عام 1220م في الفترة الأيوبية في عهد شرف الدين أبو المنصور عيسى الأيوبي. وتتكون واجهته الجنوبية التي تقع داخل المسجد من باب مستطيل ذي عقد حجري موتور، وعليه باب خشبي من دفتين، في إحداها خوخة صغيرة، ويتقدمه دركاة وهي جزء من الرواق الشمالي أيضا مدخلها عبارة عن عقد حجري مدبب يعلوه صف من الكوابل الحجرية عددها تسعة كوابل، يزداد قطرها كلما ارتفعنا لأعلى الباب، وبين فتحة الباب وهذه الكوابل يوجد ثلاثة زخارف دائرية بارزة على مركز الفتحة وأطرافها. كما جدد في العهد العثماني سنة 989 هـ /1581م في عهد السلطان مراد بن سليم الثاني بن سليمان القانوني.

#### باب الملك فيصل «باب العتم»

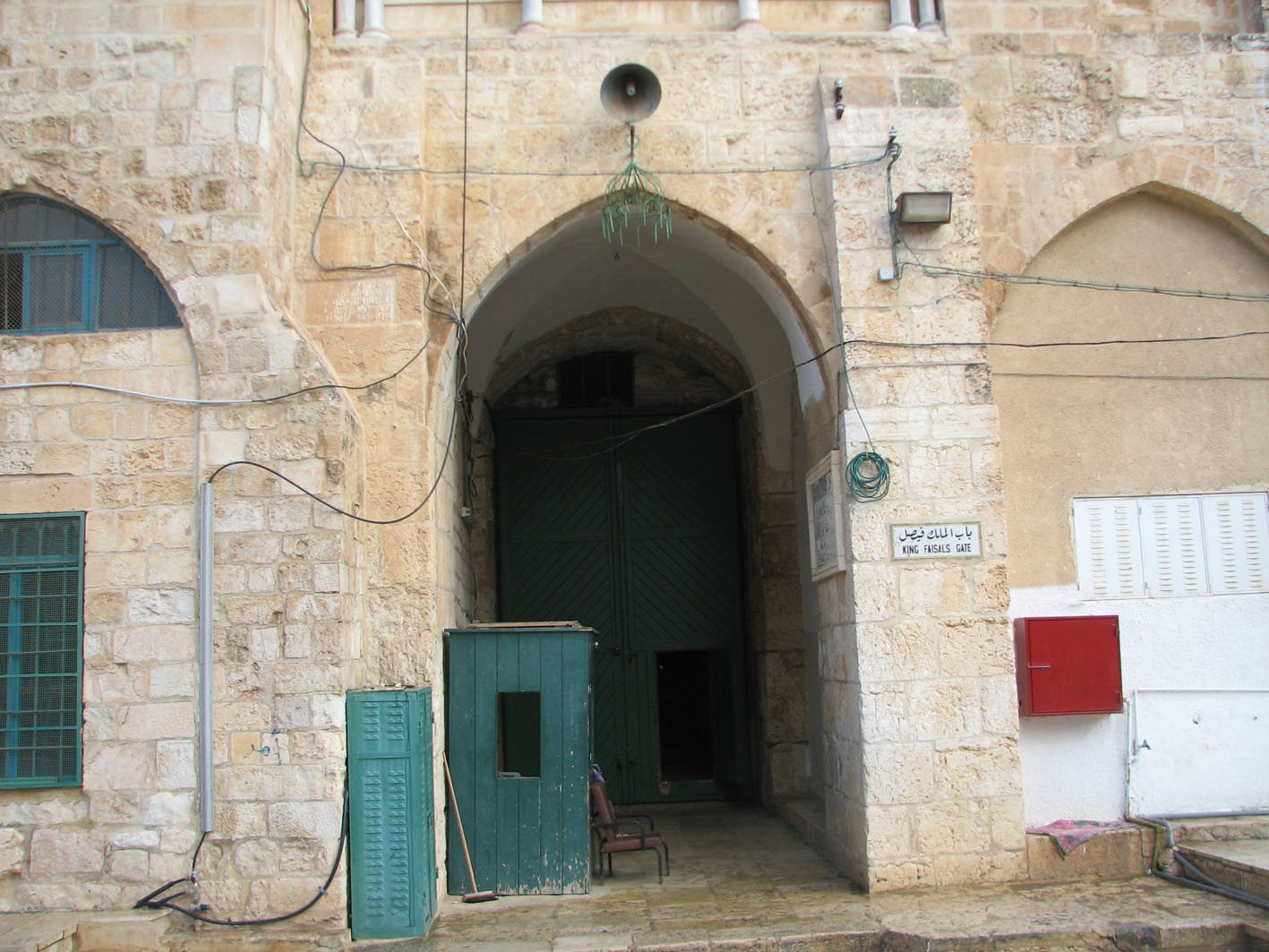
باب العتم والمعروف أيضا بباب فيصل

باب العتم هو إحدى أبواب المسجد الأقصى المفتوحة ويسمى أيضا باب فيصل نسبة إلى الملك فيصل الأول. وقد جدد بناء هذا الباب في الفترة الأيوبية، في أيام الملك المعظم ابن الملك العادل أبو بكر بن أيوب سنة 1213، وذلك عند تجديد الرواق الشمالي للمسجد الأقصى. كما أنه يعرف ولهذا الباب عدة أسماء فهو باب الدوددارية، وباب الملك فيصل، وباب شرف الأنبياء.
وتتكون واجهة الباب الجنوبية من فتحة ارتفاعها 4 أمتار، وعليها باب خشبي من دفتين يتقدمه من الجهة الجنوبية دركاة تعد جزءاً من الرواق الشمالي، وهي مغطاة بعقد صليبي ومدخل الدركاة عبارة عن قوس مدبب ضخم، وهو يقع ضمن سلسلة أقواس الرواق الشمالي
سمي بباب الملك فيصل منذ 1930م نسبة إلى الملك فيصل ملك العراق؛ الذي دخل منه عندما زار المسجد الأقصى، فدعا المجلس الإسلامي الأعلى الباب بهذا الاسم تخليداً لذكرى تبرعه لعمارة المسجد الأقصى المبارك، وكان يعرف بالباب العتم لأن الزقاق المؤدي له مسقوفة؛ وبباب الدوايدرية لقربه من مدرسة الدوايدرية الملاصقة للسور الشمالي للمسجد الأقصى من الخارج؛ وبباب شرف الأنبياء نسبة إلى الحارة التي يفضي إليها، وتم تجديد بنائه في ولاية عز الدين بن يغمور في الفترة الأيوبية في عهد الملك المعظم عيسى الأيوبي عام 610 هـ /1213م.

#### باب الغوانمة أو باب الوليد

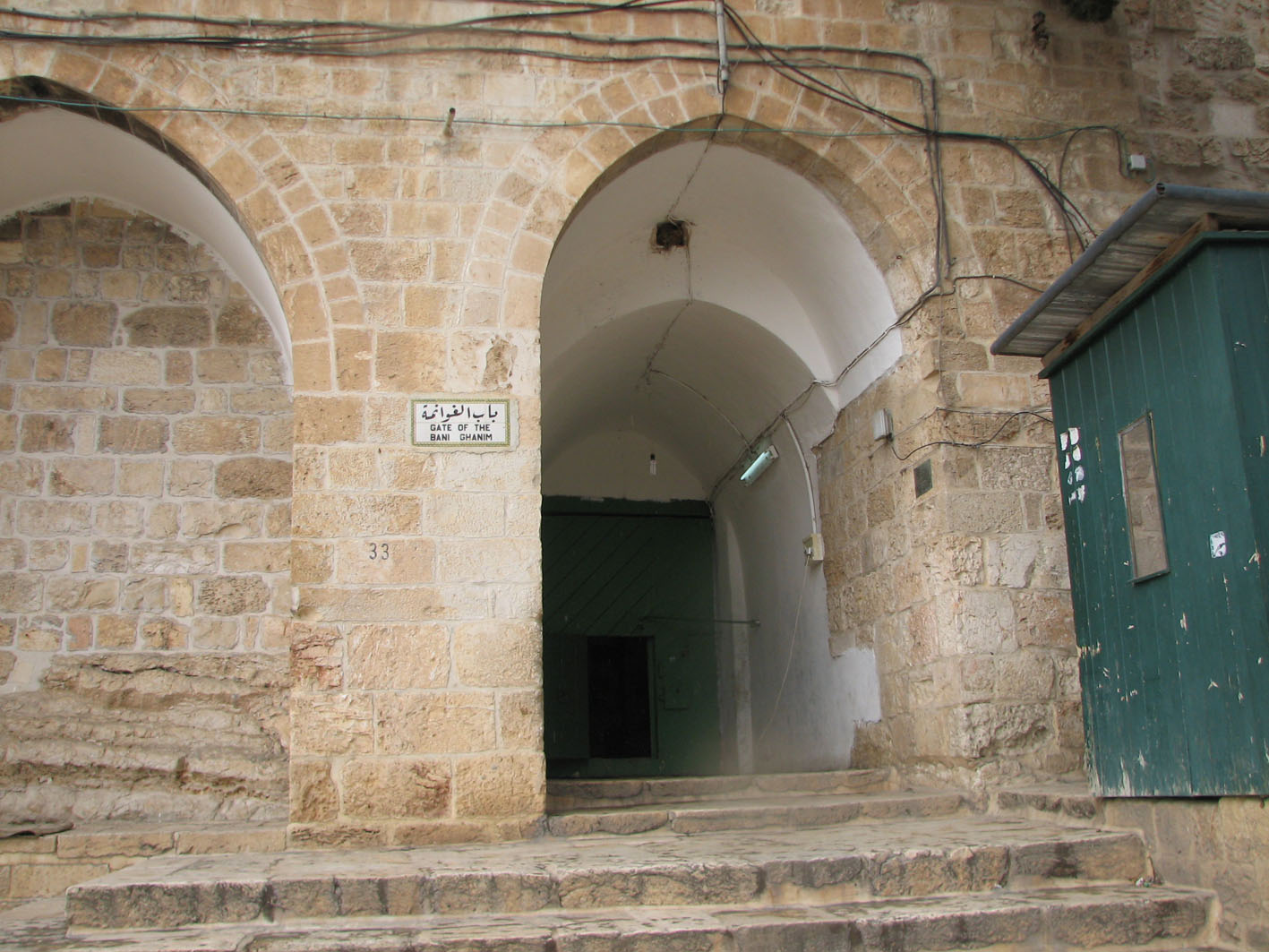
باب الغوانمة

باب الغوانمة هو إحدى أبواب المسجد الأقصى المفتوحة، ويعتبر أول باب يشيد في الجدار الغربي ابتداء من الناحية الشمالية، وقد أنشئ في العهد الأموي، وعرف آنذاك باسم باب الوليد نسبة إلى الوليد بن عبد الملك، وقد جدد الباب عام 1307م وذلك عند إنشاء الرواق الغربي للمسجد في عهد قلاوون، والباب مستطيل الشكل نسبة عرضه إلى ارتفاعه لباقي أبواب المسجد تعد قليلة، وعلى المدخل باب خشبي من دفة واحدة من الخشب يوجد به خوخة صغيرة لتمييزها من الباب ويتقدم الباب من الجهة الشرقية دهليز معقود بعقد برميلي واجهته عقد حجري مدبب، يرقى للباب بواسطة ثماني درجات عن ساحة المسجد الأقصى المبلطة، وبجانب الباب عقد مدبب آخر لكنه مغلق.
يسمى أيضاً بباب الوليد نسبة إلى الوليد بن عبد الملك؛ الذي -على الأرجح- هو من أمر ببنائه، ويعرف بباب الغوانمة كونه يؤدي إلى حارة بني غانم، وهو من الفترة الأموية وجدد الباب سنة 707 هـ /1307-1308م، في الفترة المملوكية زمن السلطان الناصر محمد بن قلاوون، وقامت الاوقاف الإسلامية بتجديده أيضاً سنة 1998م؛ بعد أن أحرق على يد يهودي متطرف، وهو باب صغير كان يعرف قديماً بباب الخليل؛ نسبة لإبراهيم عليه السلام من باب التشريف.

#### باب الناظر

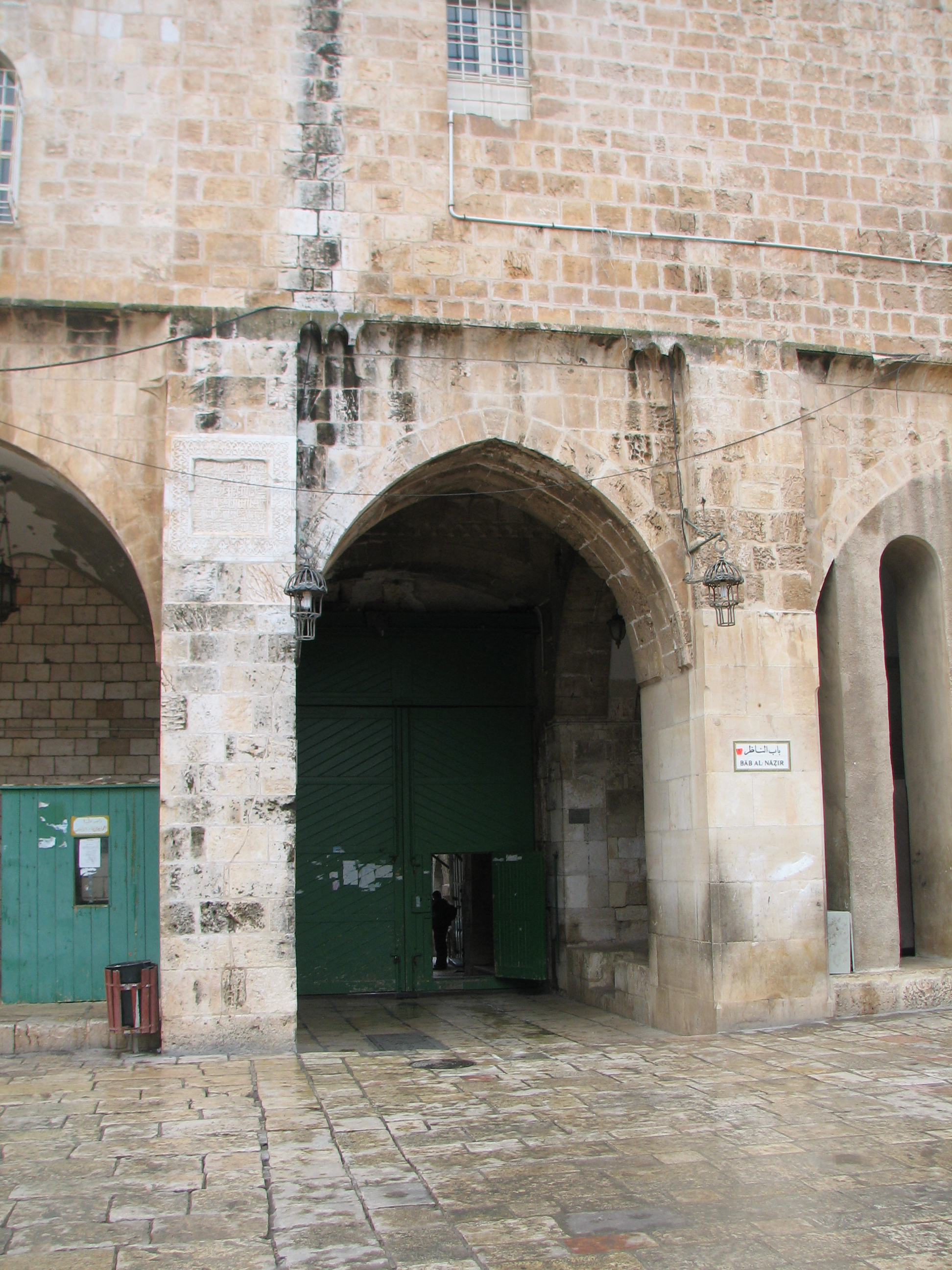
باب الناظر

باب الناظر هو إحدى أبواب المسجد الأقصى المفتوحة، يقع في الجدار الغربي لساحة المسجد الأقصى، وقد جدد بناؤه في الفترة الأيوبية سنة 1203م في عهد الملك المعظم عيسى بن أحمد، وله عدة أسماء أخرى متداولة مثل باب الحبس لقربه من الحبس أيام العثمانيين، وباب المجلس .
ويتقدم الباب من الجهة الشرقية دركاة مربعة تقع ضمن امتداد الرواق الغربي، وتغطيها قبة مرفوعة على ثلاثة صفوف من المقرنصات، أما فتحة الباب فهي عبارة عن مستطيل ضخم ارتفاعه 4,5 متر وعرضه 2 متر، ويعلو الفتحة المستطيلة قوس موتور تعلوه زخرفة على شكل رواق صغير، وتنفصل مساحة الدركاة عن بقية الرواق بأقواس مدببة. وعلى الدعامة التي تقع على عقد المدخل المدبب والعقد المجاور له من عقود الرواق يوجد نقش حجري، ويبين النقش تاريخ البناء والسلطان الذي جدد في عهده. ويتقدم الباب قنطرة مغطاة بقبو متقاطع يؤدي إلى طريق باب الناظر المؤدية إلى طريق الواد. وفي الجهة الجنوبية من القنطرة مدخل يؤدي بواسطة درج حجري، وفي الجهة الشمالية مدخل المدرسة المنجكية.
وسمي بباب الناظر نسبة إلى ناظر الحرمين الشريفين علاء الدين البصير، وقديماً كان يعرف بباب ميكائيل، ويسمى أيضاً بباب الحبس أو الرباط المنصوري؛ لاستخدام رباط المنصور قلاوون المجاور له كحبس في أخر عهد العثمانيين، ويعرفه الناس أيضاً باسم باب المجلس نسبة للمجلس الأسلامي الأعلى المجاور له، وهو قديم العهد يرجح أن يكون بُني في الفترة الأموية، وأقيمت قبته الضحلة والمقرنصة سنة 707 هـ /1307م، وتم تجديده للمرة الأولى في الفترة الأيوبية في عهد السلطان الملك المعظم عيسى الأيوبي، وجدد للمرة الثانية في الفترة المملوكية سنة 600 هـ /1203م في عهد السلطان محمد بن قلاوون، ويعد باباً رئيسياً للمسجد الأقصى.

#### باب الحديد

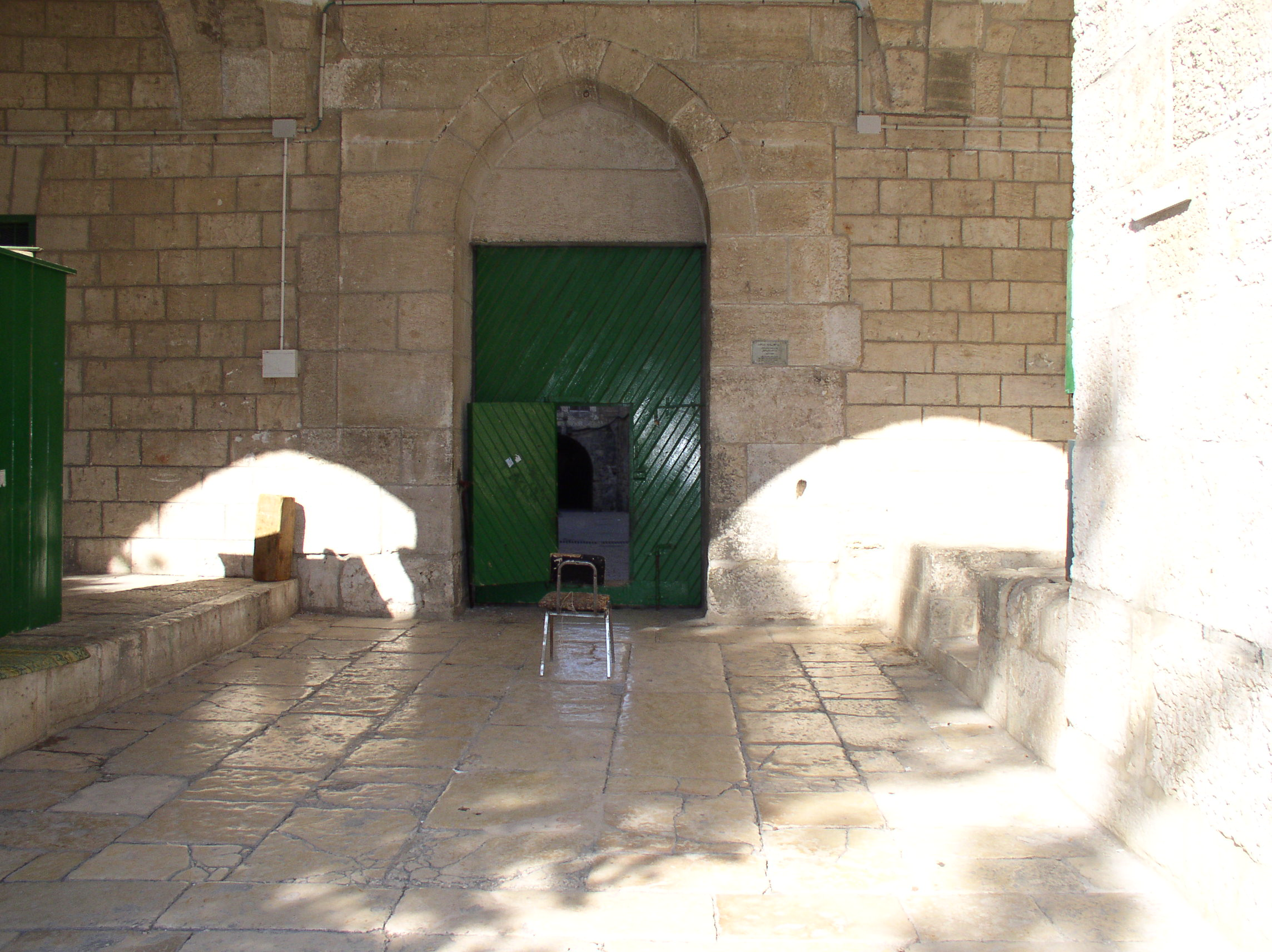
باب الحديد

باب الحديد هو إحدى أبواب المسجد الأقصى المفتوحة، ويقع في الواجهة الغربية للمسجد الأقصى، وهو أحد المداخل المتفرعة عن طريق باب العمود. وقد سمي بهذا الاسم نسبة إلى الأمير أرغون الذي يعني باللغة التركية الـحديد، وقد جدد في عهده بين سنتي 755هـــ و758هـــ/1354-1357م، والباب عبارة عن فتحة مستطيلة بعقد، ويتقدمه من الواجهة الشرقية دركاة مغطاة بقبو متقاطع، وباب الحديد على شكل قوس حذوي مدبب على جانبيه مداميك حجرية بارتفاع 60 سم تقريبا، ويعلو الباب واجهة تعود للفترة المملوكية، وتتوسط هذه الواجهة نافذة معقودة بعقد مدبب زخرف بخطوط متعرجة.
ويسمى أيضاً بباب أرغون، وهو اسم تركي يعني الحديد بالعربية، وهو بناء قديم عبارة عن عقد على هيئة حدوة فرس كبيرة، والباب الخشبي حلّ مكان فتحة بسيطة تؤدي للمسجد الأقصى، واستجده الأمير المملوكي أرغون الكاملي نائب الشام، وجدد بين 755و758 هـ /1354و1357م

#### باب القطانين

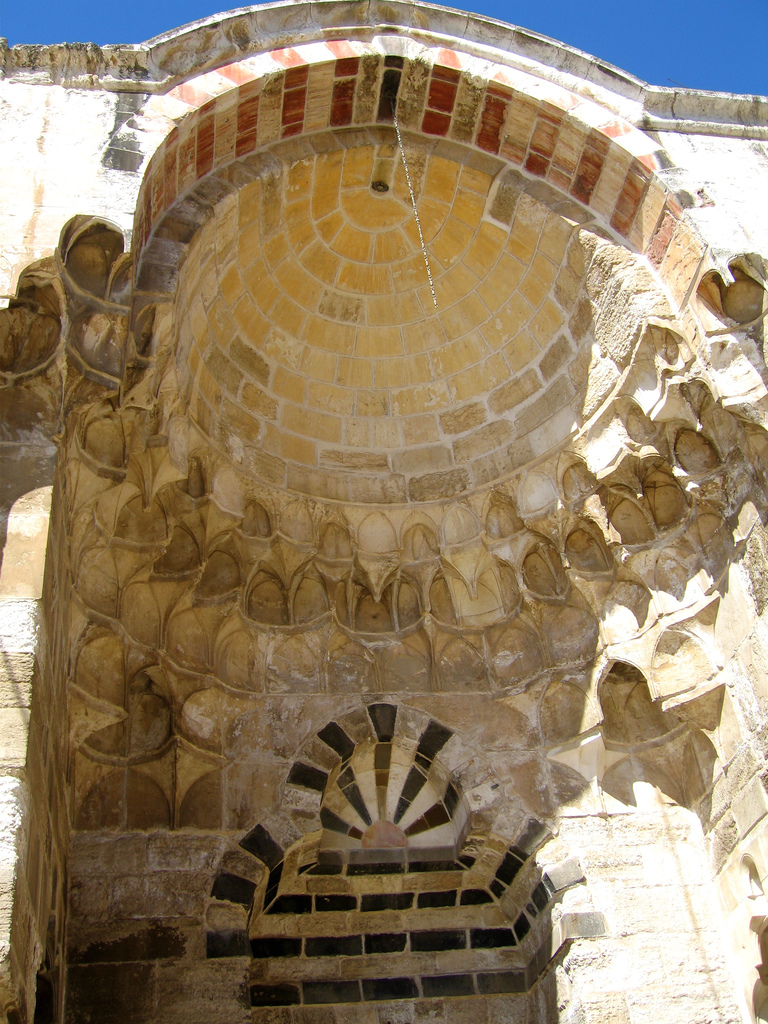
باب القطانين

باب القطانين هو إحدى أبواب المسجد الأقصى المفتوحة، ويقع في الجهة الغربية لساحة المسجد الأقصى، ويعد من الأبواب الرئيسية الهامة والجميلة المؤدية للمسجد، ويؤدي هذا الباب إلى سوق القطانين ومنه جاءت تسميته، وقد جدد هذا الباب في عهد السلطان محمد قلاوون على يد الأمير سيف الدين تنكز عام 1336م، وهذا واضح من خلال نقش يوجد في أعلى المدخل من الجهة الشرقية المطلة على ساحة الحرم القدسي، وقد أزيلت على يد المجلس الإسلامي الأعلى سنة 1922م. والواجهة الشمالية للباب مكونة من قوصرة مدخل تنخفض عن مستوى الساحة بتسع درجات تحيط بها من ثلاث جهات، وهذه القوصرة واسعة حيث يبلغ عرضها 7 أمتار تقريباً وارتفاعها 13 متر، وهي مغطاة بنصف قبة من الحجر. وأما المفتاح فهو أسود اللون ونصف القبة مقامة على خمسة صفوف من المقرنصات، وفتحة الباب مستطيلة بارتفاع 4 أمتار وعرض 2,5 متر ويعلو الباب عتب حجري مستقيم وهو مكون من ثلاث قطع خارجية.
وسمي بباب القطانين لانه يؤدي إلى سوق القطانين الشهير، وهو بناء قديم جدده الأمير تنكز الناصري نائب الشام، في عهد السلطان محمد بن قلاوون عام 737 هـ [6م فهو مملوكي العهد؛ كما هو موسوم على النقش الذي في واجهته، وكان يعرف حينها بباب القيسارية وتم ترميمه على يد المجلس الإسلامي الأعلى عام 1929م، وهو من أجمل وأكبر بوابات المسجد الاقصى، وآية من فنون العمارة المملوكية.

#### باب المطهرة

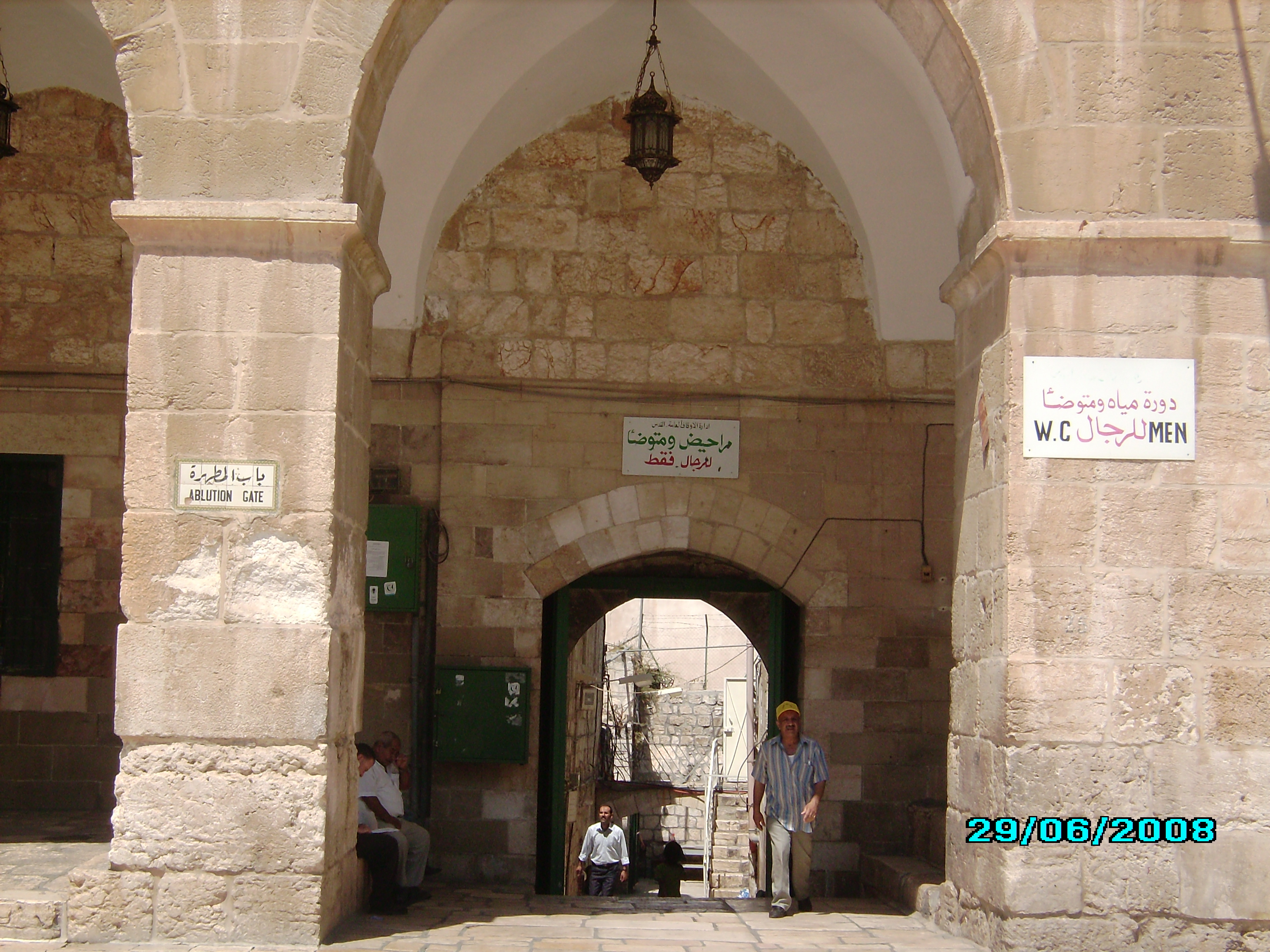
باب المطهرة

باب المطهرة هو إحدى أبواب المسجد الأقصى المفتوحة، ويقع في الواجهة الغربية لساحة المسجد الأقصى، ويؤدي إلى المتوضأ (مكان الوضوء)، ولذلك سمي بباب المطهرة، وقد جدد في العهد المملوكي سنة 1266م، على يد الأمير آدغيدي، وهناك من يرى انه جدد سنة 1267م على يد الأمير علاء الدين البصيري، وتتكون الواجهة الغربية للباب من عقد حجري مدبب، وهو يخلو من أي عنصر معماري مزخرف، وعليه باب خشبي من دفتين في إحداها خوخة صغيرة والباب بارتفاع 3,5 متر تقريبا، وعرضه 2 متر، أما الجهة الشرقية من الباب فهو فتحة مستطيلة في عقد حجري موتور عليه مدماكان من الحجر، ويتقدمه دركاة مغطاة بقبو متقاطع، وهي جزء من الرواق الغربي.
وسمي بباب المطهرة لأنه يؤدي إلى المطهرة؛ التي أوقفها السلطان العادل أبو بكر أيوب، سنة 1193 م\579 هـ في الفترة الايوبية، وكان يعرف بباب السقاية أوبباب المتوضأ، وهو بناء قديم استهدم ثم جدد عمارته علاء الدين البصير لما عمر المتوضأ.

#### باب السلسلة والسكينة أو باب النبي داود

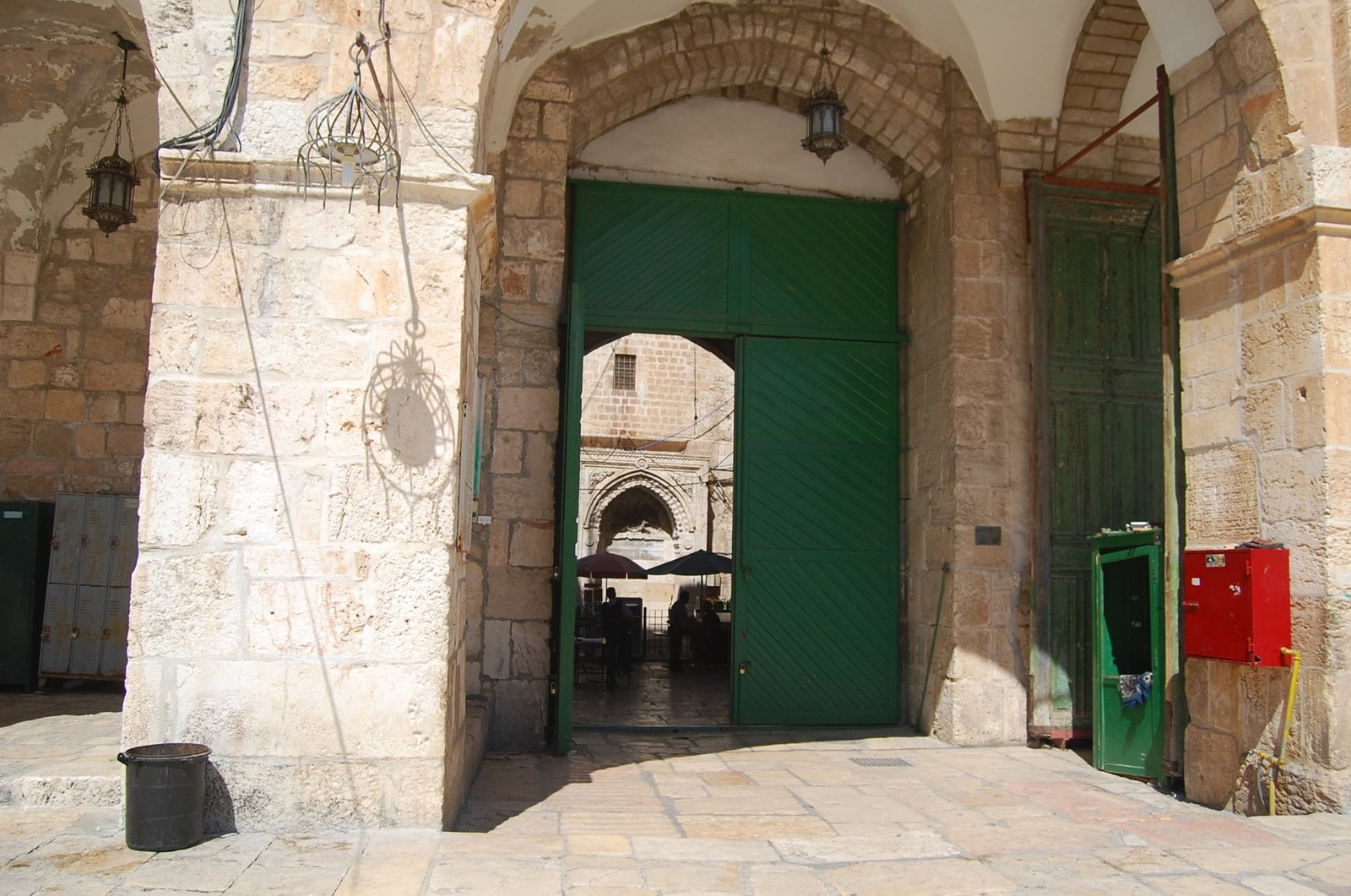
باب السلسلة

هو إحدى أبواب المسجد الأقصى المفتوحة ويسمى أيضا باب النبي داود، ويقع في الواجهة الغربية من ساحة المسجد الأقصى ضمن الرواق الغربي، ويعد من الأبواب الرئيسية المؤدية إلى المسجد الأقصى، وهناك من يعتبرهما بابين منفصلين وليس باباً واحداً بمدخلين. أما الباب الأول والمسمى بباب السلسلة، فهو مفتوح ويؤمه الزائرون للمسجد الأقصى، وقد سمي بهذا الاسم للاعتقاد بوجود سلسلة كانت معلقة فيه أو ربما لوجود علاقة ما تربطه بقبة السلسلة، أما الآخر فهو باب السكينة، وهو يقع شمال باب السلسلة، وهو ملاصق له، والباب لا يفتح إلا في حالات الطوارئ والضرورة القصوى، وقد جدد هذان البابان في الفترة الأيوبية سنة 1203م، في عهد السلطان الملك العادل سيف الدين أبو بكر، وهناك من يرى أنه في عهد الملك المعظم عيسى، ويتكون المدخل من بابين متسعين بارتفاع 4,5 متر وعرض 2 متر والفتحة مستطيلة بقوس موتور عليه باب خشبي من دفتين، في إحداهما خوخة صغيرة لتنظيم المرور إلى المسجد الأقصى.
باب مزدوج يميناً السكينة ويساراً السلسلة، وسمي بباب السلسلة بسبب سلسلة كانت معلقة في مدخله، والسلسلة كانت ترمز إلى العدل، وأما السكينة كان يعرف بباب السلام، وهو بناء قديم تم تجديده في الفترة الأيوبية بين عامي595-600 هـ /1198-1200م في عهد الملك المعظم عيسى الايوبي، ومن ثم رمم في عهد المماليك، وكان يعرف قديما بباب داود عليه السلام؛ لان يُخرج منهما إلى الشارع المعروف بخط سيدنا داود عليه السلام.

#### باب المغاربة

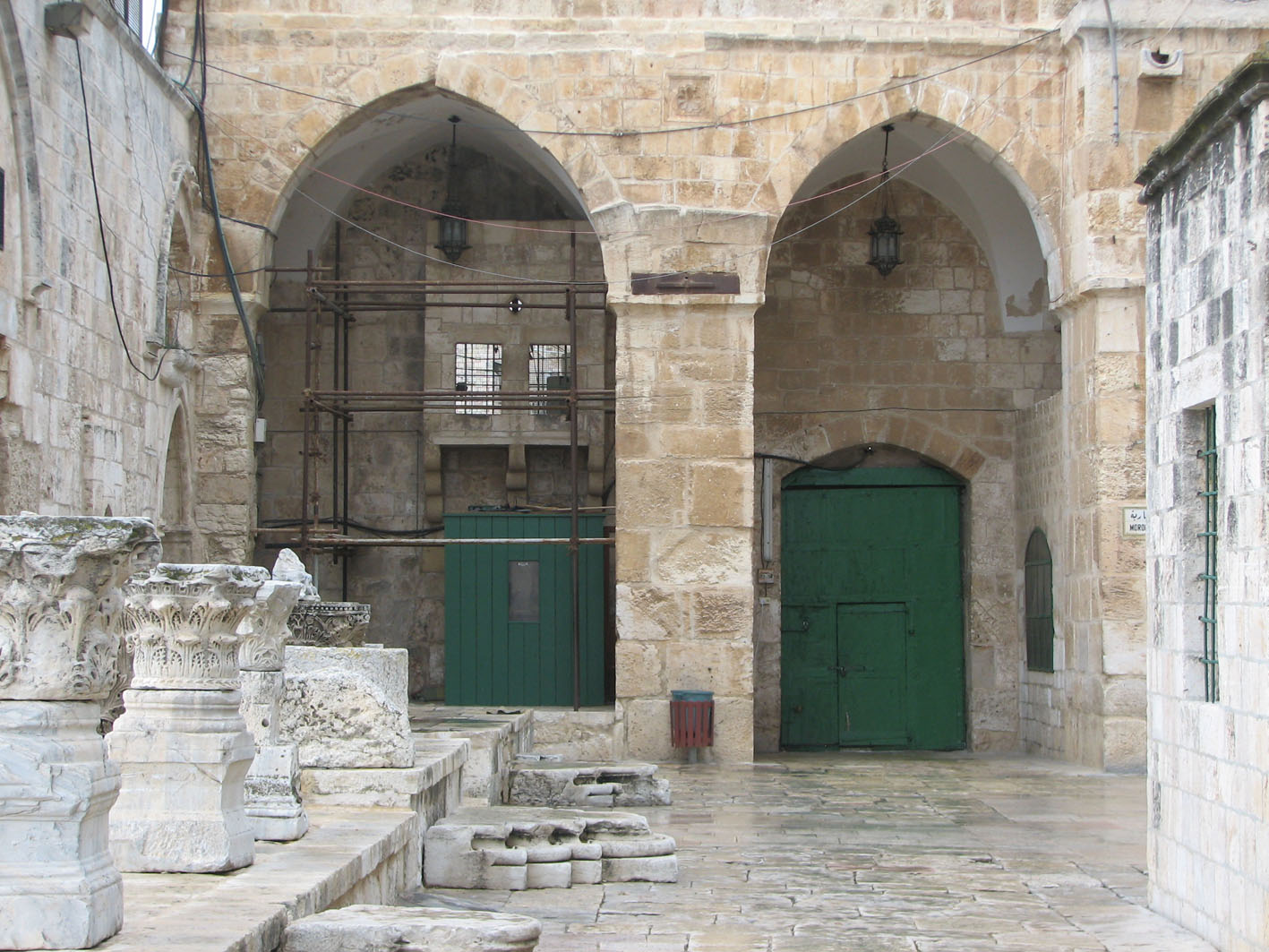
باب المغاربة

هو إحدى أبواب المسجد الأقصى المفتوحة، ويقع في الزاوية الغربية الجنوبية لساحة المسجد الأقصى، وسمي بباب المغاربة لأنه يوصل إلى حارة المغاربة غرب الأقصى، ويعرف أيضا بباب البراق، وباب النبي، حيث يعتقد أن الرسول محمد صلى الله عليه وسلم دخل منه إلى المسجد الأقصى المبارك ليلة الإسراء والمعراج، كما يعتقد بعض المؤرخين أن عمر بن الخطاب دخل منه إلى الأقصى أيضا بعد الفتح، حيث أورد ابن كثير:
| معالم المسجد الأقصى | إذ دخـل عمـر من الباب الذي دخـل منـه الرسـول ﷺ. | معالم المسجد الأقصى |

وقد أعيد بناؤه في الفترة المملوكية في عهد السلطان الناصر محمد بن قلاوون الذي قام بإنشاء الأروقة الغربية ما بين سنة 1305م- 1336م،  والباب من الواجهة الغربية معقود بعقد مدبب بسيط التكوين. أما الجهة الشرقية فهو عبارة عن فتحة مستطيلة ، وهو على شكل قوس موتور عليه باب خشبي بدفة واحدة، ويفضي من الجهة الشرقية إلى دركاة تقع ضمن امتداد الرواق، وهي مؤلفة من عقدين حجريين، وتقوم على ثلاث دعامات، وعلى مركز الدعامة الوسطى زخرفة حجرية بشكل مربع في وسطه دائرة، ويغطيها قبوان متقاطعان، ويجاور الباب من الجهة الشمالية مسجد صغير يسمى مسجد البراق.
سمي بباب المغاربة نسبة لحارة المغاربة الواقعة خارجه؛ التي أوقفها صلاح الدين الأيوبي للمجاهدين المغاربة، وهدم أغلبه عام 1967م وحلت مكانها ساحة واسعة، ويسمى ايضاً بباب البراق نسبة لحائط البراق المحاذي له، وهو اقرب الأبواب إلى حائط البراق ، وكان يعرف بباب النبي؛ ويعود ذلك بسبب الاعتقاد بأن الرسول محمد صلى الله عليه وسلم دخل من جهته ليلة الإسراء والمعراج، ويعتقد أيضاً أن عمربن الخطاب دخل منه بعد الفتح الأسلامي، فهو باب قديم أعيد بناؤه في الفترة المملوكية في عهد السلطان محمد بن قلاوون عام 713 هـ /1313م.

#### باب الرحمة والتوبة
باب مزدوج الرحمة يميناً والتوبة يساراً، واسمه يرجع لمقبرة الرحمة الملاصقة له من الخارج، وورد أن بناءه وتسميته كان تشبيهاً وتصويراً لما ورد في القرآن الكريم: ﴿فضرب بينهم بسور له باب باطنه فيه الرحمة وظاهره من قبله العذاب﴾، فإن الوادي الذي وراءه يعرف بوادي جهنم ، ويعرف ايضاً بالباب الذهبي، وبناؤه يعود على الأرجح إلى الفترة الأموية؛ في عهد عبد الملك بن مروان، وغالب الظن أن إغلاق الباب تم على يد السلطان صلاح الدين الأيوبي ، بعد تحرير القدس في583 هـ /1187م، بهدف حماية المدينة والمسجد من أي غزو محتمل، واستخدم المبنى الواقع داخل الباب من جهة المسجد الأقصى المبارك قاعة للصّلاة والذّكر والدّعاء، كما عمرت هذا الباب وقاعته لجنة التراث الإسلامي.

### الأبواب المغلقة

#### الباب المنفرد

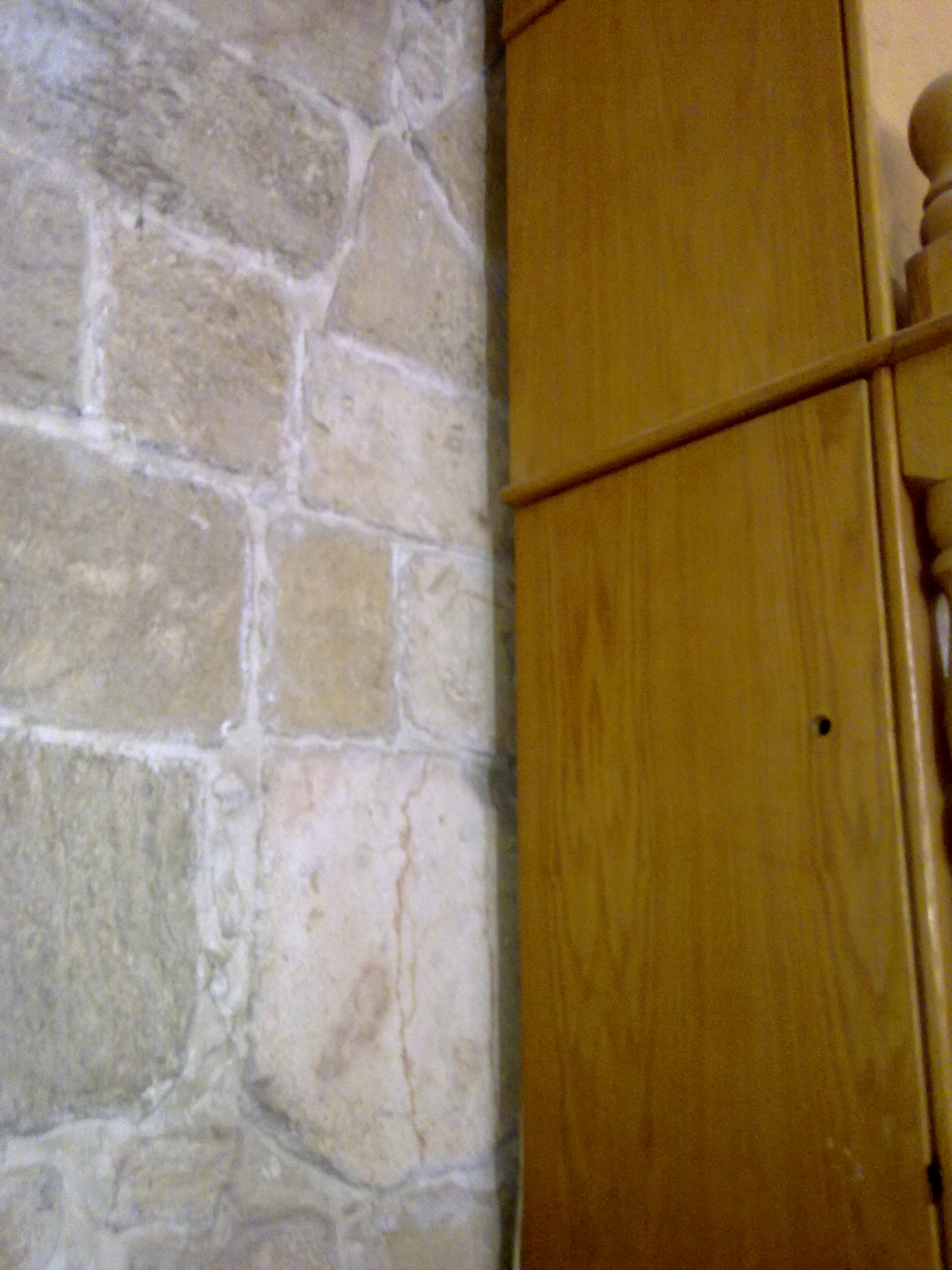
باب المنفرد

الباب المنفرد هو أحد المداخل الجنوبية المغلقة في الجزء الجنوبي الشرقي من سور مدينة القدس والمسجد الأقصى المبارك، وقد أغلق بطريقة متقنة للغاية حتى لا يظهر للباب أي أثر من داخل أسوار المسجد، وقد سمي بباب الوحيد المفرد والمغلق الذي يظهر للعيان، وقد اشتهر عند المؤرخين العرب باسم باب العين لأنه يؤدي إلى عين سلوان.

#### الباب الثلاثي

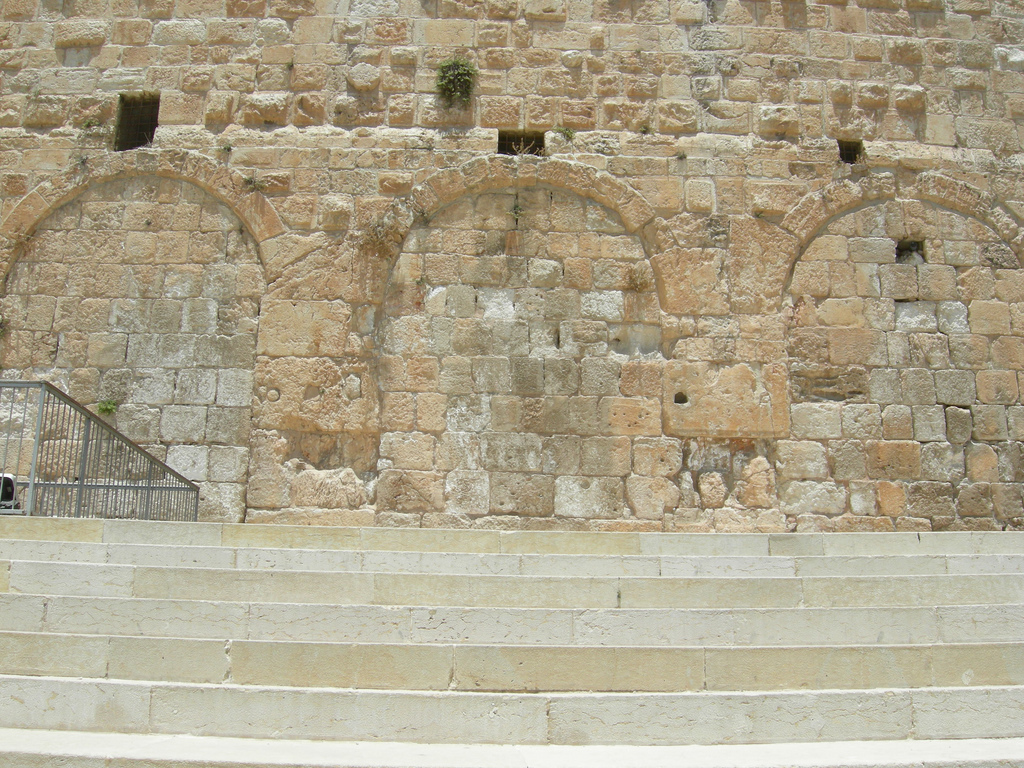
باب الثلاثي

وهو إحدى أبواب المسجد المغلقة، وهو عبارة عن ثلاث بوابات متجاورة تقع في الجدار الجنوبي من سور المسجد الأقصى على بعد 50 متراً من البوابة المفردة، و80 متراً من البوابة المزدوجة. وهذه البوابات شامخة العلو بجوار بعضها البعض، اتساع كلٍ منها 13 قدماً، وقد اشتهرت عند المؤرخين والكتّاب العرب باسم بوابات محراب مريم أو باب محراب مريم، وهذا الباب قديم العهد يعود إلى عصر أدريانوس باني القدس سنة 135م، وهو مغلق منذ أوائل القرن التاسع عشر ميلادي.

#### الباب المزدوج

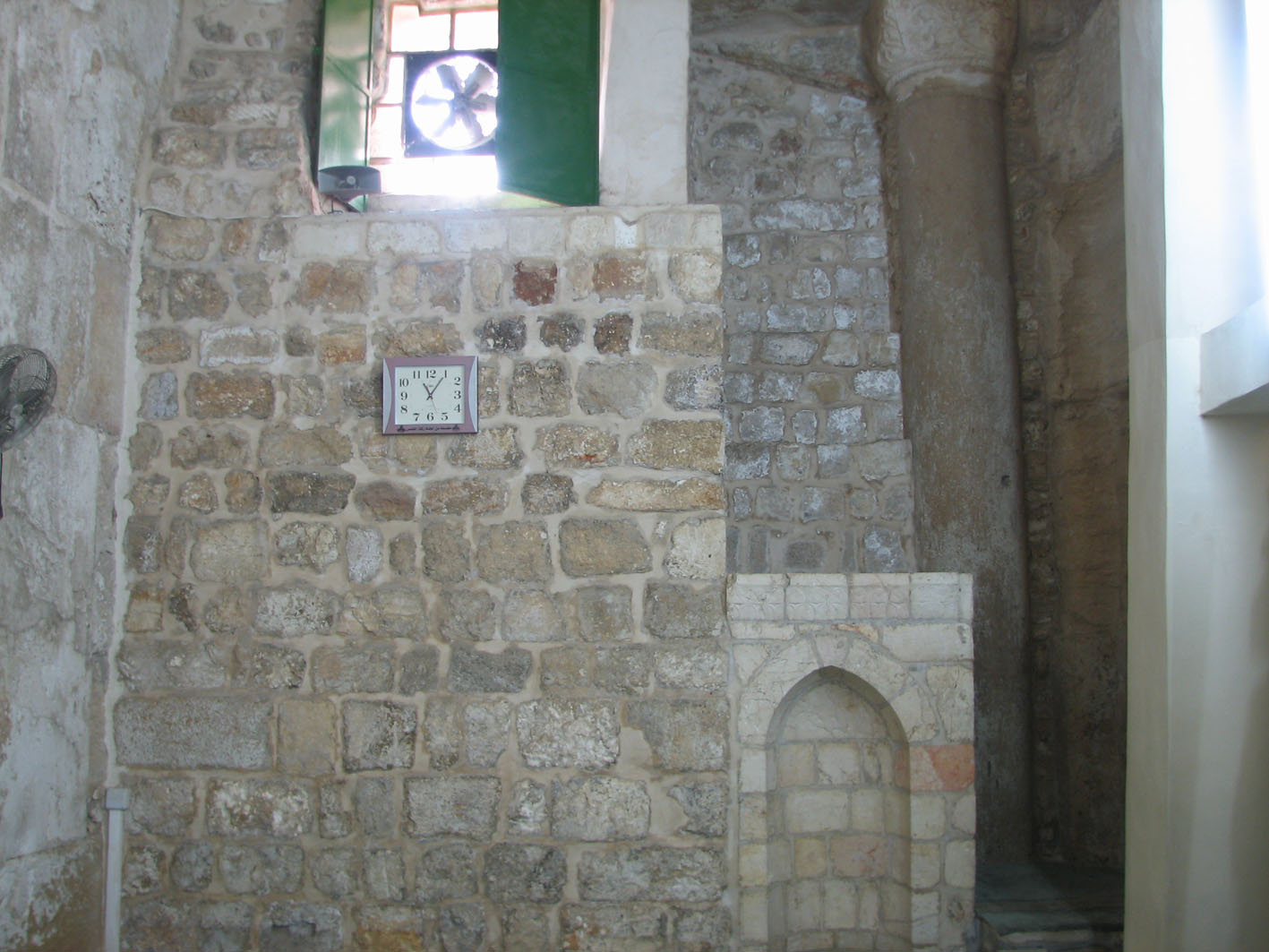
الباب المزدوج من الداخل

الباب المزدوج هو إحدى أبواب المسجد المغلقة، وهو باب بمدخلين مزدوجين مغلقين، يقع في الجهة الجنوبية من سور الجامع الأقصى خلف منبر الإمام تماماً حيث يؤدي إلى أسفل الجامع الأقصى عبر ممداخل مائلة، ويبعد عن الباب الثلاثي مسافة 80 متراً. وهو باب قديم جداً يعود تاريخه إلى البيزنطيين، ومن أسماء هذا الباب: بوابة خلدة، بوابة الأقصى القديمة، وبوابة النبي.

#### الباب الذهبي (باب الرحمة والتوبة)

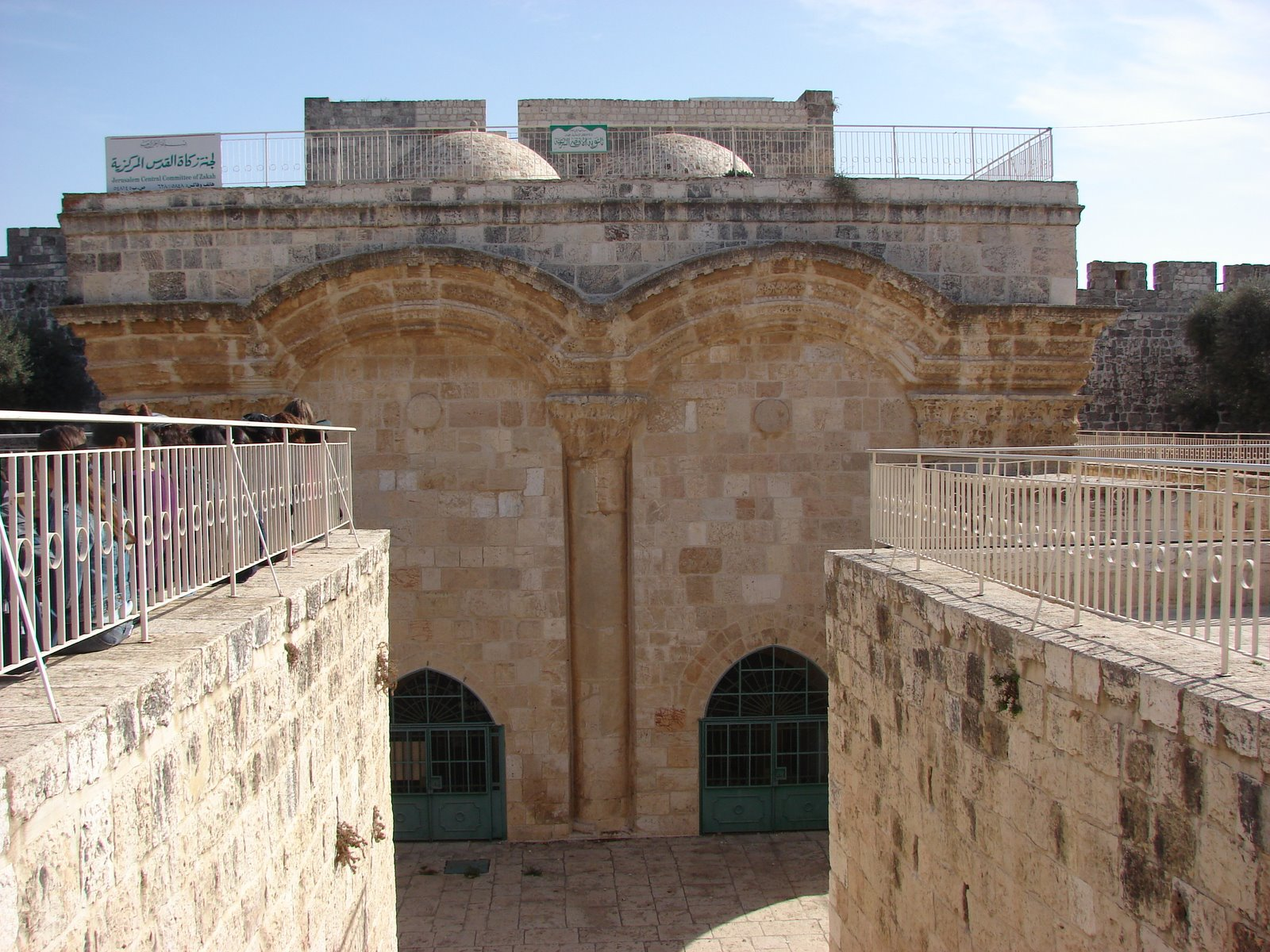
الباب الذهبي المعروف أيضا بباب الرحمة

الباب الذهبي ويقال له: (باب الرحمة والتوبة)، هو إحد أبواب المسجد المغلقة، ويكاد أن يكون الباب الوحيد في الجهة الشرقية الشمالية للسور لولا وجود باب صغير يسمى باب الجنائز، وهناك من يرى ان الباب الذهبي أسس قبل الفتح الإسلامي للمدينة، إلا أنه لم يبق من ذلك البناء سوى الموقع، وربما لمسات من التصميم العام، وقد أعيد بناؤه مرات عديدة بعد ذلك، منها ما كان بعد جلاء الفرس عن القدس ودخول الإمبراطور هرقل، وأما البناء الأخير فقد تم في العصر الأموي، والباب الذهبي في حقيقة الأمر مكون من بابين الرحمة والتوبة، أما اغلاقهما فيرجح أنهما أغلقا في عهد صلاح الدين الأيوبي بعد إخراجه الصليبيين من القدس، وذلك لأسباب أمنية، وهناك من يقول أنهما أغلقا بأمر الخليفة عمر بن الخطاب للأسباب نفسها، ومهما يكن فان الحصيلة هي أن هذه الابواب مغلقة منذ زمن ولم تفتح إلى يومنا هذا. أما اسم الباب الذهبي فقد أطلقه عليه المسيحيون لاعتقادهم أن السيد المسيح سيمر من خلاله عند رجوعه، وهم يؤمنون بأنه كان قد دخل منه فعلاً في أحد الشعانين.

#### باب الجنائز

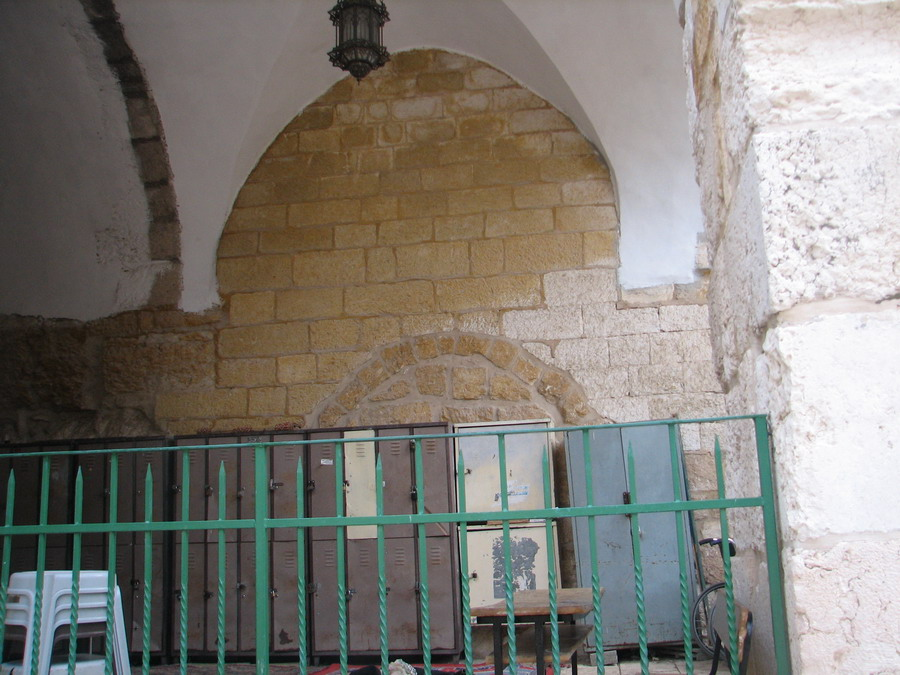
باب الجنائز

باب الجنائز هو إحد أبواب المسجد المغلقة، يقع في السور الشرقي للمسجد الأقصى المبارك يؤدي إلى المقبرة المجاورة بعد الصلاة عليها في المسجد الأقصى، وهو باب صغير لا يستخدم حاليا. تظهر آثاره من خلف الخزائن الحديدية التي يستعملها حراس باب الأسباط في المكان، لكن المرجح أنه كان يقع جنوبي باب الرحمة. وعلى أي حال، فيحتمل أن يكون قد وجد في التاريخ بابان بهذا الاسم، حيث يمكن أن يكون الباب قديماً كان جنوب باب الرحمة، ومن ثم تحول في فترات متأخرة (على الأصح الفترة العثمانية) إلى قرب باب الأسباط.
كان هذا الباب يستخدم لإخراج الجنائز من المسجد الأقصى المبارك إلى مقبرة الرحمة المحاذية للسور الشرقي للمسجد الأقصى المبارك، وأغلق على الأرجح بأمر من السلطان صلاح الدين الأيوبي بعد تحرير القدس في 583هـ - 1187م لحماية المسجد والمدينة من أي غزو محتمل.

## الأروقة

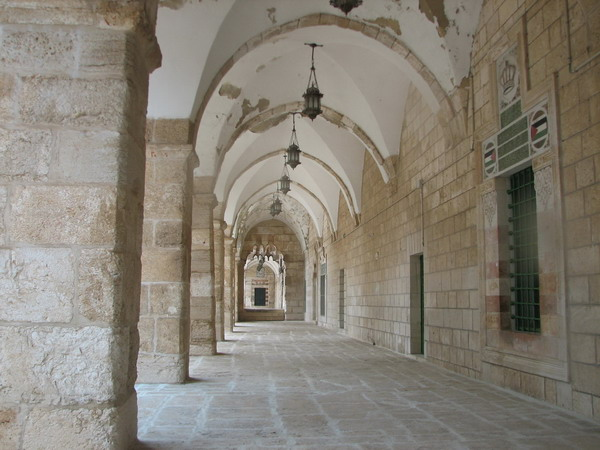
الرواق الغربي

يحتوي المسجد الأقصى على رواقان يمتدان من جهته الشمالية والغربية وهما

### الرواق الغربي
الرواق الغربي هو ممر مسقوف يتكون من 55 عقدا، ويمتد بطول الواجهة الغربية للمسجد الأقصى، بنى على عدة مراحل في العهد المملوكي، وتحديدا ما بين عامي 1307 و1336م بهدف تسهيل المرور بين كافة المعالم الموجودة في المنطقة الغربية للمسجد المبارك.

### الرواق الشمالي

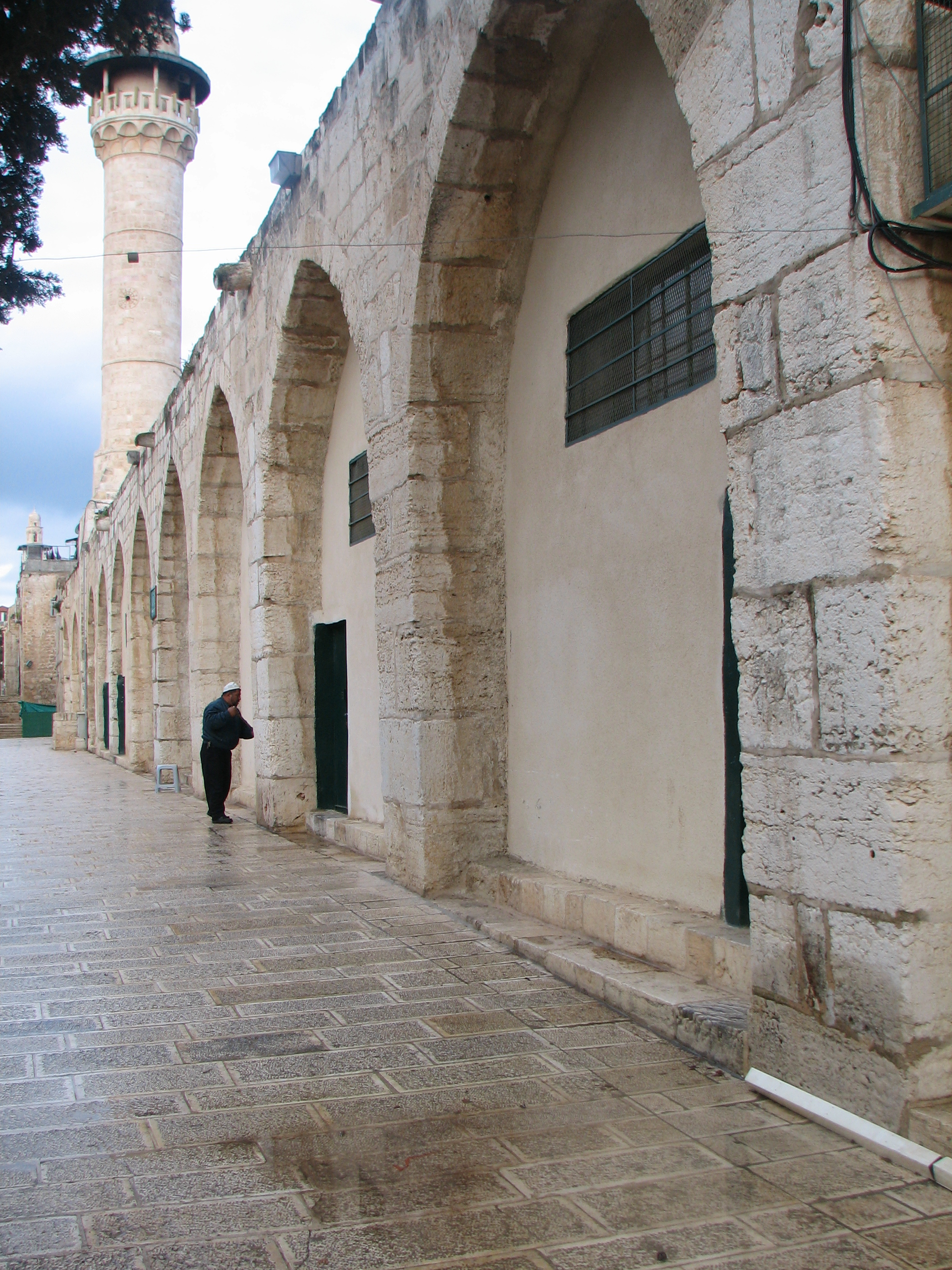
الرواق الشمالي

الرواق الشمالي هو ممر مسقوف بطول الواجهة الشمالية للمسجد الأقصى ، وقد بني على عدة مراحل في العهدين الأيوبي والمملوكي، وتحديدا ما بين عامي 1213 و1367م، بهدف تسهيل المرور بين كافة المعالم الموجودة في المنطقة الشمالية للمسجد.
واليوم يتكون الرواق من عدة مدارس، ولم يتبق أي جزء منه.

## المدارس
تتميز بيوت العبادة في الإسلام بكونها دور عبادة وعلم في آنٍ واحد، حيث نجد أن الكثير من المساجد تعتبر جامعا وجامعة في آن واحد. ولذا حرص المسلمون منذ العصور الإسلامية المبكرة على إقامة المدارس في المسجد الأقصى المبارك، ووقفها على الشيوخ والطلاب الذين يرابطون في هذا الموضع الشريف طلبا للعلم والثواب. وتنتشر مدارس المسجد الأقصى المبارك في الرواقين الشمالي والغربي للمسجد، وبعضها يمتد خارج سور المسجد المبارك ملاصقا له، وكلها تعتبر جزءا لا يتجزأ من الأقصى الشريف، ونذكر منها 

### مدارس ورياض الأقصى الإسلامية
هي إحدى مدارس المسجد الأقصى، وتقع هذه المدارس داخل الرواق الشمالي للمسجد الأقصى المبارك، بين بابي حطة وفيصل. أنشئت في مطلع الثمانينات من القرن العشرين. ولها فروع عديدة بعضها خارج المسجد الأقصى المبارك.

### المدرسة البكرية/الدوادارية
هي إحدى مدارس المسجد الأقصى، وتقع على الحد الشمالي للمسجد الأقصى المبارك من الخارج إلى الشمال من مدارس ورياض الأقصى الإسلامية، وهي مدرسة كبيرة من مدارس البلدة القديمة، وتمتد غربا حتى المدرسة العمرية، وكانت تعرف حتى أواسط القرن العشرين باسم «المدرسة الدوادارية»، نسبة لبانيها الأمير علم الدين سنجر الدوادار، سنة 695هـ -1295م.
وقد ظلت المدرسة البكرية تستعمل كمدرسة أكاديمية ابتدائية حتى مجيء الاحتلال الصهيوني حيث حول الجزء الأكبر منها إلى مدرسة للمعاقين تخضع لإدارة دائرة المعارف التابعة لبلدية القدس المحتلة منذ عام 1967م.

### ثانوية الأقصى الشرعية
هي إحدى مدارس المسجد الأقصى، وتقع داخل الرواق الشمالي للمسجد الأقصى المبارك، غلب عليها هذا الاسم لأنها كانت عند إنشائها في مطلع الثمانينيات من القرن العشرين ثانوية محضة، واليوم هي عبارة عن مدرسة إعدادية وثانوية لطلبة الفرع الشرعي من الذكور.

### المدرسة الغادرية

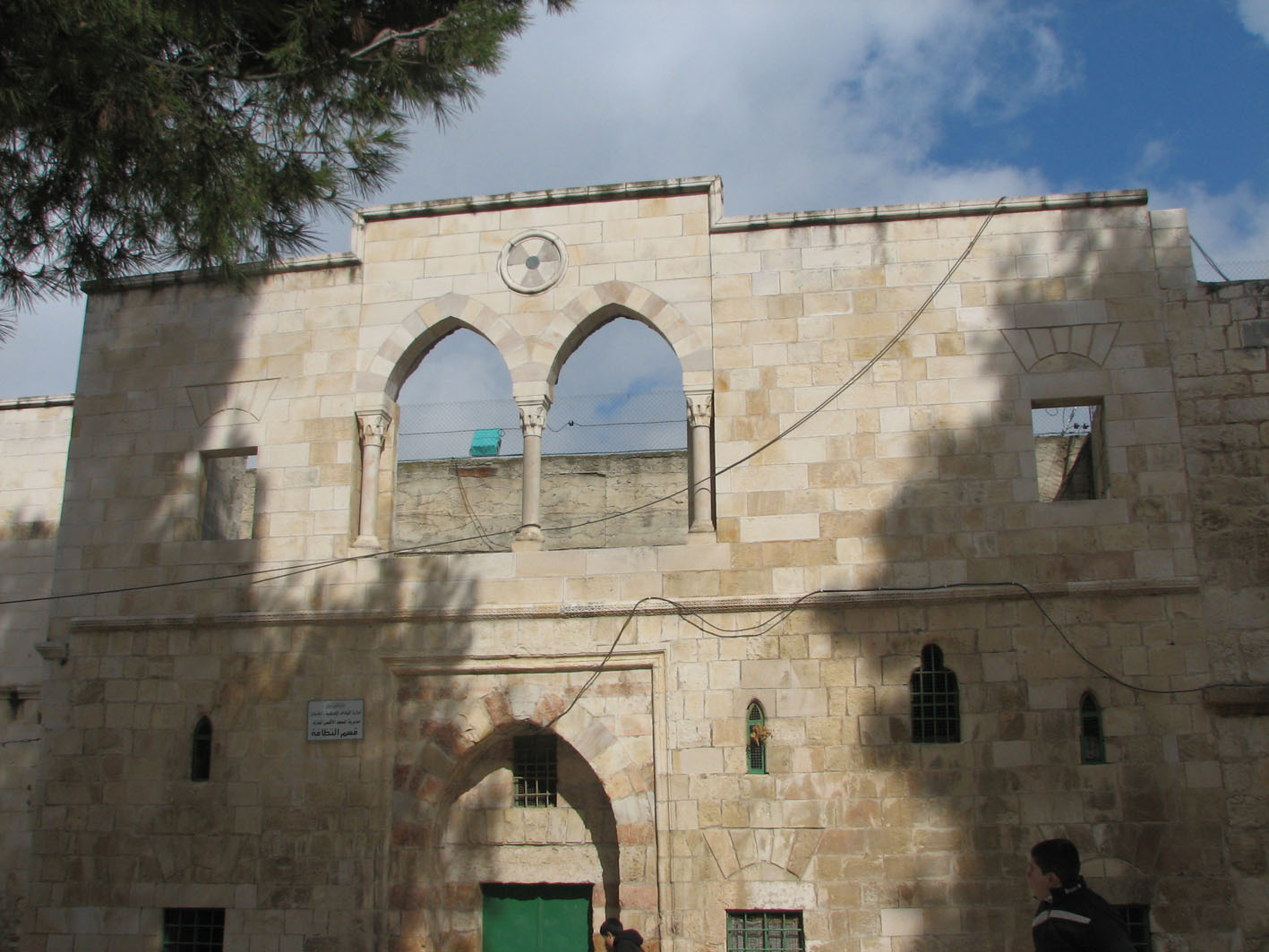
المدرسة الغادرية

هي إحدى مدارس المسجد الأقصى، وتقع داخل الرواق الشمالي للمسجد الأقصى المبارك. يعود تاريخ تشييدها إلى عهد السلطان المملوكي برسباي عام 1432م على يد مصر خاتون زوجة الأمير ناصر الدين بن دلغادر، ومنه جاءت تسميتها.
تم تجديدها من قبل دائرة الأوقاف الإسلامية، لكن سلطات الاحتلال منعت تتمة السقف، ولا زالت بلا سقف حتى اليوم.
والحقيقة أن هذا هو حال معظم مدارس الأقصى اليوم، التي أهملت بسبب مزاعم الصهاينة أنها تحوي آثارا يهودية، مما أدى إلى إهمال الكثير من المدارس القديمة وإغلاقها، أو تأجيرها للسكنى.

### المدرسة الباسطية

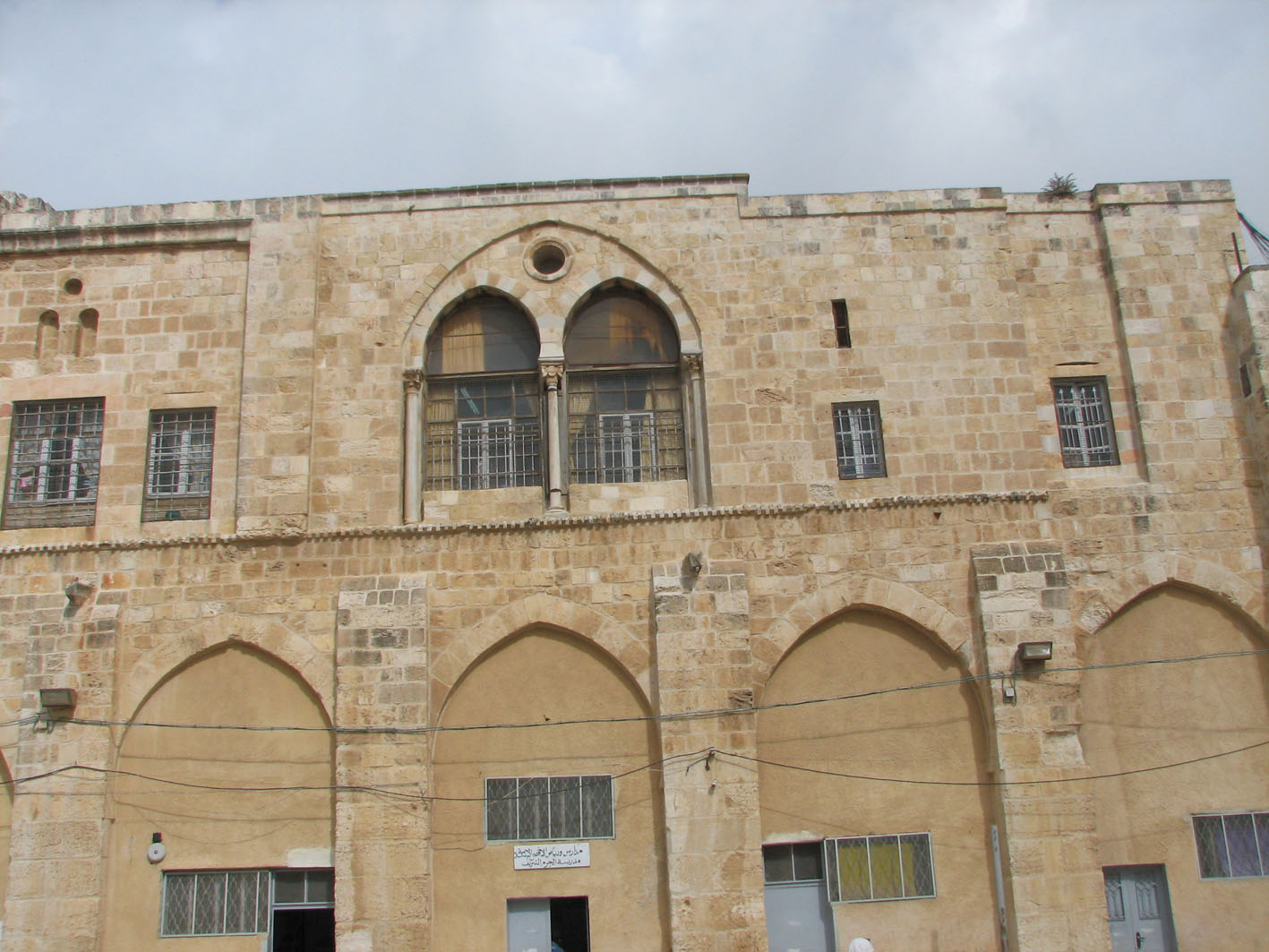
المدرسة الباسطية

المدرسة الباسطية هي إحدى مدارس المسجد الأقصى، وتقع فوق مدارس ورياض الأقصى الإسلامية الواقعة داخل الرواق الشمالي للمسجد الأقصى المبارك بين بابي حطة والعتم. ويعتبر شمس الدين محمد الهروي شيخ الصلاحية وناظر الحرمين في العهد المملوكي أول من بدأ بتشييدها، ولكن أدركته المنية قبل عمارتها، فعمرها القاضي زين الدين عبد الباسط بن خليل الدمشقي، سنة 835هـ -1431م، وحملت المدرسة اسمه.
وقد كانت المدرسة الباسطية مدرسة عظيمة اشتهرت في أرجاء العالم الإسلامي، حيث تخرج منها العديد من العلماء ودرس فيها العديد من الحفاظ ورواة الحديث والأطباء وعلماء الفلك والرياضيات. وهي اليوم عبارة عن قسمين: واحد مأهول بجماعة من آل جار الله، والآخر يستعمل مقرا للمدرسة البكرية.

### المدرسة الأمينية

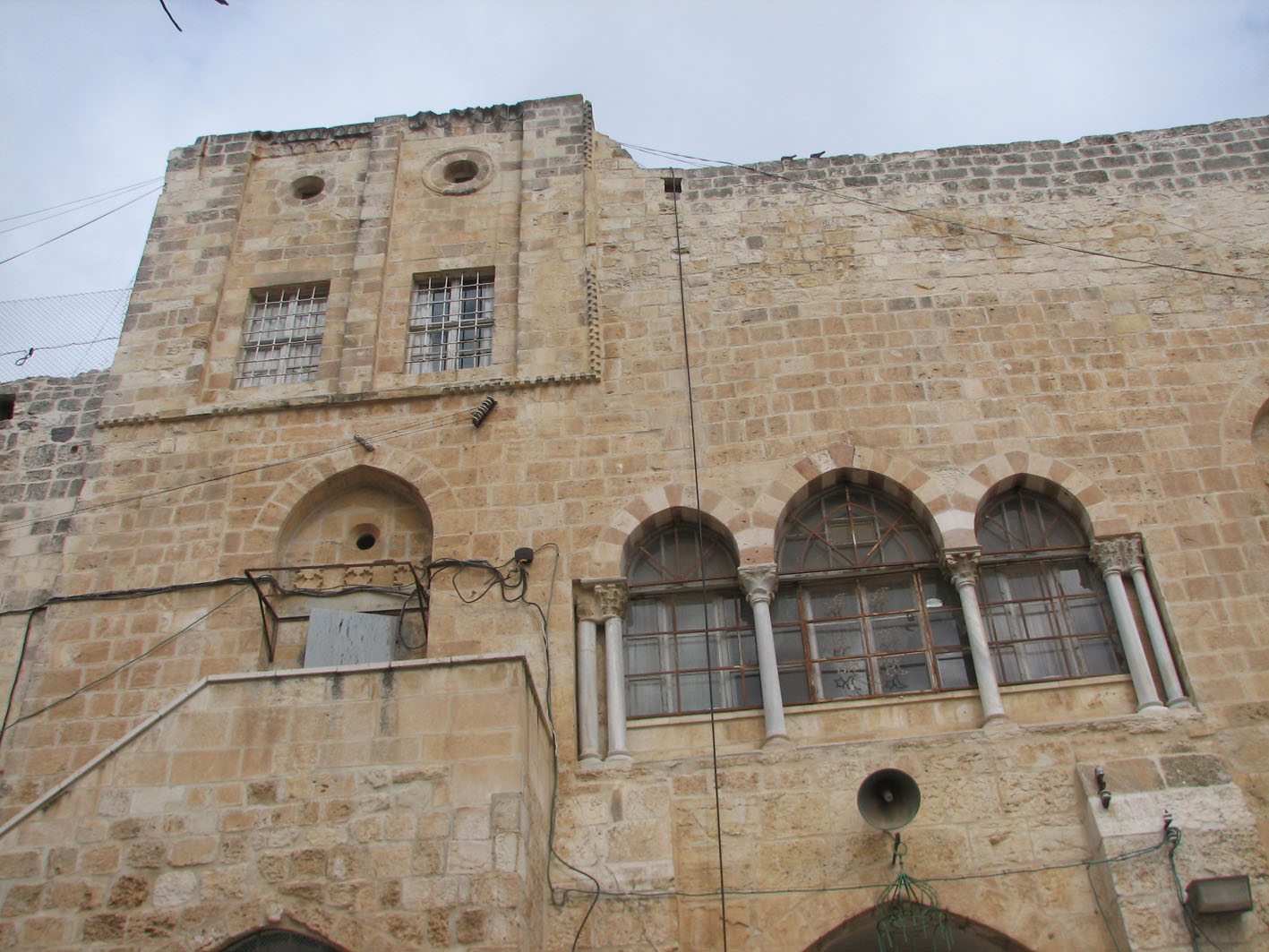
المدرسة الأمينية

هي إحدى مدارس المسجد الأقصى، وتقع غربي باب العتم في السور الشمالي للمسجد الأقصى، ويحدها من الشرق الطريق الداخل إلى باب العتم، ومن الشمال طريق المجاهدين، ومن الغرب المدرسة الفارسية، ومن الجنوب ساحة المسجد الأقصى المبارك. وهي مؤلفة من أربعة طوابق. وتسمى أيضا دار الإمام نسبة إلى (أئمة المسجد الاقصى)، حيث درّس فيها أئمة المسجد الاقصى على مر العصور، واتخذت دارا لسكناهم 
ويعود تاريخ تشييدها إلى عام 730هـ -1329م في العهد المملوكي على يد الوزير أمين الدين عبد الله بن غانم، الذي كان أحد المسؤولين في جيش الناصر محمد بن قلاوون ويعرف بأمين الملك، فعرفت باسمه، وقد جرى ترميمها في العهد العثماني.
وتعتبر هذه المدرسة من أجمل المدارس المطلة على ساحات المسجد الأقصى . ومن أهمها

### المدرسة الملكية

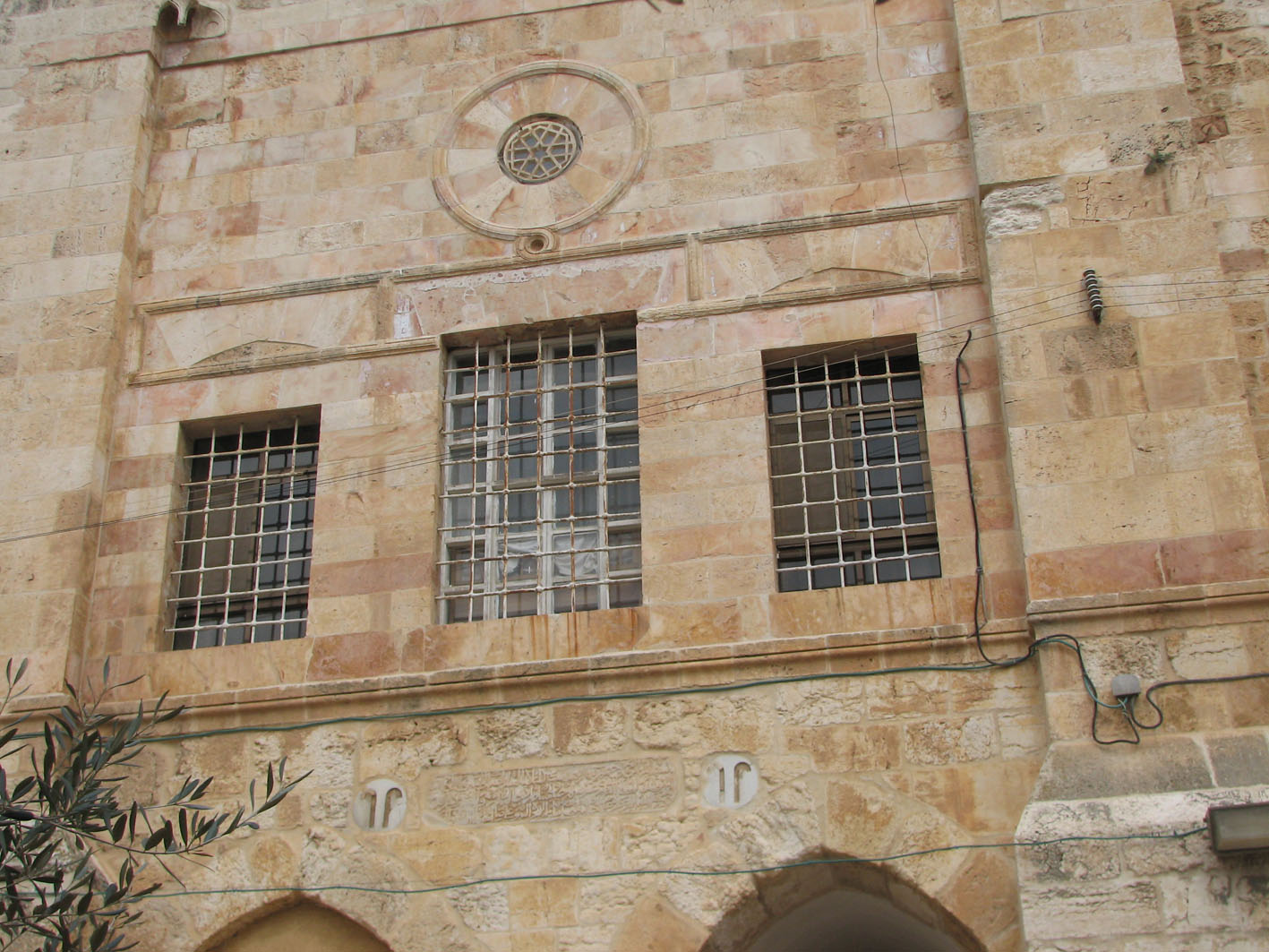
المدرسة الملكية

المدرسة الملكية هي إحدى مدارس المسجد الأقصى، وتقع في الرواق الشمالي للمسجد الأقصى المبارك بين المدرسة الفارسية شرقا، والمدرسة الأسعردية غربا، ومدخلها مشترك مع الأسعردية. ويعود تاريخ تشييدها إلى عام 741هـ - 1340م، في عهد السلطان المملوكي الناصر محمد بن قلاوون، وأوقفها الحاج آل الملك الجوكندار، بعد بنائها بأربع سنوات. والمدرسة تحمل معظم العناصر المعمارية المميزة للعهد المملوكي، وخاصة تبادل ألوان الحجارة التي بنيت بها بين الأحمر والأبيض.
والمدرسة عبارة عن طابقين، مأهولة حاليا على سبيل السكنى من قبل عائلة الدجاني، إذ استأجروها من دائرة الأوقاف الإسلامية.

### المدرسة الأسعردية

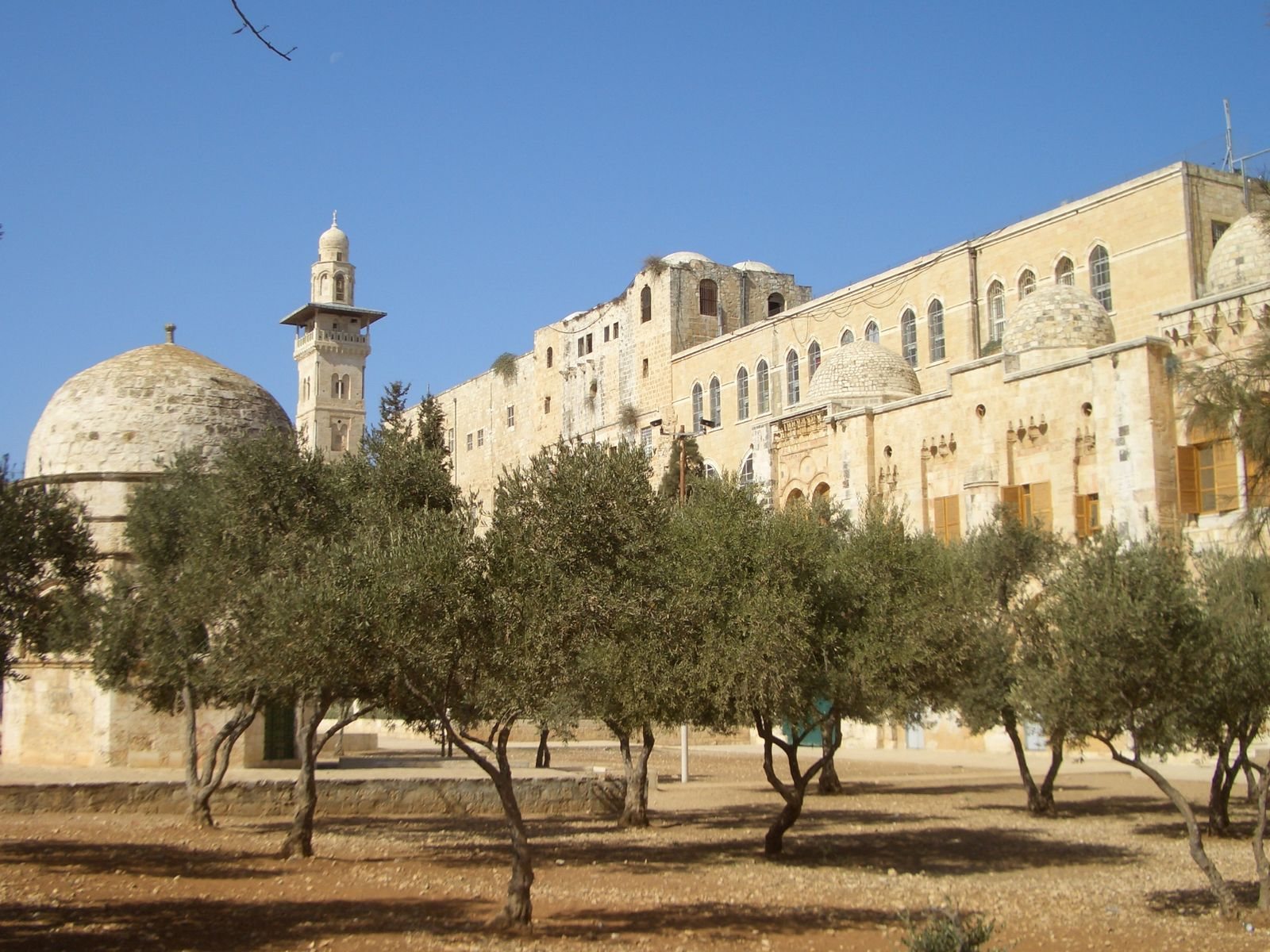
المدرسة الأسعردية

هي إحدى مدارس المسجد الأقصى، وتقع داخل الرواق الشمالي للمسجد الأقصى، أوقفها التاجر مجد الدين الأسعردي عام 770هـ - 1368م، فعرفت باسمه.
وهذه المدرسة واسعة تتكون من طابقين يتوسطهما صحن مكشوف مربع الشكل، ويحيط بالصحن عدد من الخلاوي الصغيرة ذات المداخل المعقودة. تتميز بوجود ثلاث قباب فوقها من جهاتها الشرقية والوسطى والغربية،
وقد قام المجلس الإسلامي الأعلى في عهد الاحتلال البريطاني بترميمها، ونقل إليها دار كتب المسجد الأقصى قبل أن تتحول إلى دار لسكنى آل البيطار حاليا.

### المدرسة المنجكية

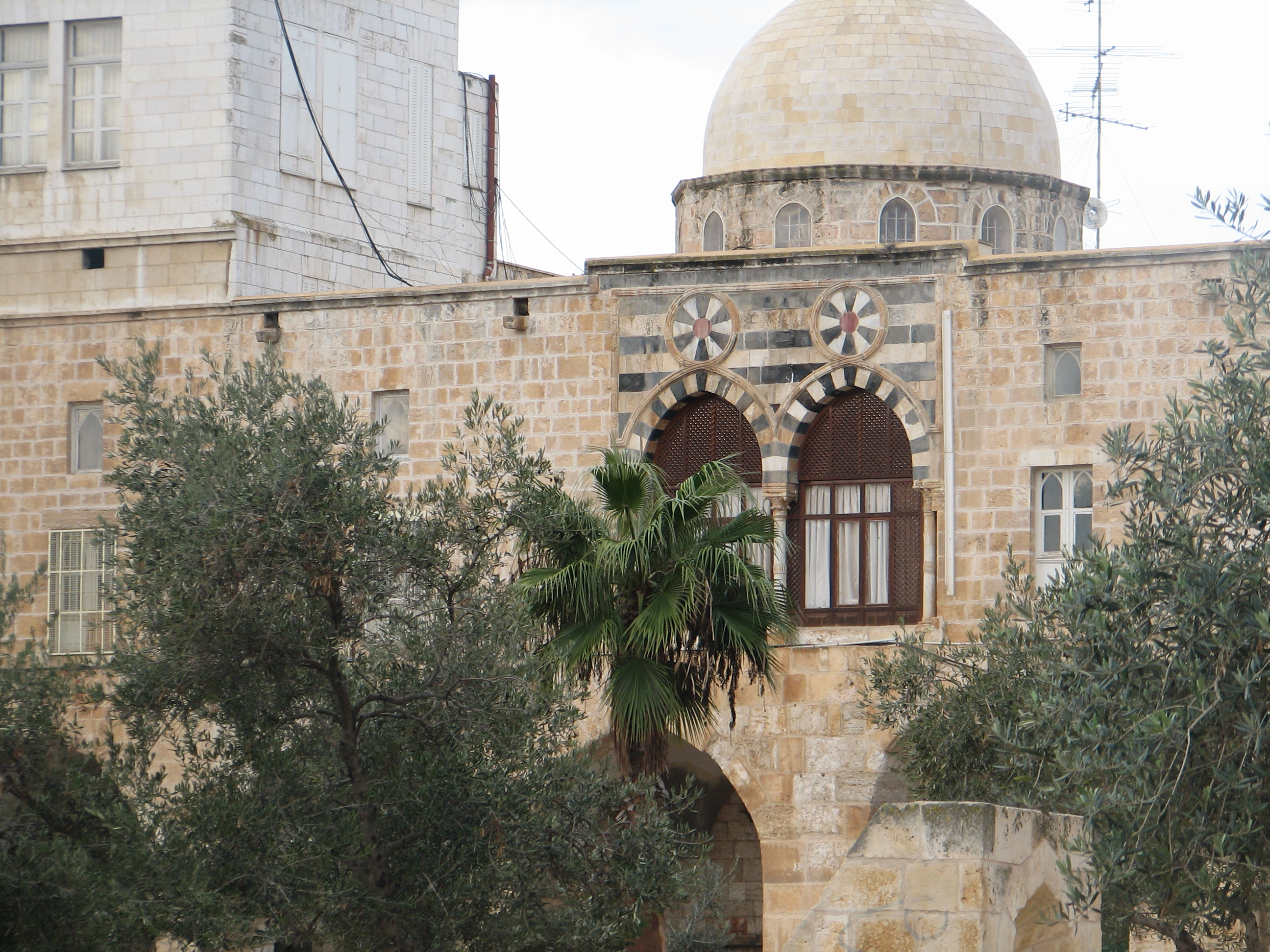
المدرسة المنجكية

المدرسة المنجكية هي إحدى مدارس المسجد الأقصى، وتقع فوق باب الناظر في الرواق الغربي للمسجد الأقصى المبارك، ويقع فوقها قبة، ويعود تاريخ تشييدها إلى العهد المملوكي في عام 763هـ - 1361م على يد الأمير يوسف الدين منجك. وهي عبارة عن طابقين يصعد إليهما بدرجات.
والمدرسة تستخدم اليوم كمقر لدائرة الأوقاف الإسلامية العامة بالقدس، التابعة لوزارة الأوقاف الأردنية، والمكلفة إدارة شئون المسجد الأقصى المبارك.

### المدرسة العثمانية

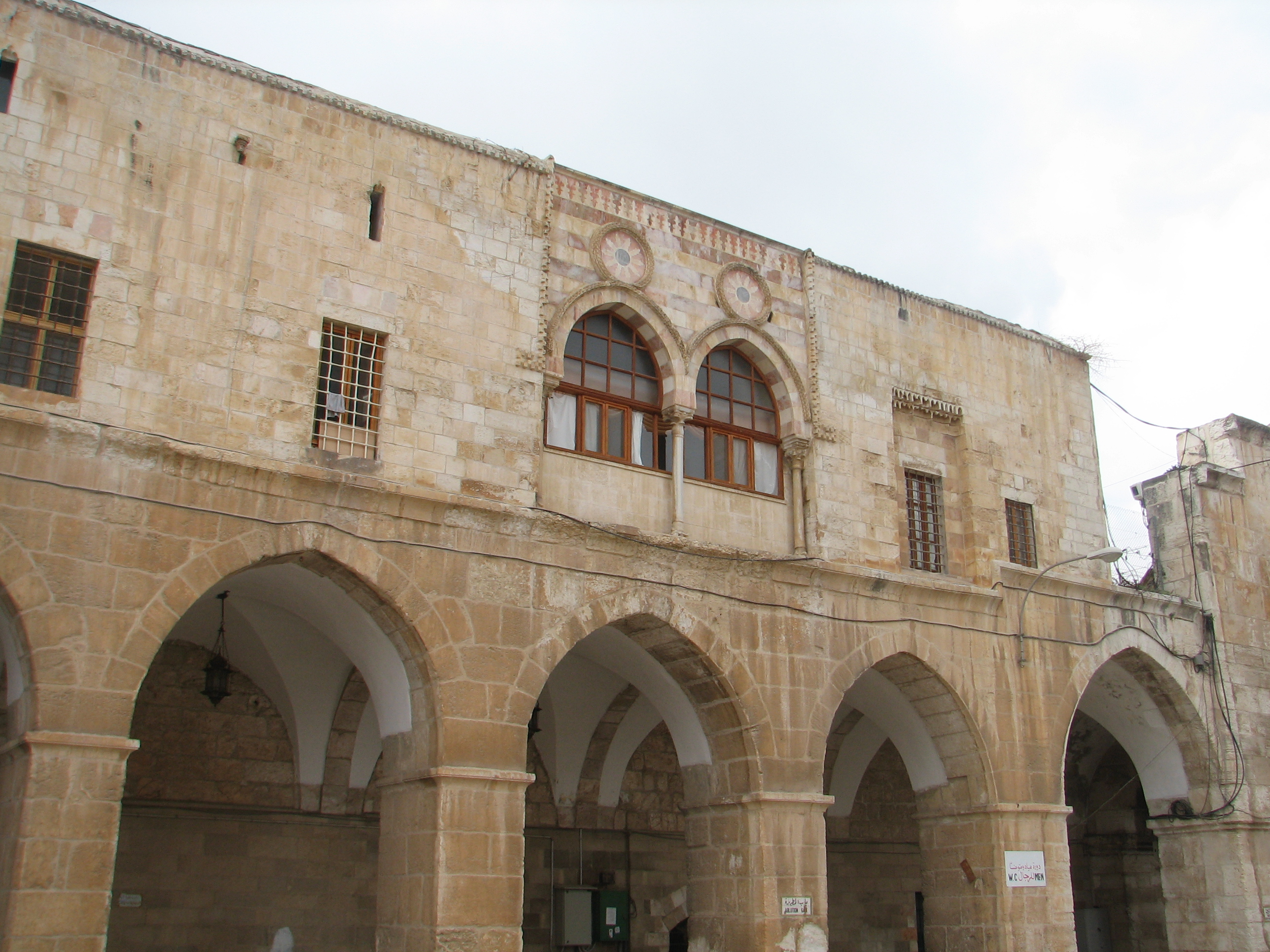
المدرسة العثمانية

هي إحدى مدارس المسجد الأقصى، وتقع على السور الغربي للمسجد الأقصى المبارك جنوبي باب المطهرة، أوقفتها أصفهان شاه خاتون بنت محمود العثمانية سنة 840هـ-1437م، في عهد السلطان الأشرف برسباي.
والمدرسة العثمانية عبارة عن طابقين جلهما خارج المسجد الأقصى، ومسجد المدرسة بمستوى ساحات المسجد الأقصى ويطل عليها، وقد استولى عليه اليهود وأغلقوا شباكه بالحجارة. أما المدرسة فتستخدم حاليا لسكنى العائلات المسلمة.

### المدرسة الأشرفية
هي إحدى مدارس المسجد الأقصى، وتقع في الجهة الغربية من المسجد الأقصى المبارك، بين المدرسة العثمانية شمالا ومئذنة باب السلسلة جنوبا. وتسمى أيضا السلطانية، ويعود تاريخ تشييدها إلى العهد المملوكي عام 875هـ -1470م، على يد الأمير حسن الظاهري لكن البناء لم يعجب السلطان الأشرف قايتباي عندما رآه أثناء زيارته للقدس، فأمر بهدمها، وأعيد بناءها عام 885/884هـ - 1480/1479م.

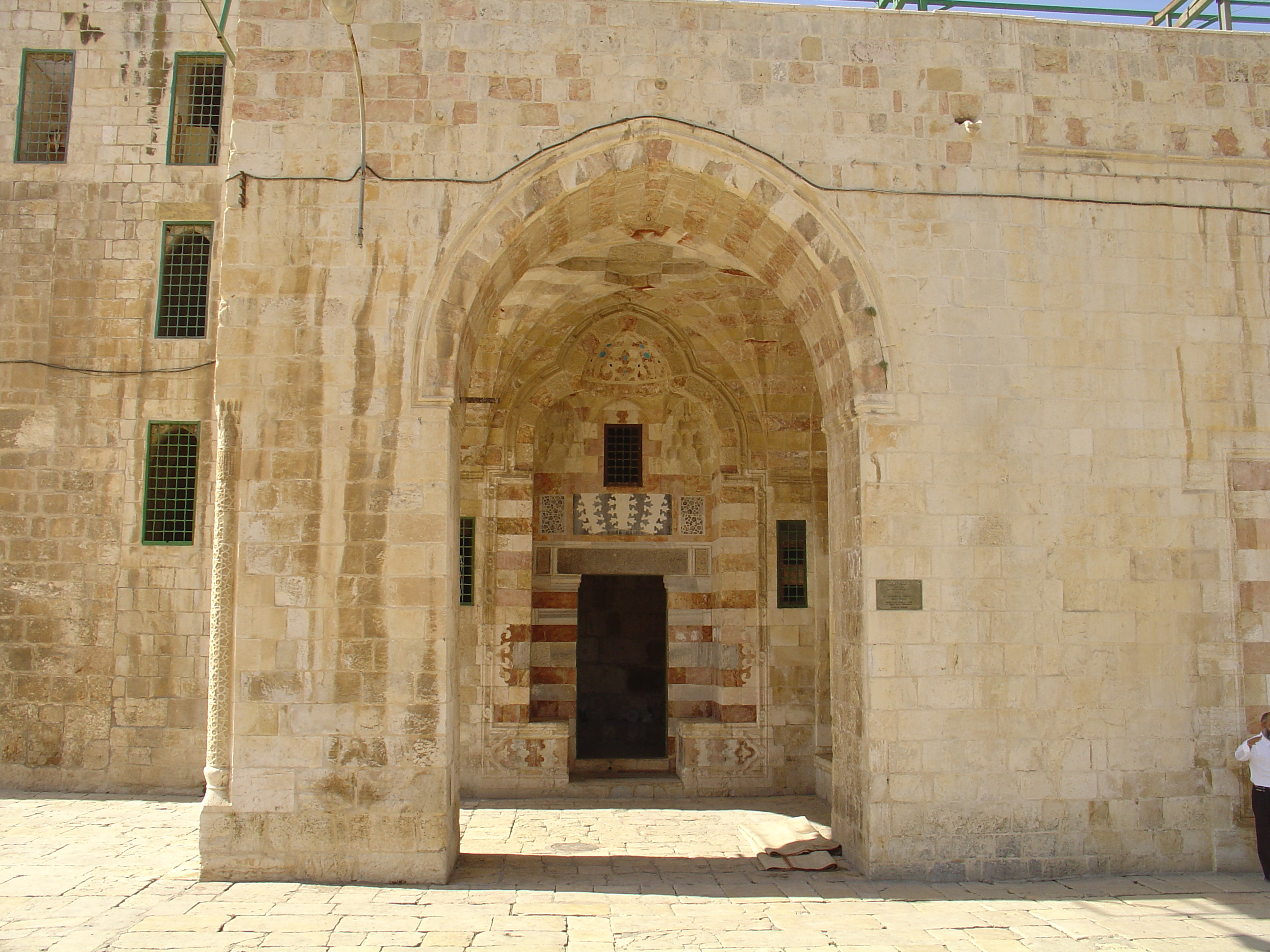
المدرسة الأشرفية

والمدرسة تنقسم إلى قسمين: حيث يقع القسم الأول داخل المسجد الأقصى المبارك، والآخر خارجه، والذي داخله عبارة عن طابقين: الأول كان مصلى الحنابلة في المسجد الأقصى المبارك في أصله، ويستخدم جزء منه الآن كمقر لقسم المخطوطات التابع لمكتبة المسجد الأقصى المبارك ومقرها الرئيسي في جامع النساء، والجزء الأكبر منه هو مقر ثانوية الأقصى الشرعية للبنات، وفيه أيضا قبر الشيخ الخليلي، وبعض الأجزاء الصغيرة التي تستخدم دوراً للسكن.
أما الطابق الثاني، فمتهدم السقف، وهو مسجد المدرسة. ويرجع انهدام هذا الجزء لزلزال وقع في عام 1346هـ - 1927م.

ومبنى المدرسة جميل البناء، حيث اشتملت عناصره على صفوف الحجارة المشهرة الملونة باللونين الأحمر والأبيض، وامتازت بغناها بالعناصر المعمارية والزخرفية. وصفها مجير الدين الحنبلي بأنها

### المدرسة التنكزية

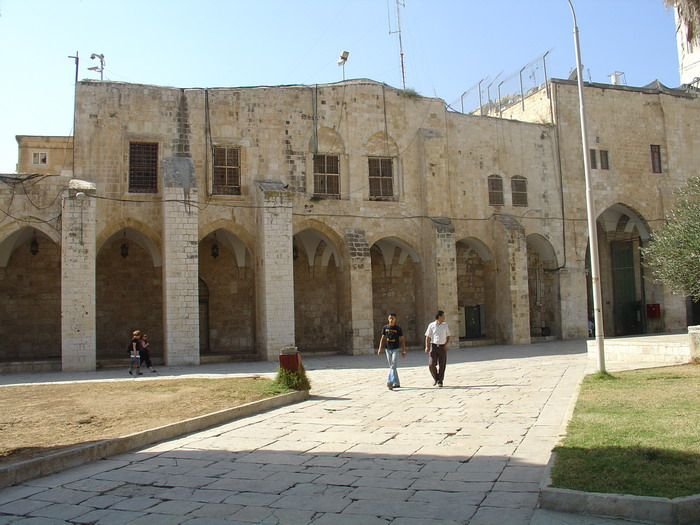
المدرسة التنكزية

هي إحدى مدارس المسجد الأقصى، وتقع بين باب السلسلة شمالا وحائط البراق المحتل جنوبا، ويقع جزء منها داخل الرواق الغربي للمسجد الأقصى.
ويعود تاريخ تشييدها إلى العهد المملوكي عام 729هـ -1328م على يد نائب الشام الأمير سيف الدين تنكز، ونسبت إليه.
وقد كانت مدرسة عظيمة وداراً للحديث، وفي عهد السلطان المملوكي قايتباي، اتخذت مقراً للقضاء والحكم. وفي العهد العثماني، تحولت المدرسة إلى محكمة شرعية، ومن هنا صارت تعرف باسم المحكمة، وبقيت كذلك حتى أوائل عهد الانتداب البريطاني، فاتخذها المجلس الإسلامي الأعلى دارا للسكنى، ثم عادت بعد ذلك مدرسة لتعليم الفقه الإسلامي.
وفي عام 1389هـ -1969م، صادرتها سلطات الاحتلال الصهيوني، ثم حولتها إلى موقع عسكري لما يعرف بحرس الحدود، حيث يشرفون منها على المسجد الأقصى، ويتدخلون لملاحقة المصلين عند اندلاع المظاهرات المنددة بالاحتلال.

### المدرسة العمرية (المحدثية- الصبيبية- الجاولية)
هي إحدى مدارس المسجد الأقصى، وتطل على الحد الشمالي الغربي للمسجد الأقصى المبارك، وتعتبر جزءا منه. وهي مدرسة تاريخية كبيرة وواسعة تبلغ مساحتها 4 دونمات، وتتكون من ثلاثة مدارس مملوكية سابقة:
- المحدثية
- الصبيبية
- الجاولية

بالإضافة إلى عدد من الغرف والزوايا المختلفة التي كانت قائمة في عهود سابقة. وكانت المدرستان الأخيرتان قد استعملتا سكنا لنواب القدس، ومقرا للحكم العثماني، ثم مدرسة باسم روضة المعارف، ثم مقرا لشرطة الاحتلال البريطاني، ثم اتخذها المجاهدون مقراً للجهاد المقدس، ثم مقرا لقائد القدس الأردني، ثم مدرسة.
وقد استولى عليها الصهاينة عام 1967م بعد احتلال القدس والمسجد الأقصى.

## البوائك
البوائك وتسمى أيضا القناطر والموازين، وهي عبارة عن أعمدة تربطها عقود، وتقع أعلى الدرجات الحجرية التي تقود إلى صحن الصخرة المشرفة التي تقع في قلب المسجد الأقصى المبارك. وقد أنشئت هذه البوائك لأغراض جمالية، فوق الدرجات التي تقود إلى صحن الصخرة والتي تسهل أيضا انتقال المصلين بين مختلف جهات المسجد الأقصى دون الحاجة إلى الالتفاف حول الصحن.
ويعود تاريخ تشييدها إلى بداية العهد الإسلامي للأقصى خاصة العهد المملوكي الذي يعتبر من أزهى العهود التي مرت بالأقصى المبارك، وجددت في العهد العثماني. وهي 8 بوائك

### البائكة الشمالية
هي إحدى بوائك الأقصى، وتقع في منتصف الركن الشمالي لصحن الصخرة، ويعود تاريخ تشييدها إلى العهد المملوكي عام 721هـ - 1321م، ويبلغ ارتفاعها 7.5 أمتار.
وهي عبارة عن ركبتين عظيمتين في الأطراف، وعمودين أسطوانيين في الوسط، وسلمها الحجري يقوم على مرحلة واحدة وهو من تسع درجات.

### البائكة الشمالية الغربية

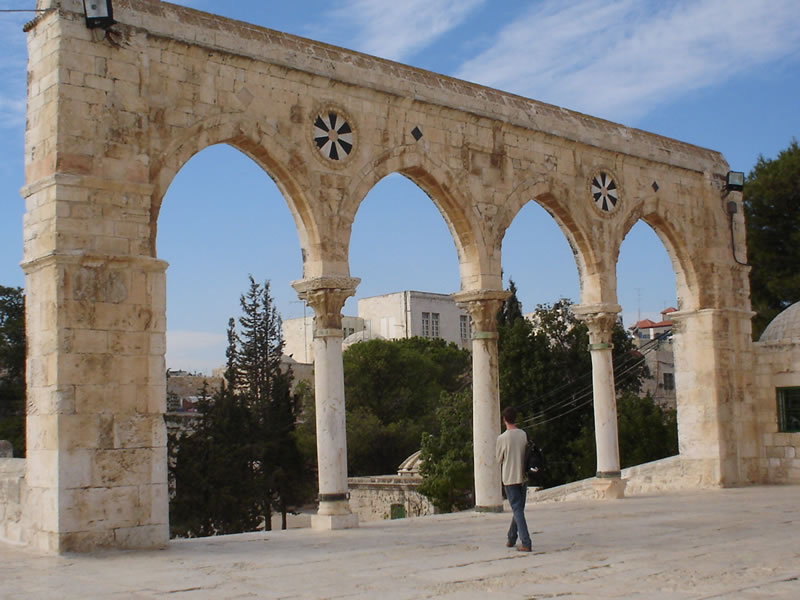
البائكة الشمالية الغربية

هي إحدى بوائك الأقصى، وتقع على الطرف الغربي لصحن الصخرة في جهته الشمالية، بالقرب من قبة الخضر. يعود تاريخ تشييدها إلى العهد المملوكي عام 778هـ - 1376م،
ثم جددت في العهد العثماني، ويبلغ ارتفاعها 7 أمتار.
والبائكة عبارة عن ركبتين عظيمتين في الأطراف، وثلاثة أعمدة أسطوانية في الوسط، سلمها الحجري تبلغ عدد درجاته ثلاثا وعشرين درجة.

### البائكــة الغربية
هي إحدى بوائك الأقصى، وتقع في منتصف الحد الغربي لصحن الصخرة المشرفة الواقعة في قلب المسجد الأقصى المبارك. يعود تاريخ تشييدها المعروف حالياً إلى عام 340هـ - 951م.
وهي عبارة عن ركبتين عظيمتين في الأطراف، وثلاثة أعمدة أسطوانية في الوسط، سلمها تبلغ درجاته أربعا وعشرين درجة، توصل الصاعد إلى صحن الصخرة من ساحة المسجد الغربية.

### البائكة الجنوبية الغربية

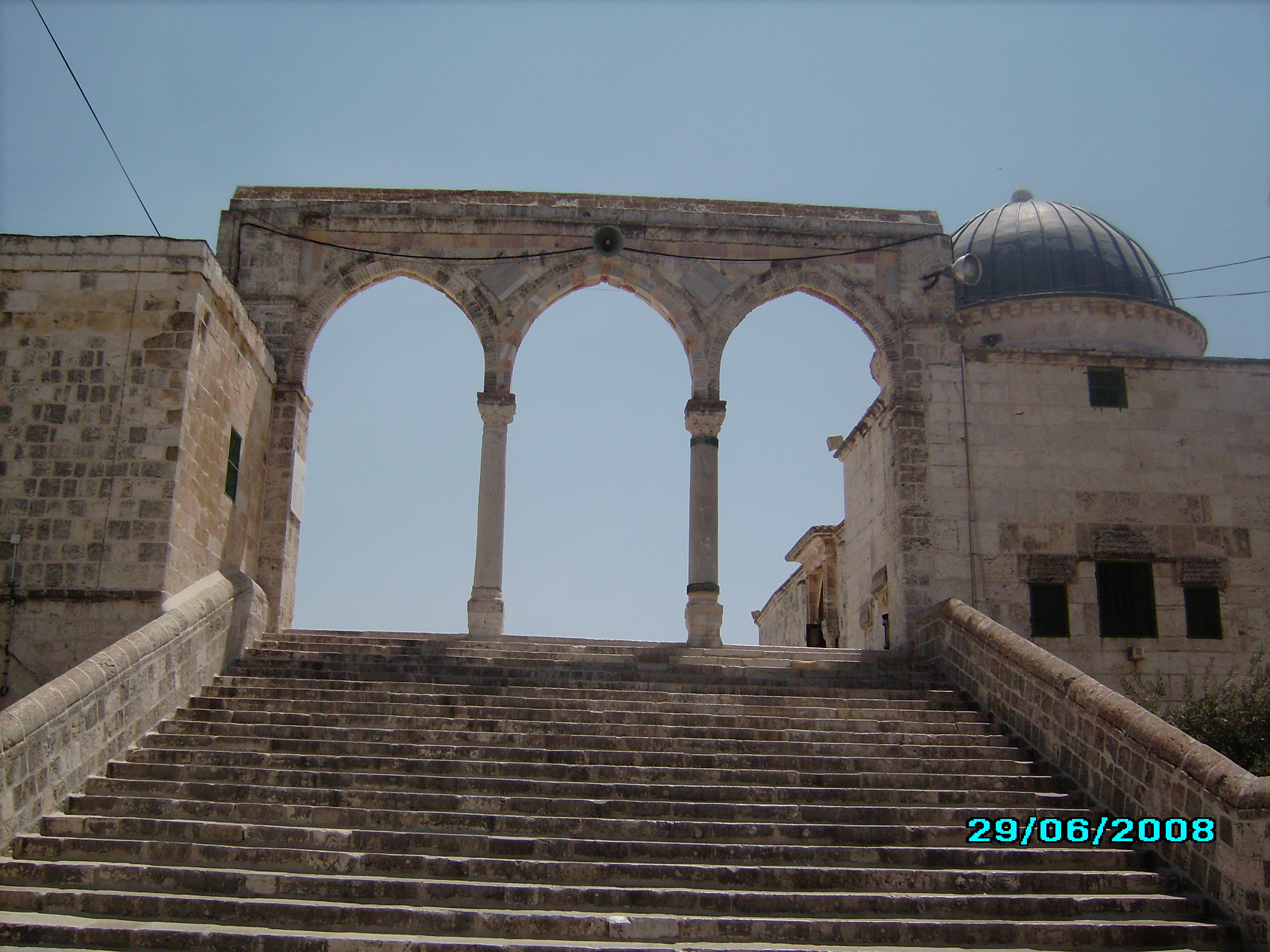
البائكة الجنوبية الغربية

هي إحدى بوائك الأقصى، وتقع على المحيط الغربي لصحن قبة الصخرة في جهته الجنوبية، ويعود تاريخ تشييدها إلى عام 877هـ -1472م.
وهي عبارة عن ركبتين عظيمتين في الأطراف، وعمودين من الرخام في الوسط، ويبلغ ارتفاعها 7 أمتار، ويوصل إليها سلم حجري، درجاته أربع وعشرون درجة.

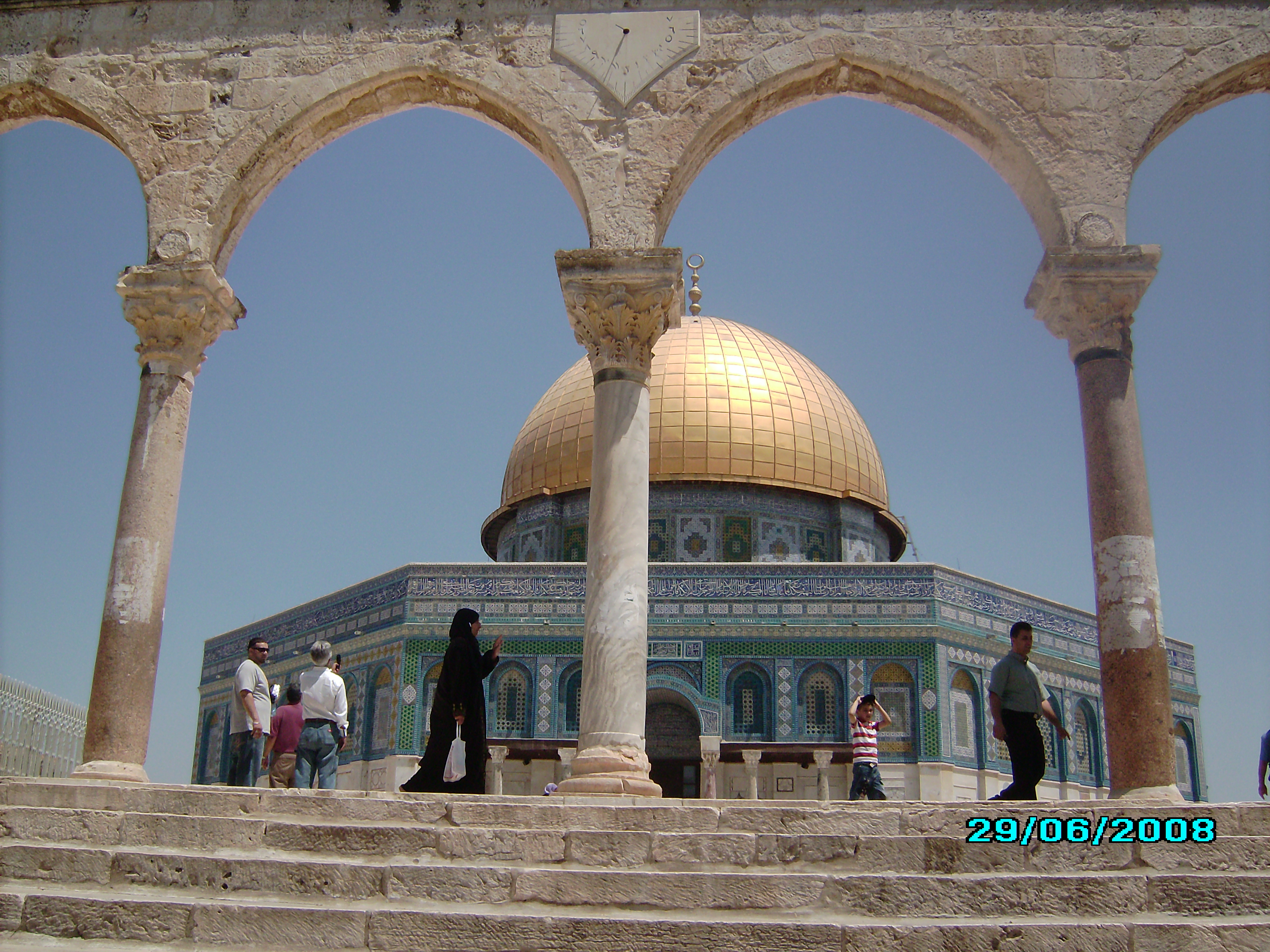
البائكة الجنوبية
هي إحدى بوائك الأقصى، وتقع في منتصف الركن الجنوبي لصحن الصخرة، وربما تكون قد أنشئت أول مرة في العهد الأموي، ولكن من المؤكد أنها جددت في العهد العباسي، ثم الفاطمي والعثماني، ثم رممتها دائرة الأوقاف الإسلامية عام 1402هـ - 1982م.
وهي عبارة عن ثلاثة أعمدة أسطوانية في الوسط، تحفها عن اليمين واليسار ركبتان عظيمتان، ويبلغ ارتفاعها 6.5 متر. ويصل ساحة المسجد بصحن الصخرة درج حجري درجاته عشرون.
وفي الواجهة الجنوبية من هذه البائكة الجنوبية، توجد مزولة شمسية يستعين بها المصلون للتعرف على أوقات الصلوات، وهي من صنع مهندس المجلس الإسلامي الأعلى رشدي الإمام، وذلك في سنة 1907م.

### البائكة الجنوبية الشرقية

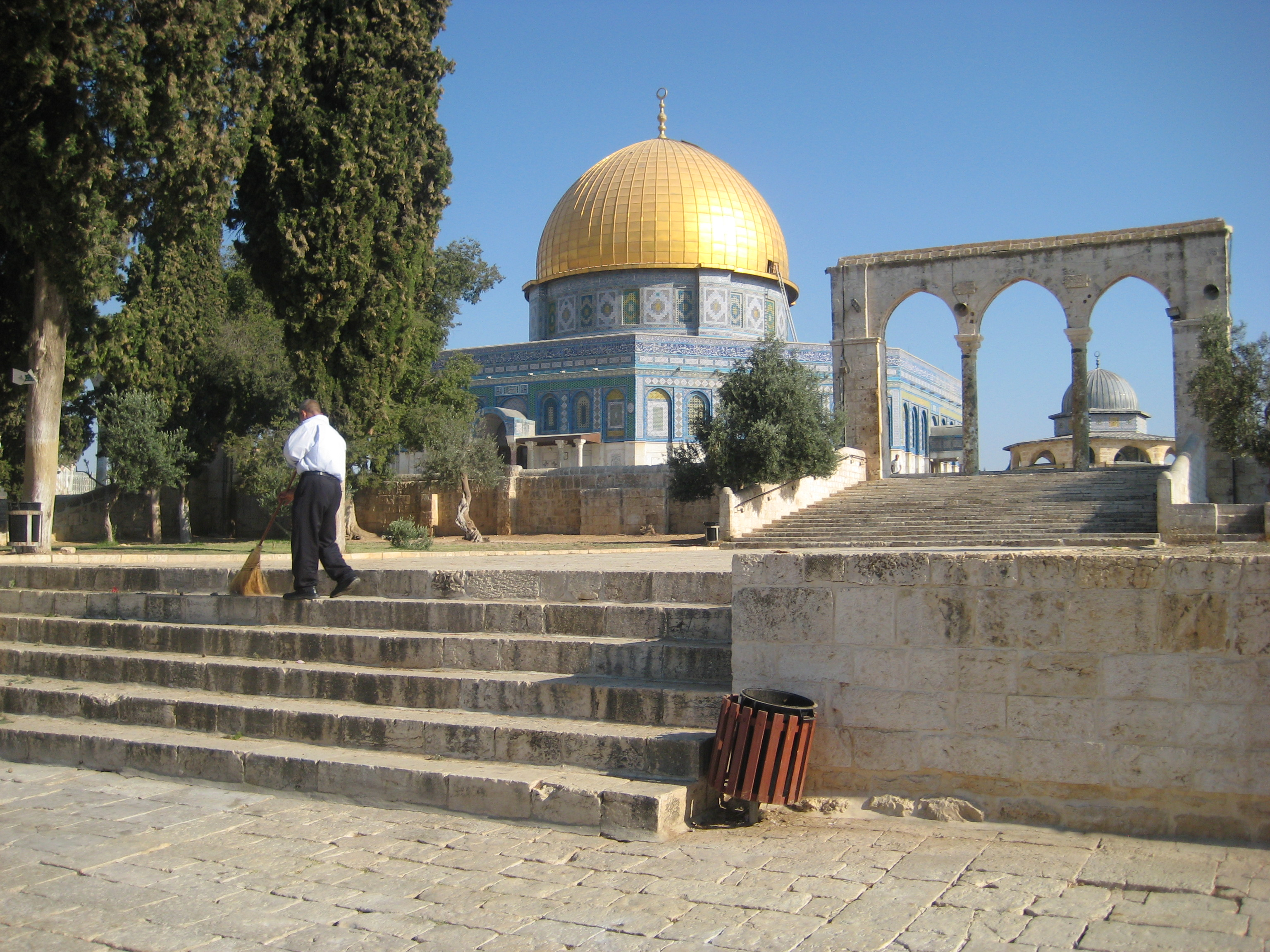
البائكة الجنوبية الشرقية

هي إحدى بوائك الأقصى، وتقع قرب الطرف الشرقي للحد الجنوبي لصحن الصخرة. ويعود تاريخ تشييدها إلى العهد الفاطمي عام 412هـ - 1021م، وتم تجديدها في العهد الأيوبي عام 608هـ - 1211م.
والبائكة عبارة عن ركبتين عظيمتين في الأطراف، وعمودي رخام أسطواني الشكل في الوسط، وعدد درجات سلمها الحجري تسع عشرة، ويتراوح ارتفاعها بين 6.5 متر و7أمتار.

### البائكة الشرقية

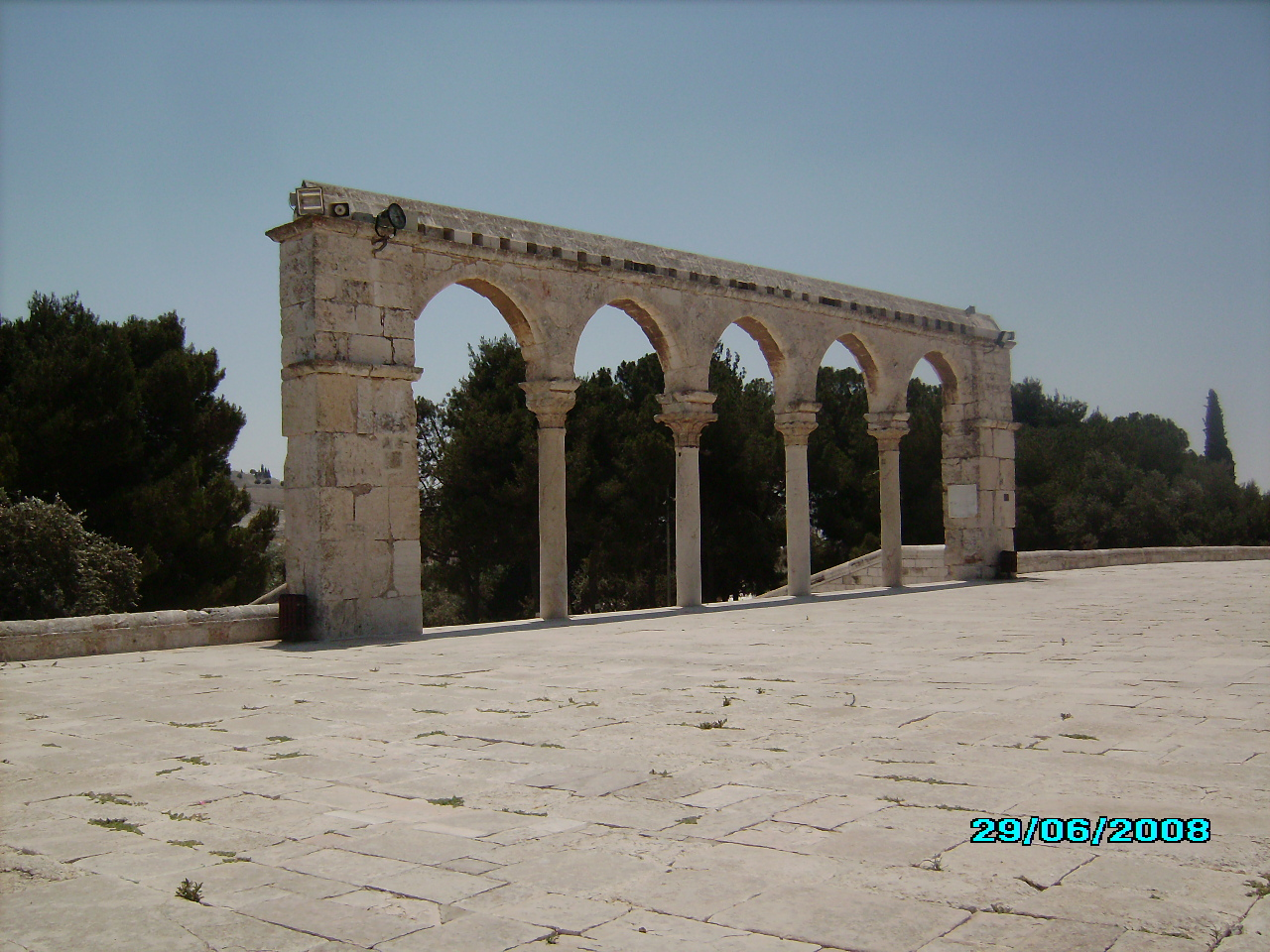
البائكة الشرقية

البائكة الشرقية هي إحدى بوائك الأقصى، وتقع في الركن الشرقي لصحن الصخرة، ويعود تاريخ تشييدها على الأرجح في العهد الأموي، وأعيد بناؤها في العصر العباسي في القرن العاشر الميلادي
وتعد أكبر البوائك حول صحن الصخرة، حيث تتكون من ركبتين عظيمتين، وأربعة أعمدة أسطوانية رخامية الصناعة. ويصل ساحة المسجد الشرقية بصحن الصخرة اثنتان وعشرون درجة، وثلاث درجات أخريات، ويبلغ ارتفاعها 6.5 متر.

### البائكة الشمالية الشرقية

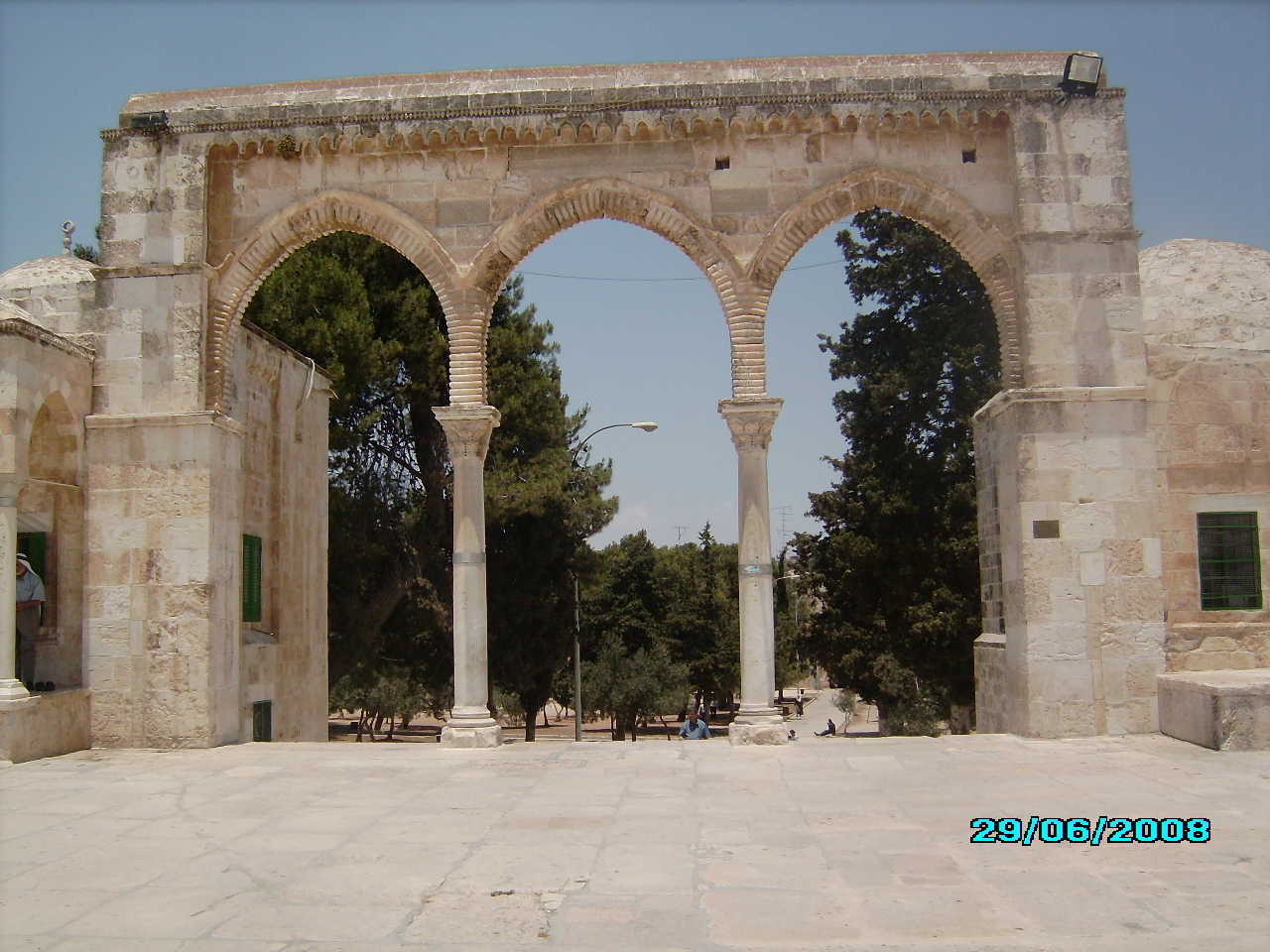
البائكة الشمالية الشرقية

البائكة الشمالية الشرقية هي إحدى بوائك الأقصى، وتقع في الجانب الشمالي من سطح قبة الصخرة من ناحية الشرق، وهي تتصل بمحور مستقيم عبر ممر مبلط بباب حطة. ويعود تاريخ تشييدها إلى العهد المملوكي عام 726هـــ - 1325م في عهد السلطان الناصر محمد بن قلاوون، وقد وثق ذلك بنقش على الواجهة الجنوبية للبائكة.

## الأسبلة
الأسبلة جمع سبيل ويقصد به ماء وضع لانتفاع الناس بغير مقابل، وقد حرص المسلمون حرصاً شديداً على توفير المياه للشرب والطهور في المسجد الأقصى المبارك، فحُفرت الآبار، وتم إنشاء الصهاريج والأسبلة داخله في الساحات المكشوفة، لتخزين مياه الأمطار. والسبيل عين ماء وما لحقها، وقد زودت بصنابير للمياه وثلاجات لدى تجديدها في العصر الحديث.
ويعود إنشاء هذه الأسبلة إلى العصرين الأيوبي والمملوكي، كما أن كثيرا منها استحدث أو جدد في العصر العثماني بأمر السلطان سليمان القانوني الذي تميز عهده ببناء الأسبلة. وللأقصى أسبلة كثيرة نذكر منها 14 التالية:

### سبيل الكأس

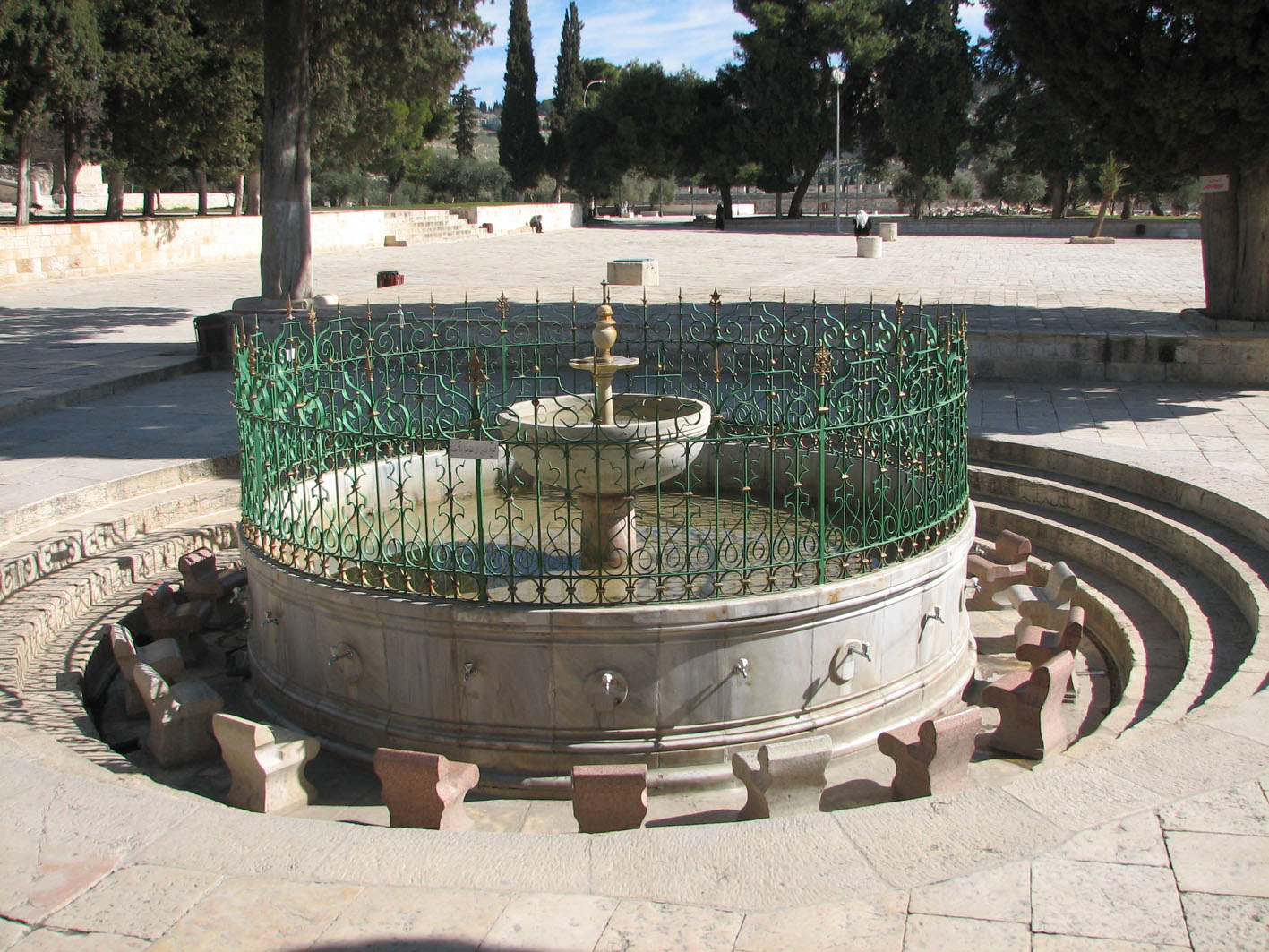
سبيل الكأس

يقع هذا السبيل المشهور أمام المصلى القبلي ، قيل إنه من بناء العباسيين في الأصل، ولكن البناء الحالي تم في عهد السلطان الأيوبي العادل أبو بكر بن أيوب عام 589هـ - 1193م، وقد جدده المماليك وقاموا بتنوسعته في عهد الأمير سيف الدين تنكز عام 1327-1328، لاستيعاب المزيد من المصلين. على الرغم من توفير المياه أصلا من مياه بركة سليمان بالقرب من بيت لحم، أما حاليا فيتلقى المياه من الأنابيب المرتبطة بشبكة مياه القدس. وقد سمي بهذا الاسم لشكله الشبيه بالكأس، ويسمى أيضا بسبيل البركة
والكأس عبارة عن بركة أسطوانية الشكل، وفي وسطها كاس مرتفعة، تتوسطها ماسورة مياه، تتدفق المياه منها إلى الحوض، فتصب من الكأس للبركة، بشكل جميل. ويستعمل الناس مياه الكأس للوضوء خاصة، حيث الكراسي الحجرية الصنع ذات ألوان جميلة، من أمام كل منها حنفية مربوطة بالبركة من أمامه، وهي عبارة عن عشرين حنفية.

### سبيل شعلان
يقع هذا السبيل شمالي درج البائكة الشمالية الغربية التي تقود إلى صحن قبة الصخرة، ويعود تاريخ تشييده إلى عام 1216م في عهد السلطان الأيوبي الملك المعظم عيسى، وجدد في العهد المملوكي على يد الملك الأشرف بربساي عام 1429م، وجدد مرة أخرى سنة 1037هـ - 1627م على يد بيرام باشا محافظ مصر، في عهد محافظ القدس محمد باشا في العصر العثماني، وقد كان السبيل عامرا حتى آخر عهد الاحتلال البريطاني، أما اليوم فانه معطل.

### صهريج المعظم عيسى الأيوبي
وهو مبنى يقوم في الساحات الغربية للمسجد الأقصى المبارك، بين البائكتين البائكة الغربية والبائكة الجنوبية الغربية أسفل صحن الصخرة، أمام باب القطانين. ويعود تاريخ تشييده إلى عام 607هـ - 1210م في عهد السلطان الأيوبي عيسى، وسمي باسمه.
والبناء مؤلف من ثلاثة أروقة سفلية، فصلت بقواطع بنائية فيما بينها، لكل منها مدخل منفصل في جهتها الغربية. وهو يرتفع عن مستوى صحن الصخرة ببناء أضيف في الفترة العثمانية، وكان أحد أروقته الثلاثة قد استخدم في عهد المماليك مخزنا لحاصلات المسجد الأقصى، وآخر مصلى للحنابلة، ثم أهمل فترة من الزمن، وحُول في وقت لاحق إلى مخزن لحدائق المسجد، ويستعمل جزء منه حاليا كعيادة طبية مكملة للعيادة الطبية الواقعة شماله، والجزء الأكبر منه عبارة عن مكاتب للأوقاف.

### سبيل البصيري

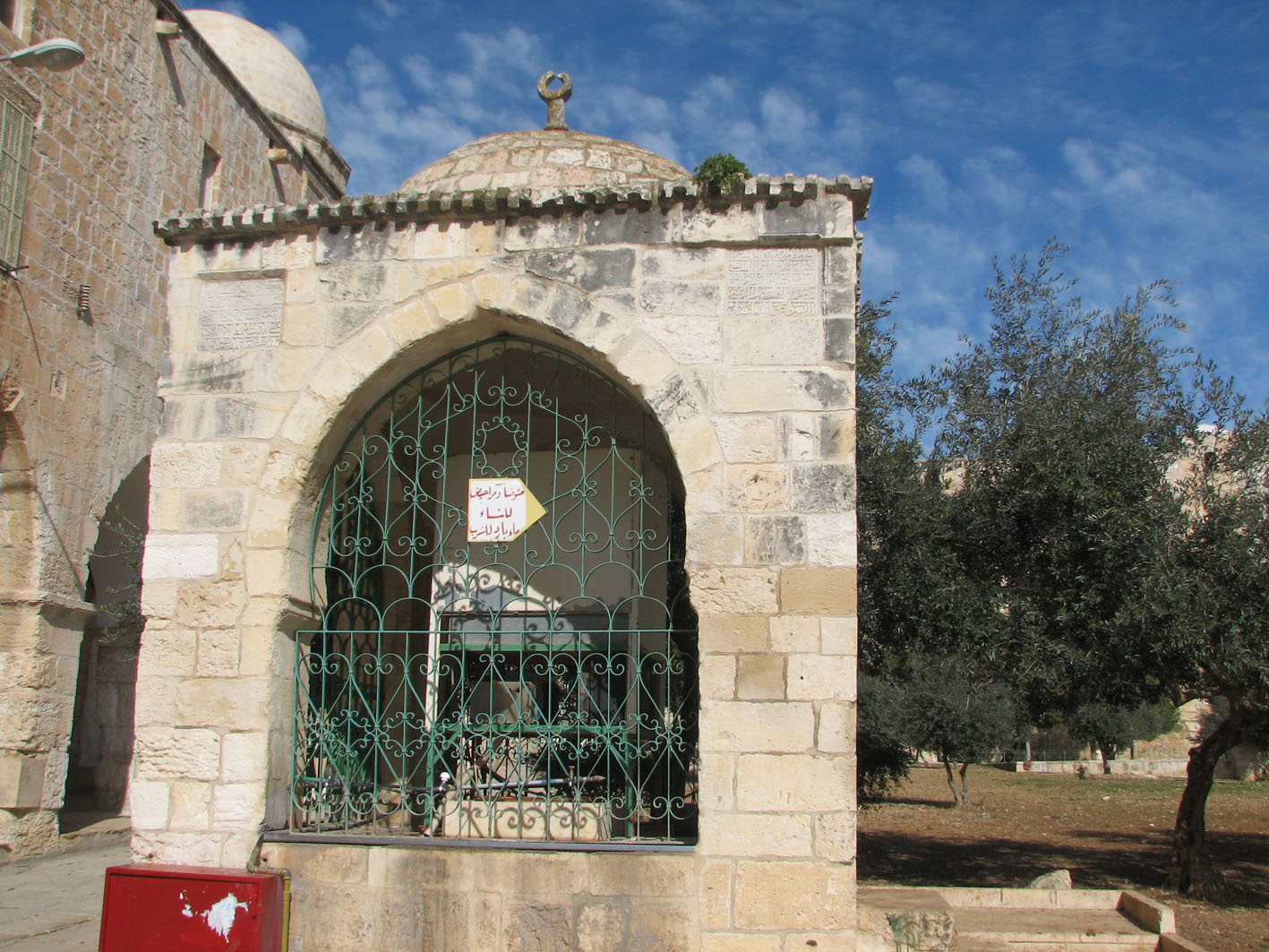
سبيل البصيري

يقع هذا السبيل شمال شرق باب الناظر داخل المسجد الأقصى المبارك. ويعود تاريخ تشييده إلى عام 839هـ - 1436م في عهد السلطان المملوكي الأشرف برسباي، وقيل إنه أنشئ قبله وأن بناءه تجديد فقط. ويسمى أيضا سبيل الحبس، وسبيل باب الناظر، وبئر إبراهيم الرومي.

### سبيل قايتباي

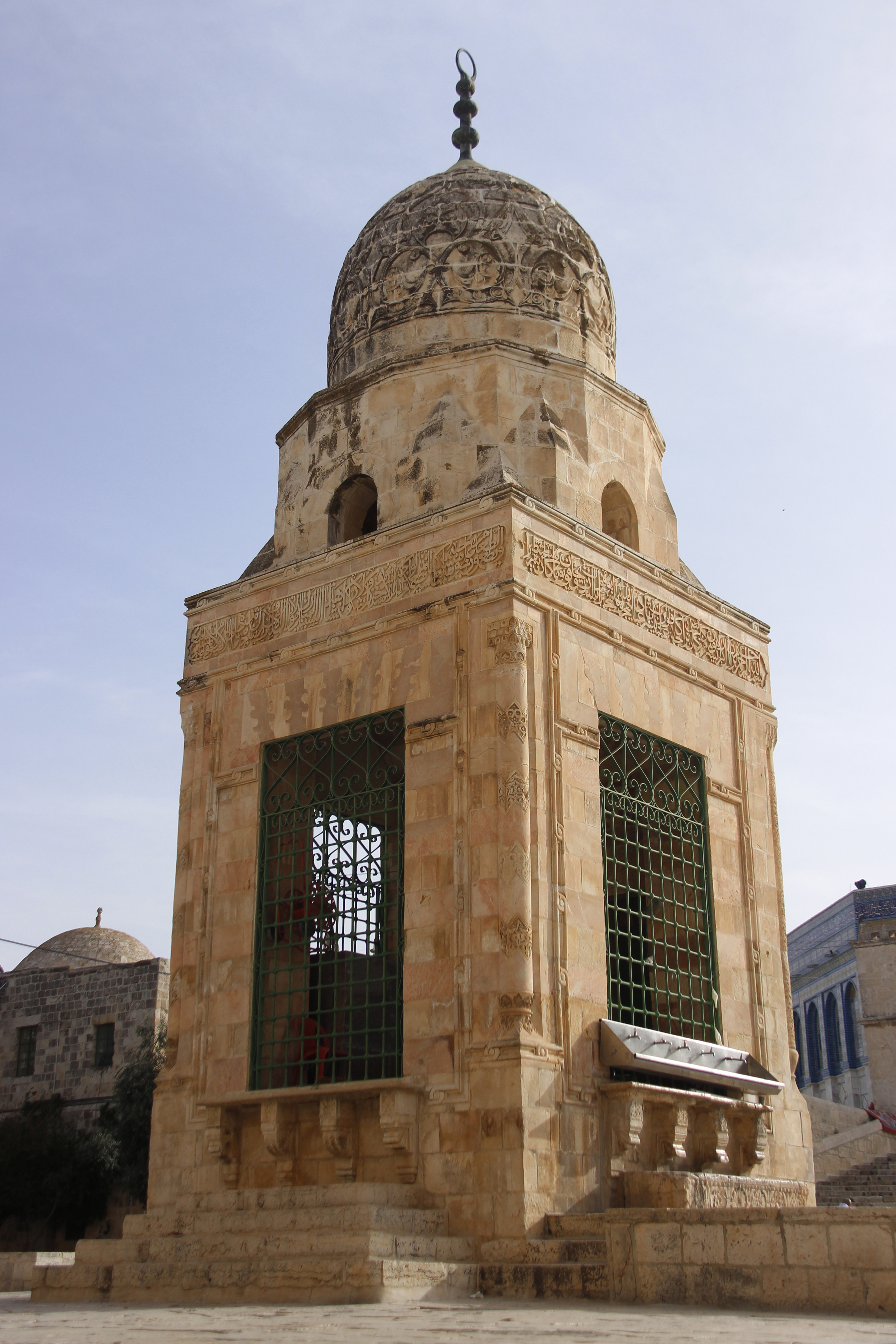
سبيل قايتباي

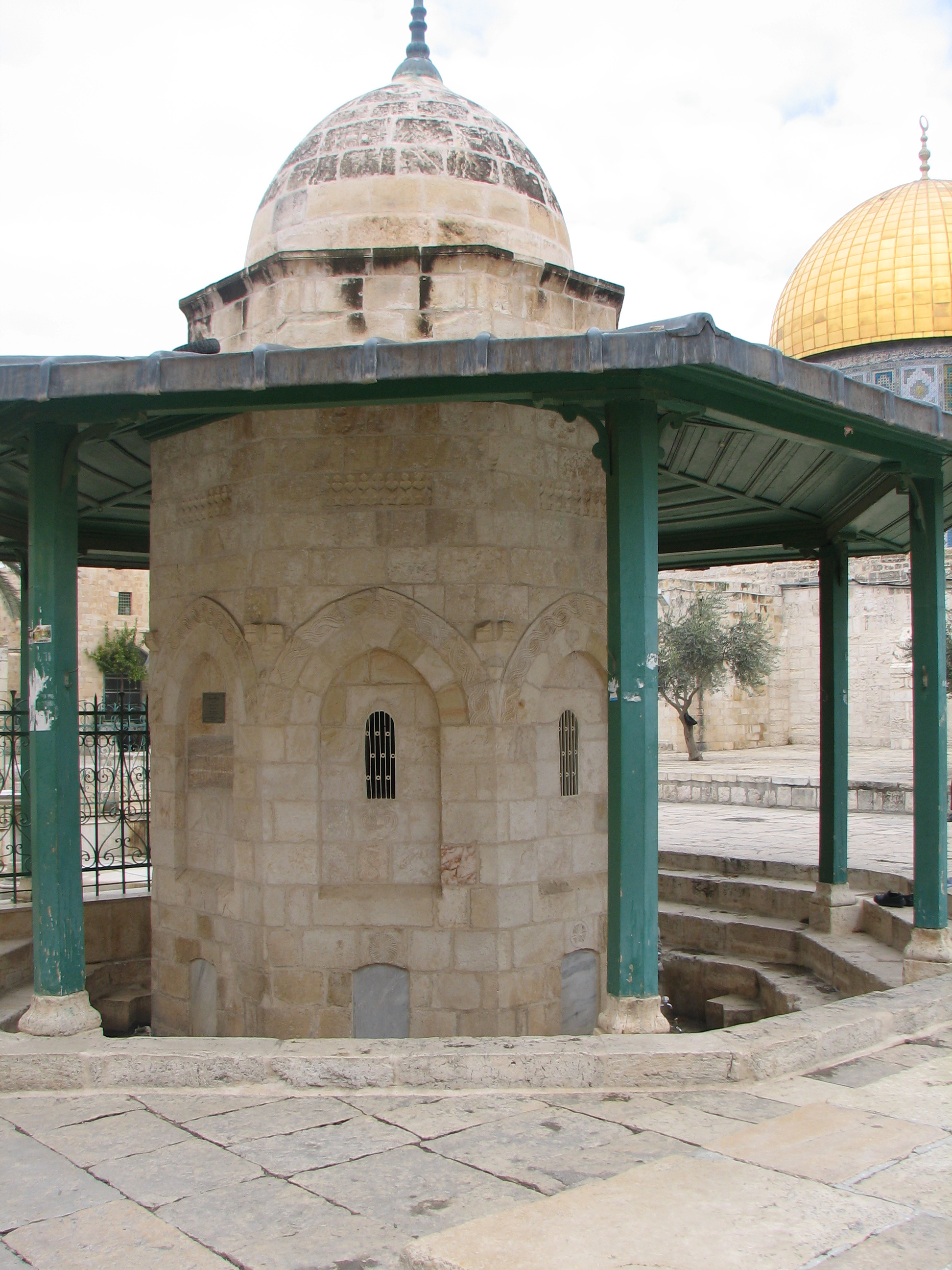
سبيل قاسم باشا

سبيل قايتباي هو سبيل مياه شهير يقع مقابل باب المطهرة، وقد بُني السبيل فوق الطرف الشماليّ الغربيّ لمصطبة واسعة تحمل نفس الاسم، ولها محراب في الجهة الجنوبية، بناهما الملك الأشرف أبوالنصر إينال عام 860هـ، ثم جدد السبيل في عهد الملك الأشرف قايتباي عام 887هـ- 1482م بعد تهدمه، وعرف باسمه، وأعاد تجديده السلطان العثماني عبد المجيد الثاني عام 1330هـ- 1912م.
والسبيل عبارة عن مبنى مرتفع وجميل، دخلت فيه فنون العمارة، وجملته الحجارة الملونة الداخلة في بنائه، وله قبة جميلة مزخرفة بزخارف نباتية، قيل انه السبيل الوحيد من نوعه في فلسطين قاطبة.

### سبيل قاسم باشا
يقوم هذا السبيل بين المدرسة الأشرفية غربا، والصحن الغربي للصخرة المشرفة شرقا، في الساحات الغربية للمسجد الأقصى المبارك.
ويسمى أيضا سبيل باب المحكمة، نسبة إلى باب السلسلة الذي يقع بالقرب منه. بني في عهد السلطان العثماني سليمان القانوني عام 933هـ - 1527م، على يد والي القدس قاسم باشا، وسمي باسمه.
والسبيل مثمن الشكل، تنزل إليه بدرجات، من فوقه سقف خشبي يحجب أشعة الشمس عن مستعمليه، ويقلل من ضغط الرياح القارصة ليلا والأمطار النازلة شتاء.

### سبيل سليمان القانوني

سبيل سليمان القانوني

سبيل سليمان القانوني يقع في الساحات الشمالية للمسجد الأقصى المبارك، بناه السلطان العثماني سليمان القانوني عام 943هـ - 1536م، ومنه جاءت تسميته. ويسمى أيضا بسبيل السلسلة وسبيل العتم.

### سبيل باب المغاربة

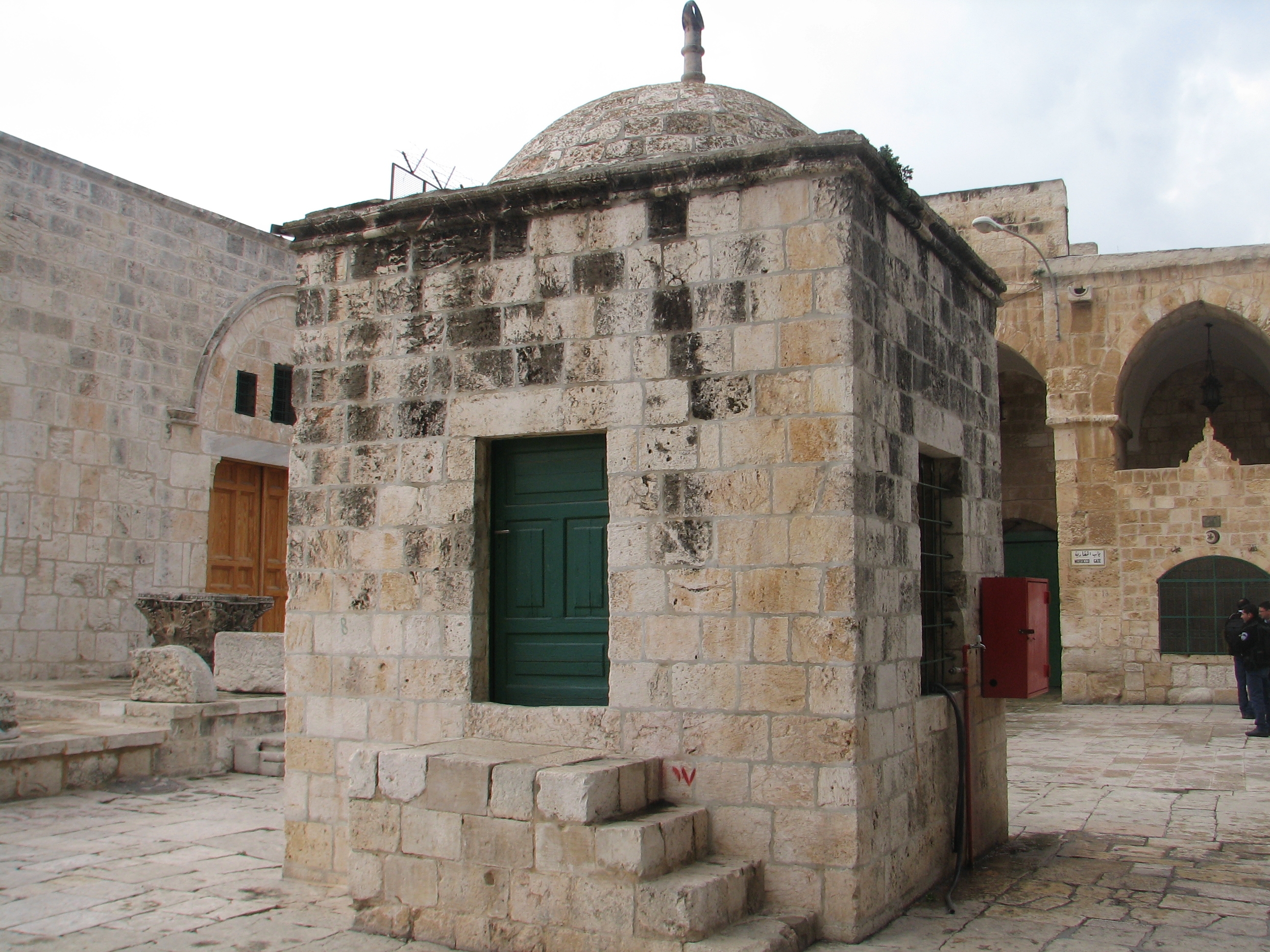
سبيل باب المغاربة

سبيل باب المغاربة يقع شرقي باب المغاربة داخل المسجد الأقصى المبارك، وتحديدا على الطرف الجنوبي الشرقي لمصطبة مصلى البراق، ويعود تاريخ تشييده إلى العهد العثماني.

### سبيل باب حطة
يوجد هذا السبيل البسيط على شكل تجويف داخل الجدار الشرقي لباب حطة، ويعود تاريخ تشييده إلى العهد العثماني، وقد رممته مؤسسة الأقصى لإعمار المقدسات الإسلامية أثناء بنائها لوحدة المراحيض القريبة مؤخرا، ثم ألغى نهائيا بعد ذلك.
وإلى الشرق من باب حطة.

### بركة النارنج

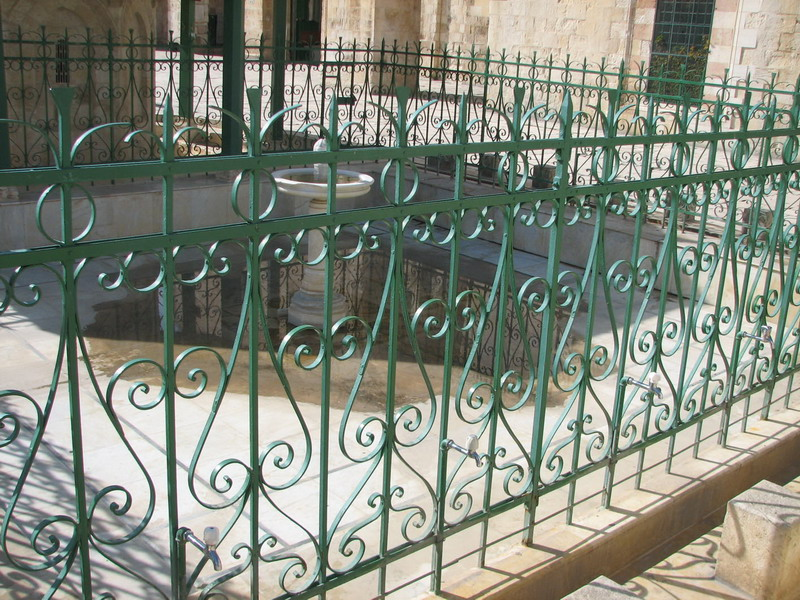
بركة النارنج

وهي بركة تقع في الساحات الغربية للمسجد الأقصى المبارك أمام المدرسة الأشرفية، بين مصطبة سبيل قايتباي شمالا، وسبيل قاسم باشا جنوبا، وتسمى أيضاً بركة عنغج، ويعود تاريخ تشييدها إلى عام 887هـ - 1482م في عهد السلطان المملوكي قايتباي، وقامت لجنة إعمار المقدسات بترميمها مؤخرا.
وهي بركة مربعة الشكل، طول ضلعها سبعة أمتار، فرشت أرضها وحيطانها بالرخام، في وسطها صحن نافورة معطلة، ويحيط بها أربع وعشرين حنفية من ثلاث جهات.

### سبيل الشيخ بدير

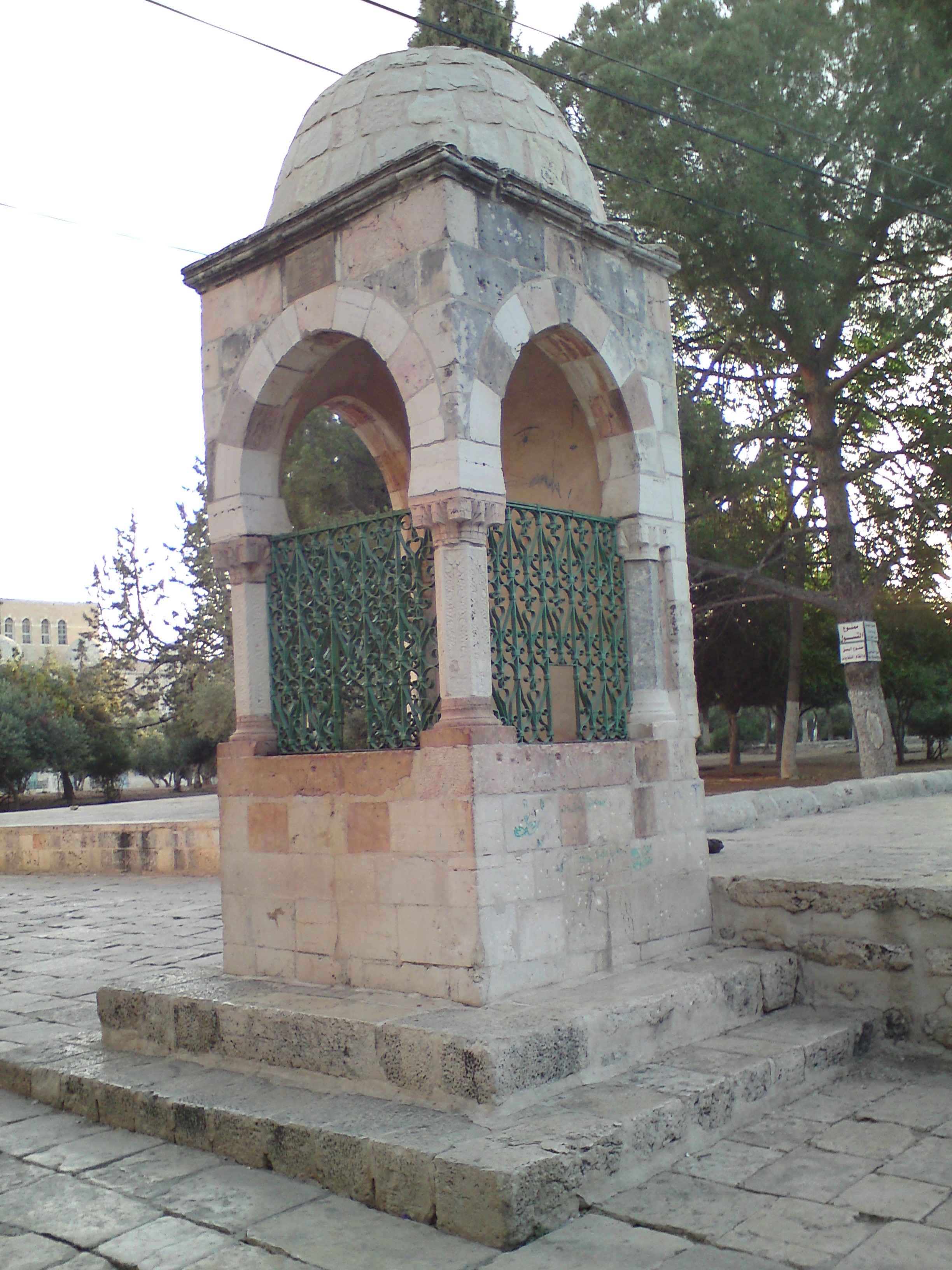
سبيل البديري

يقع سبيل الشيخ بدير إلى الجنوب الشرقي من باب الحبس، غرب البائكة الشمالية الغربية التي تقود إلى صحن قبة الصخرة، وقد بني في عهد السلطان العثماني محمود الأول عام 1153هـ - 1740م، بإشراف مصطفى آغا قائم مقام القدس، وبأمر من الوالي عثمان بيك. وتسمى أيضا سبيل البديري.
وقد نقش عليه عدة أبيات شعرية مقروءة وجميلة، في رخامه على حائطه الشرقي، وهو اليوم معطل رغم أنه مر بترميم حديث على يد دائرة الأوقاف الإسلامية.

### سبيل منبر برهان الدين
يقع هذا السبيل على زاوية درج البائكة الجنوبية، خلف قبة الميزان (وتسمى أيضا منبر برهان الدين)، في الساحات الجنوبية للمسجد الأقصى. ويعود تاريخ تشييده إلى عام 1418هـ -1998م على يد لجنة الإعمار المنبثقة عن دائرة الأوقاف الإسلامية.
ويبلغ تعداد صنابيرها أربعة وعشرين، ويستخدمها بعض الزائرين للوضوء.

### سبيل الزيتونة
يقع السبيل غربي سبيل الكأس، أقامته لجنة التراث الإسلامي حديثا برعاية دائرة الأوقاف الإسلامية. وقد سمى بهذا الاسم نسبة إلى شجرة الزيتون التي تحيط بها حنفياته السبع.
يعمل السبيل من خلال ثلاجة في عرق الزيتونة المعمرة ذات الثلاث شعب، والتي عرفت منذ بدايات القرن العشرين باسم زيتونة النبي، ولا يعرف سبب تسميتها بهذا الاسم.

### سبيل الرحمة
يقع السبيل غربي بابي الرحمة والتوبة، ويعود تاريخ تشييده إلى عام 1416هـ - 1995م على يد لجنة التراث الإسلامي، وهو عبارة عن اثنتي عشرة حنفية عامرة ومستعملة.

## مصاطب المسجد الأقصى المبارك
تنتشر في ساحات المسجد الأقصى المبارك 26 مصطبة، خاصة الساحات الغربية، أغلبها يعود للفترة العثمانية، وهي عبارة عن مساحات مسطحة ترتفع ببناء لمسافة أقل من متر عن سطح الأرض، وتبنى عادة من الحجر، ويتم الوصول إليها من خلال عدة درجات. وغالبا ما يكون لها محراب على شكل حنية أو تجويف في جدار صغير يحدد اتجاه القبلة، وتستخدم المصاطب للجلوس والصلاة والتدريس، خاصة في فصل الصيف. كما أن أغلبها غير مؤرخ
| مصاطب الفترة المملوكية : 1. مصطبة الظاهر: ويعود تاريخ تشييدها إلى عام 795 هـ / 1392 م . 2. مصطبة البصيري: ويعود تاريخ تشييدها إلى عام 800 هـ / 1397 م . 3. مصطبة سبيل قايتباي: ويعود تاريخ تشييدها إلى عام 860 هـ / 1455 م. | مصاطب الفترة العثمانية : 1. مصطبة سبيل سليمان: ويعود تاريخ تشييدها إلى عام 943 هـ / 1536 م . 2. مصطبة علي باشا: ويعود تاريخ تشييدها إلى عام 1047 هـ / 1637 م . 3. مصطبة الطين: ويعود تاريخ تشييدها إلى عام 1174 هـ / 1760م . |

| - مصطبة باب الحديد . - مصطبة باب القطانين - مصطبة باب القطانين الشمالية - مصطبة سبيل الشيخ بدير - مصطبة سبيل قاسم باشا | - مصطبة قبة موسى . - مصطبة الفخرية - مصطبة باب المغاربة - مصطبة جامع المغاربة الشرقية | - مصطبة الصنوبر . - مصطبة الزهور - مصطبة المتوضأ - مصطبة الجنائز | - مصطبة الكرك . - مصطبة كرسي سليمان - مصطبة قبة سليمان - مصطبة سبيل شعلان |

## معالم أخرى
يحتوي المسجد الأقصى على عدة معالم أخرى نذكر منها:

### حائط البراق
قسم من الحائط الغربي للمسجد الأقصى المبارك يمتد بين باب المغاربة جنوبا، والمدرسة التنكزية شمالا، ويبلغ طوله حوالي 50م، أما ارتفاعه فيقل عن 20 متر، وقد عرف بهذا الاسم لان النبي محمد صلى الله عليه وسلم ربط دابته البراق فيه على الأرجح يوم إسرائه إلى المسجد الأقصى المبارك.

### منبر نور الدين الزنكي
هو منبر تاريخي شهير يمثل روعة الفن والزخرفة الإسلامية، بناه نور الدين زنكي عام 564 هـ ـ 1168م، ليحمل إلى المسجد الأقصى بعد تحريرها من الصليبيين، لكنه مات قبل أن يحقق ذلك، فلما حرر صلاح الدين بيت المقدس، أمر بإحضاره من حلب، وذلك بعد أكثر من عشرين عاما من بنائه، ووضعه داخل المصلى القبلي وهو المصلى الرئيسي في المسجد الأقصى المبارك.
والمنبر مصنوع من الخشب المطعّم بالعاج والأبنوس، تعب النجّارون والصنّاع والمهندسون فيه سنين، وكان لترديد النظر فيه على الأيّام ألوفاً، له بوّابة يرتفع فوقها تاجٌ عظيم ثمّ درج يرقى إلى قوس أعلاه وشرف خشبيّة.

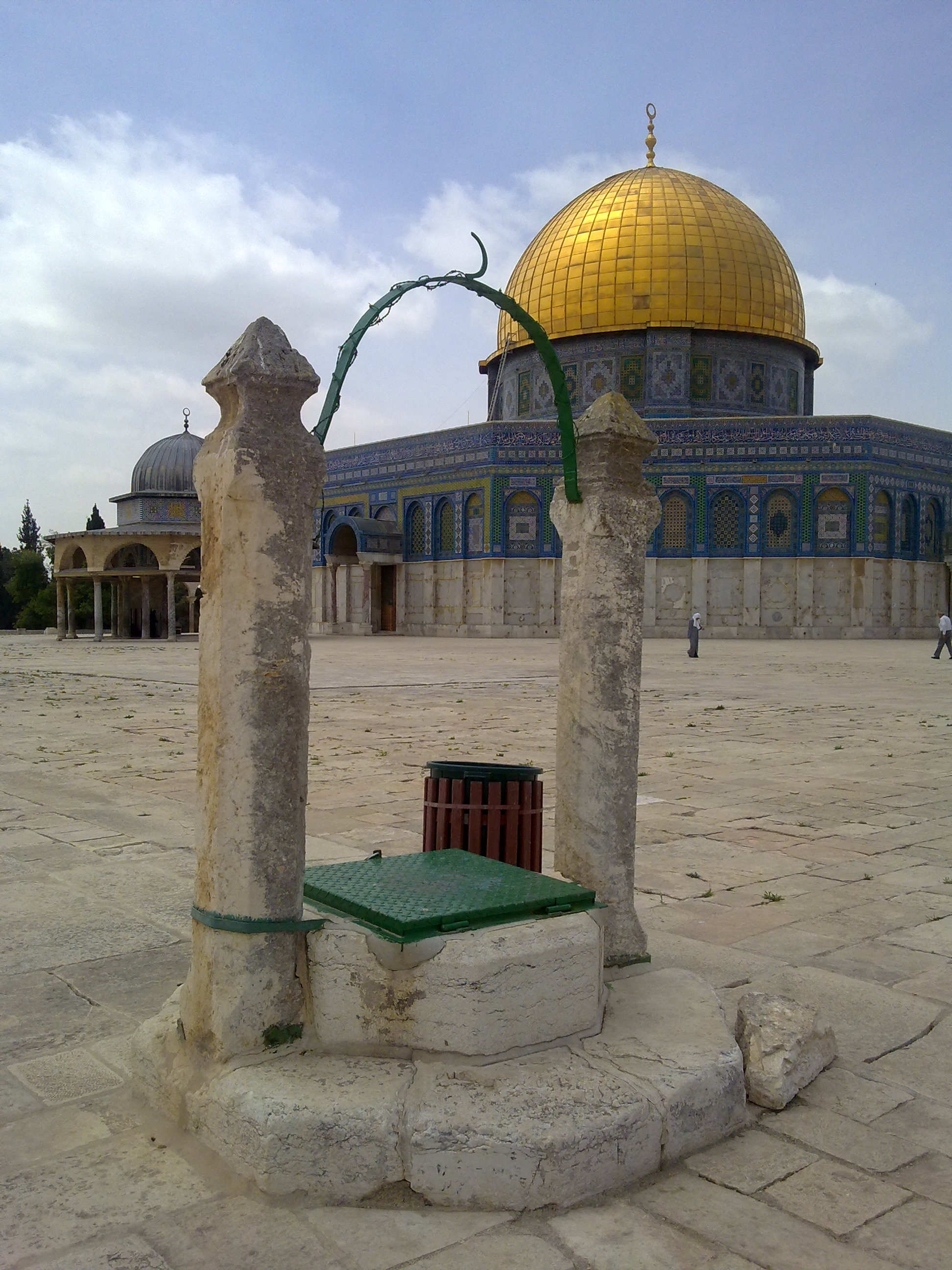
آبار الأقصى

وفي عام 1389هـ / 1969م، أحرق المصلى القبلي في حريق الأقصى مما أدى أيضا إلى تدمير المنبر بالكامل، ولدى إعادة ترميم الجامع بين عامي 1389هـ/1969م و1402هـ/1982م وقد استحدث منبر حديدي بسيط الصناعة مكان منبر نور الدين، وهو منبر مؤقت بقي هناك حتى تم إنشاء منبر آخر مطابق للمنبر الأصلي وبنفس المميزات والمواد في الأردن، وتم تركيبه في بداية شهر فبراير عام 2007م.

### آبار الأقصى
يحتوي الأقصى على 25 بئرا عامرة، فيها من الماء ما يكفى لسكان البلدة القديمة بالقدس، وليس للمصلين الذين يفدون إلى الأقصى فقط. وهذه الآبار موزعة بين صحن الصخرة المشرفة في قلب المسجد الأقصى المبارك، وباقي ساحات المسجد الأقصى المبارك، حيث يوجد منها ثمانية فوق صحن الصخرة، وسبعة عشر في الساحات المحيطة ومن أشهرها.
- بئر الجنة[119]
- بئر رمانة[119]

## معالم المسجد الأقصى
| 1. الجامع القِبلي 2. المصلى المرواني 3. مصلى الأقصى القديم 4. مسجد قبّة الصخرة 5. مسجد البراق 6. مسجد المغاربة 7. جامع النساء 1. مئذنة باب المغاربة/ المئذنة الفخارية 2. مئذنة باب الغوانمة 3. مئذنة باب السلسلة 4. مئذنة باب الأسباط/ مئذنة الصلاحية 1. قبة السلسلة. 2. قبة النحوية. 3. قبة الأرواح 4. قبة النبي سليمان 5. قبة النبي الخضر 6. قبة المعراج 7. قبة يوسف آغا 8. قبة النبي موسى 9. قبة النبي 10. قبة يوسف 11. قبة عشاق النبي 12. قبة الشيخ الخليلي. 13. قبة النبي عيسى/ مهد النبي عيسى 1. باب الحديد 2. باب الرحمة والتوبة 3. باب السلسلة والسكينة 4. باب الغوانمة 5. باب القطانين 6. باب المطهرة 7. باب المغاربة 8. باب الملك فيصل 9. باب الناظر 10. باب حطة 1. مدارس ورياض الأقصى الإسلامية 2. المدرسة البكرية/ الدوادارية 3. المدرسة الغادرية 4. المدرسة الباسطية 5. المدرسة الأمينية 6. المدرسة الملكية 7. المدرسة الأسعردية 8. المدرسة المنجكية 9. المدرسة العثمانية 10. المدرسة الأشرفية 11. المدرسة التنكزية 12. المدرسة العمرية (المحدثية- الصبيبية- الجاولية) | 1. مصطبة باب الحديد 2. مصطبة باب القطانين 3. مصطبة باب القطانين الشمالية 4. مصطبة سبيل الشيخ بدير 5. مصطبة سبيل قاسم باشا 6. مصطبة قبة موسى 7. مصطبة الفخرية 8. مصطبة باب المغاربة 9. مصطبة جامع المغاربة الشرقية 10. مصطبة علاء الدين البصيري 11. مصطبة الصنوبر 12. محراب ومصطبة الزهور 13. مصطبة المتوضأ 14. مصطبة الجنائز 15. مصطبة مسجد البراق 16. مصطبة الكرك 17. مصطبة كرسي سليمان 18. مصطبة قبة سليمان 19. مصطبة الكاس 20. مصطبة شرقي البائكة الشرقية 21. مصطبة الغزالي 22. مصطبة شرقي الخلوة الشرقية 23. مصطبة جنوبي غربي بابي التوبة والرحمة 24. مصطبة المدرسة الاسعردية 25. مصطبة سبيل شعلان 26. مصطبة جنوبي لجنة الزكاة 27. مصطبة البائكتين الغربيتين 28. مصطبة المدرسة التنكزية 29. مصطبة الطومار 30. مصطبة مدخل التسوية الشرقية 31. مصطبة الجنوبية الشرقية 32. مصطبة الكبرى الشرقية 33. مصطبة شبه الاسطوانية 34. مصطبة صبرا وشاتيلا 35. مصطبة باب الاسباط 36. مصطبة الترجمة 37. مصطبة قبة الحضر 1. محراب ارضي 2. محراب داوود 3. محراب السور الشرقي 4. محراب زكريا 5. محراب صحن الصخرة 6. محراب البائكة الغربية الجنوبية 1. الرواق الغربي 2. الرواق الشمالي 1. منبر نور الدين الزنكي (المنبر الجديد) 2. منبر برهان الدين | 1. البائكة الغربية 2. البائكة الجنوبية الغربية 3. البائكة الجنوبية الوسطى 4. البائكة الجنوبية الشرقية 5. البائكة الشرقية 6. البائكة الشمالية الشرقية 7. البائكة الشمالية الوسطى 8. البائكة الشمالية الغربية 1. سبيل الكأس 2. سبيل شعلان 3. صهريج المعظم عيسى الأيوبي 4. سبيل البصيري 5. سبيل قايتباي 6. سبيل قاسم باشا 7. سبيل سليمان القانوني 8. سبيل باب المغاربة 9. سبيل باب حطة 10. بركة النارنج 11. سبيل الشيخ بدير 12. سبيل منبر برهان الدين 13. سبيل الزيتونة 14. سبيل الرحمة 1. مقام الاربعين 2. دار الخطابة 3. المغارة 4. الزاوية الرفاعية 5. الزاوية الفخرية 6. الزاوية الوفائية 7. مطهرة باب حطة 8. دار الحديث الشريف 9. خلوة أحمد باشا رضوان الشرقية\مكتب الترجمة 10. خلوة محمد بيك\لجنة التوعية الإسلامية 11. خلوة محمد اغا\ مكتب رئيس الحرس 12. خلوة الدكري\الأحوال 13. مكتبة الاقصى 14. خلوتا جان بولاد وقيطاس بيك \الشرطة 15. خلوة مصطفى آغا \الاطفائية 16. خلوة إسلام بيك \مكتب المحاسبة لجنة الاعمار 17. خلوة خليل الدنف \غرفة صيانة الكهرباء 18. خلوة فائق الدنف\السدنة 19. الخلوة الشرقية \غرفة المدرسين 20. المزولة الشمسية 21. مصلى سبيل شعلان 22. كهف الارواح 23. الصخرة 24. حائط البراق 25. المكتبة الختنية |